# 2023年澳門
|        | 澳門歷史 \| 澳門歷史年表                                                                                                   |
| 世紀： | 20世紀澳門 \| 21世紀澳門 \| 22世紀澳門                                                                                     |
| 年代： | 1990年代澳門 \| 2000年代澳門 \| 2010年代澳門 \| 2020年代澳門 \| 2030年代澳門 \| 2040年代澳門 \| 2050年代澳門               |
| 年份： | 2019年澳門 \| 2020年澳門 \| 2021年澳門 \| 2022年澳門 \| 2023年澳門 \| 2024年澳門 \| 2025年澳門 \| 2026年澳門 \| 2027年澳門 |
| 紀年： | 癸卯年（兔年）、澳門開埠470周年、澳門回歸24周年                                                                            |

## 主要官員

### 行政
- 行政長官：賀一誠
- 行政法務司司長：張永春
- 經濟財政司司長：李偉農
- 保安司司長：黃少澤
- 社會文化司司長：歐陽瑜
- 運輸工務司司長：羅立文

### 立法
- 立法會主席：高開賢

### 司法
- 終審法院首席法官：岑浩輝
- 檢察長：葉迅生

## 大事時序

### 1月
- 1月1日
  - 澳門旅遊局公佈2022年12月31日除夕錄得入境旅客28,100人次，是自2022年10月1日國慶日後錄得的單日最高入境旅客數字[1]。
  - 治安警察局公佈截至當天晚上9時，各口岸約18萬6,700多人次出入境，其中關閘人數漸最多[2]。
  - “澳車北上”正式啟動[3]。
  - 澳門特別行政區政府市政署市政諮詢委員會召開特別大會，選出2023至2024年度主席及副主席。經過投票，司徒民義當選為主席、鍾國榮為副主席[4]。

- 1月2日
  - 據治安警察局初步統計，由除夕至當天的三天內，合共有六十六萬多人次經本澳各口岸出入境，其中入境旅客約有六萬人[5]。
  - 澳門旅遊局宣佈保留“2022幻彩耀濠江”燈飾佈置至該年1月31日[6]。

- 1月3日，教育及青年發展局宣佈非高等教育階段於1月9日全面復課，並公佈相關防疫措施[7]。

- 1月4日
  - 澳門城市規劃委員會討論原祐漢新邨第八街休憩區將作為樣板建設公共房屋[8]。
  - 媽閣交通樞紐地庫一層車道路面出現大面積毀爛，公共建設局已經安排原工程承建商跟進並進行修復工作[9]。

- 1月5日
  - 國務院聯防聯控機制宣佈，自該年1月8日起自澳門入境人員，如7天內無外國或其他境外地區旅居史，無需憑行前病毒感染核酸檢測陰性結果入境。恢復在澳門國際機場轉機/過境進入內地服務。取消對澳門來往中國大陸航班客座率限制，逐步有序增加航班數量[10]。
  - 澳門旅遊局公佈新春活動安排，包括於舉行大年初一舉行金龍巡遊，於年初三和年初七舉行兩場澳門農曆新年花車巡遊匯演，並於年初三、年初七及元宵節舉行三場澳門農曆新年煙花表演[11]。
  - 新型冠狀病毒感染應變協調中心召開新聞發佈會，衛生局局長羅奕龍宣佈疫情過渡期於1月8日結束，對COVID-19視為「風土病」[12]。

- 1月7日：因應疫情過渡期結束在即，新型冠狀病毒感染應變協調中心制定了《過渡期後感染防控原則》（下稱防控原則）。當中包括個人無須在澳門健康碼上作健康申報[13]。同時取消所有社區治療中心及社區門診專線[14]。

- 1月8日
  - 粵港澳三地全面放寬通關，澳門特區公報刊登行政長官第1/2023號行政長官批示及第2/2023號行政長官批示，廢止第80/2020號及第43/2021號行政長官批示，而衛生局亦作出第001/A/SS/2023號公告，調整入境、過境防疫措施。包括恢復澳門國際機場轉機服務、取消對持外國護照入境人士的特別限制措施、健康申報及健康管理措施，核酸檢測證明亦作出調整[15]。
  - 停航接近三年往來香港至澳門海上客運航線逐步復運，噴射飛航和金光飛航均先恢復氹仔客運碼頭往返香港上環的日航服務[16]。首日復航首班船於約上午8時45分左右到達氹仔客運碼頭，約130名乘客入境[17]。
  - 當天0時起，港珠澳大橋澳門邊檢大樓香港出入境大堂恢復24小時通關服務；而由香港進入澳門的人士，若在入境翌日起計第7天內離境前往中國內地須出示48小時內採樣的核酸檢測陰性證明[18]。
  - 免核檢通關首日，截至晚上9時，治安警於各口岸錄得逾三十五萬一千人次出入境，當中出入境旅客佔七萬三千五百四十人次[19]。
  - 白朗古將軍大馬路小販區一列攤位於晚上7時許發生大火，由於當中有經營紙料和成衣的檔攤，火勢一度非常猛烈，消防約20分鐘將火勢控制。事件中共有十九個檔位被焚或波及，當中多個嚴重焚燬，一名女檔主吸入濃煙不適送院。消防員經調查，初步懷疑起火原因是有檔攤內電器故障引起[20]。

- 1月9日
  - 隨着防疫過渡期結束，澳門非高等教育階段結束假期後正式復課[21]。
  - 澳門免核酸通關首日，錄得39606人次入境旅客，近乎2022年最高單日(4.1萬) 人次的水平。當中香港旅客錄得 5630人次，較去年日均飆升298.6%[22]。

- 1月13日
  - 2022年度頒授勳章、獎章和獎狀名單儀式於澳門文化中心舉行[23]。

- 1月15日
  - 澳門旅遊局公佈1月14日入境旅客達5.5萬人次，旅遊局等多個政府部門、六大綜合度假休閒企業、旅遊業界及民間團體分別悉心籌備，誠意送上精彩創新的多元賀歲活動；春節期間“日日”有活動，全城洋溢繽紛歡慶節日氣氛喜迎各方客[24]。
  - 盧九樓有大廈天台屋於晚上7時許左右發生火警，火勢一度猛烈，消防開喉灌救撲熄，有鐵窗燒至變形飛墮行人路，幸事件中無人受傷或不適。消防初步懷疑起火由拖板電線短路導致，確切起因待查[25]。

- 1月16日
  - 治安警公布1月13至15日共有約 122萬人次經本澳各口岸出入境，旅客佔 29.8萬人次，當中入境旅客 15.3萬多人次，主要經關閘、橫琴口岸、港珠澳大橋口岸及氹仔碼頭入境，而出境旅客則有 14.5萬多人次[26]。
  - 特區政府公報行政長官批示，修改華士古達嘉馬花園停車場使用及經營規章，停車場由華士古花園地庫層及塔石體育館地庫層共同構成，出入口設於東望洋街及高偉樂街，場內私家車位由171個增至255個，電單車位由113個增至154個[27]。另外，澳門文化中心及石排灣聯生圓形地停車場將納入成為公共停車場[28]。
  - 澳氹第四條跨海大橋進行吊裝工程，外港航道日間將實施臨時封航管控，外港客運碼頭往返深圳市蛇口及福永航線臨時停航一天[29]。
  - 澳門立法會一般性通過《工會法》法案[30]、《武器及相關物品管控的法律制度》法案[31]及《保守國家秘密法》法案[32]。
  - 澳氹第四條跨海大橋下部結構的七個主橋橋墩全部完成，惟因疫情延期了24天[33]。

- 1月17日
  - “華士古達嘉馬花園停車場—東區”、聯生圓形地停車場及澳門文化中心停車場分別對外開放使用，合共提供333個輕型汽車泊車位及138個摩托車泊車位[34]。
  - 新型冠狀病毒感染應變協調中心旗下的“感染者支援熱線”停止運作[35]。

- 1月18日

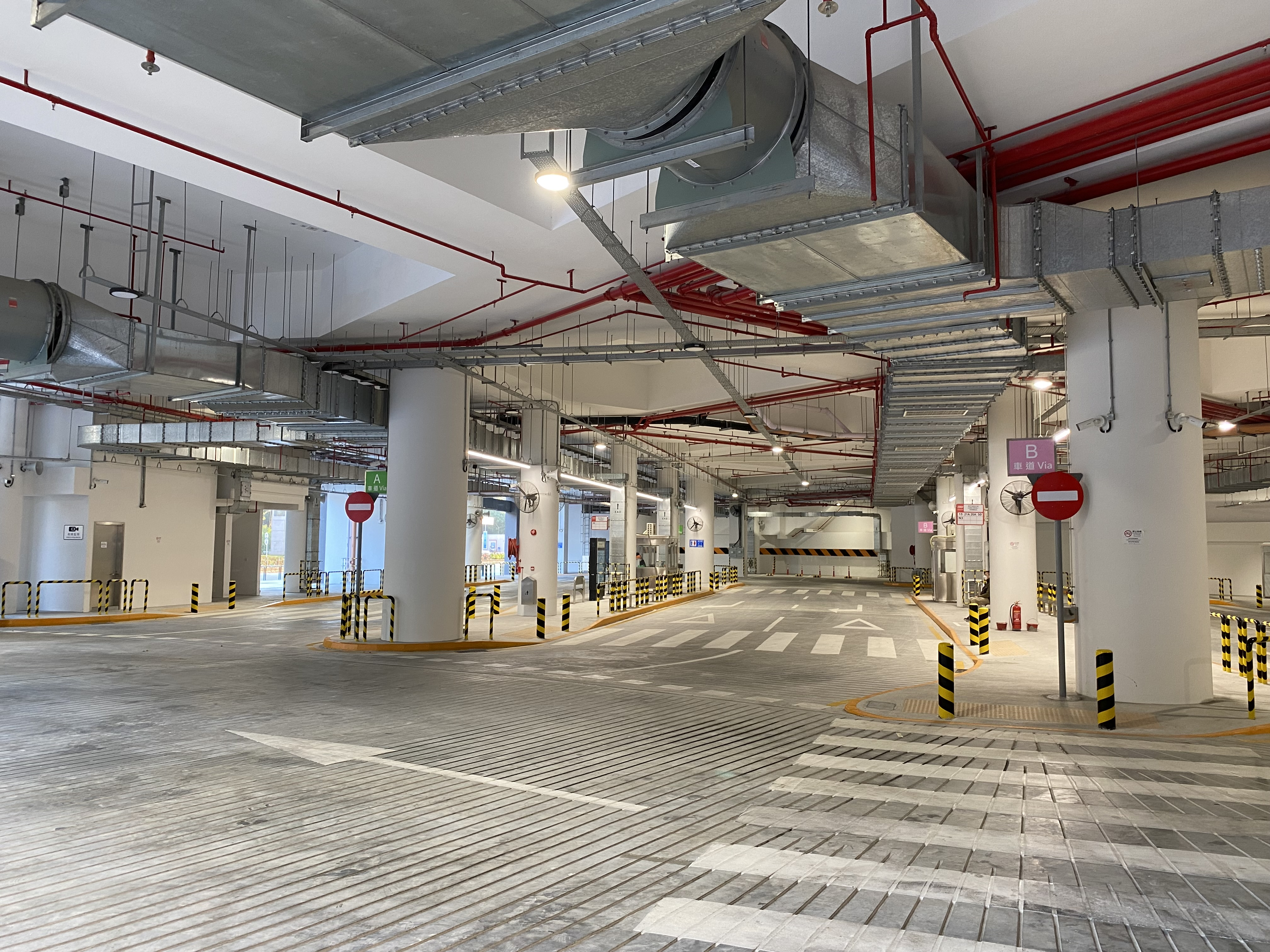
聯生圓形地巴士總站

- - 位於路環聯生填海區鄰近石排灣馬路的聯生圓形地巴士總站啟用，原“聯生工業邨”及“聯生圓形地”巴士站取消[36][37]。
  - 周焯華案宣判，法院裁定第一被告周焯華五項罪名成立，黑社會罪被判12年、103項在許可地方不法經營賭博罪每項被判1年6個月、54項相當巨額詐騙罪每項被判5年、3項詐騙罪每項判定3年、不法經營賭博罪每項被判2年6個月，合競被判18年單一刑罰[38]；終審法院院長辦公室其後頒佈書面判詞[39]。

- 1月19日
  - 0時起，「粵康碼」系統停止提供通關憑證轉碼服務[40]。
  - 往返香港上環港澳客輪碼頭至澳門外港客運碼頭航線復航[41]。
  - 友誼橋大馬路往友誼圓形地發生交通意外，一名八旬女途人懷疑沒按交通規則橫過馬路，被一輛澳巴行走MT3路線的巴士撞倒，女途人緊急送院後不治。澳巴向因意外離世的女途人及家人深表哀悼，並致以深深的歉意[42]。

- 1月20日
  - 新型冠狀病毒感染應變協調中心表示因應疫情緩和，所有感染者社區門診當天起停止運作[43]。

- 1月21日
  - 行政長官賀一誠發表2023年（癸卯年）新春賀辭[44]。
  - 中午時分，澳門半島板樟堂街德香里某大廈懷疑發生一氧化碳中毒事件，一對母子及男友人被鐘點工揭發倒臥單位內，求助鄰居報警。消防到場發現三人無呼吸心跳，隨即送院搶救，惜搶救無效死亡，事發單位內檢測到一氧化碳讀數。經司警調查，初步懷疑是熱水爐洩漏一氧化碳導致，確切起因仍待調查[45]。

- 1月22日

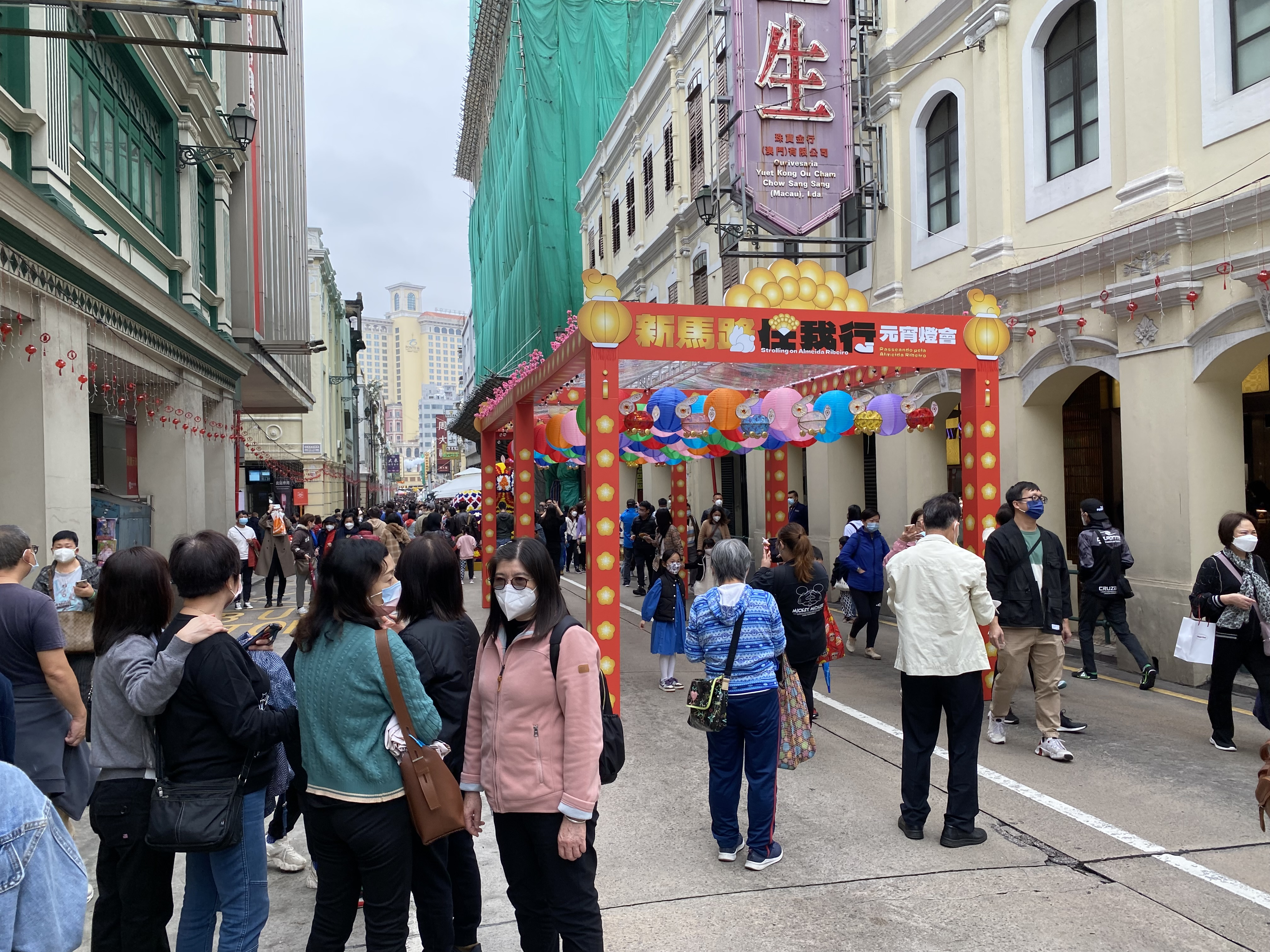
“新馬路任我行”步行區試行計劃舉行情況

- - “新馬路任我行”步行區試行計劃開鑼，吸引眾多市民和旅客到場“打卡”[46]。
  - 旅遊局預計春節黃金周入境旅客日均約四萬七千人次。據旅遊業界反映，大年三十晚的酒店訂房率超過九成[47]。

- 1月24日
  - 行政長官賀一誠伉儷於上午落區，到新馬路一帶視察，並向市民及商戶拜年[48]。

- 1月25日
  - 澳門旅遊局公佈1月24日（大年初三）日均訪澳旅客錄得90,391人次，較2022年日均上升478.8%，而香港旅客日均人次升幅巨大，春節黃金周假期旅客日均人次較2022年12月大增三倍[49]。
  - 文化局公布“新馬路任我行”步行區試行計劃首周共三天活動共吸引約九萬三千人次到場，人氣爆滿，深受市民及旅客支持[50]。
  - 大年初四當天，行政長官再走訪六家綜合度假休閒企業的非博彩元素設施[51]。另外行政法務、經濟財政、保安、社會文化及運輸工務範疇五位司長也到不同地方巡視，瞭解節假日期間的公共和民生服務[52]。

- 1月26日
  - 政府編制北區-1詳細規劃草案，按照行政長官批示，區內將形成休閒宜居、生態保育和產業升級的城市生活空間。北區-1按規劃將成為區域合作樞紐、“一河兩岸合作軸帶”及宜居社區，透過跨境工業區口岸，加強珠澳聯繫，鼓勵產業升級，促進跨工區持續發展，未來並會遷移青洲山周邊的零散工業活動，推動原狗場的大型康體設施及配套建設，配合青洲居住區的落實[53]。

- 1月27日
  - 統計暨普查局就業調查結果顯示，2022年10月至12月總體失業率為3.5%，本地居民失業率為4.5%，均較上一期（2022年9月至11月）下跌0.2個百分點；就業不足率亦下降0.4個百分點至3.9%[54]。
  - 新口岸發生一宗持刀傷人案，一名女子手持兩把利刀到場尋釁，混亂中兩女一男店員被刀割傷，沒有大礙，女子傷人後棄刀逃去。約一小時後，一名女外僱到警署自首，聲稱與事件有關。案件疑涉感情問題，警方正調查[55]。

- 1月28日：治安警察局公佈農曆新年年三十至年初六期間，各口岸共錄得227.5萬人次出入境，關閘口岸為最多人出入境，其次是港珠澳大橋口岸[56]。

- 1月30日
  - 珠澳聯防聯控澳方工作組昨接獲珠海方面的通知，並對外轉發「珠海市陸路口岸疫情防控工作專班關於珠澳口岸通關場所繼續實施限次通行措施的通告」。公佈有關措施延長至4月30日24時[57]。

- 1月31日
  - 澳門司警公佈2022年全年總體罪案按年減少約一成，指減少原因與疫情及局方加強防罪有關，但司警局預料，隨着形勢變化，2023年刑事案件數量將明顯上升。全年開立各類案卷共八千六百一十二宗，按年減少10.1%。其中專案調查及檢舉有四千四百七十宗，按年減少9.1%。完成案卷八千五百零八宗，按年減少9.5%。年內將一千二百六十五人移送司法機關處理，按年減少30.9%[58]。

### 2月
- 2月1日：博彩監察協調局公佈1月份幸運博彩毛收入為115.8億元（澳門元，下同），按年升82.5%，較去年十二月的34.82億元升2.3倍[59]。

- 2月3日
  - 國務院港澳事務辦公室公佈，由2月6日0時起全面恢復中國大陸與港澳人員往來，當中包括赴港及赴澳旅行團活動[60]。
  - 經濟財政司司長李偉農宣佈全面恢復中國大陸旅行團來澳[61]。澳門旅遊局正籌備台灣及海外旅遊推廣計劃[62]。

- 2月6日
  - 因應辦理身份證及特區護照等的服務需求急增，身份證明局於2月7日至3月31日期間增加辦證服務時間和服務申請名額[63]。
  - 即日起中國大陸復辦跨境旅行團，首批共六團逾百旅客分別從陸路及空路入境抵澳，澳門旅遊局分別於橫琴口岸和澳門國際機場舉行歡迎儀式[64]。
  - 《澳門特別行政區公報》登第5/2023號行政命令，行政長官賀一誠授予運輸工務司司長羅立文一切所需權力，代表澳門特別行政區簽署《粵澳跨境巴士和出租車配額安排》[65]。

- 2月7日
  - 政府向立法會介紹「擋潮閘仿真結果和防災減災的工程進度」，宣佈暫緩啟動擋潮閘工程，待「內港（南側）雨水泵站及下水道工程」落成後，由下屆政府視乎成效才作決定[66]。
  - 海關總署與澳門海關正式共同簽署《海關總署和澳門海關關於內地海關企業信用管理制度與澳門海關認可經濟營運商計劃互認的安排》[67]。

- 2月8日
  - 廣東省人民代表大會發布《橫琴粵澳深度合作區發展促進條例》全文，自2023年3月1日起施行。該條例旨在為橫琴粵澳深度合作區建設提供強有力的法治保障，推動澳門長期繁榮穩定和融入國家發展大局[68]。

- 2月9日
  - 中華人民共和國出入境管理局發佈公告，為便利粵港澳大灣區人才從事科研學術交流活動，促進服務粵港澳大灣區建設發展，自2023年2月20日起，在粵港澳大灣區中國大陸城市試點實施往來港澳人才簽註政策[69]。

- 2月10日
  - 「巴士實名登記計劃」終止，恢復所有澳門通卡享有的乘車優惠，並將在5月10日銷毀所有在「巴士實名登記計劃」登記的個人資料[70]。

- 2月13日
  - 「內港南雨水泵站及下水道工程」的第二期首階段工程展開，比厘喇忌士街封閉、河邊新街的一段媽閣至林茂塘時限性巴士專道取消[71]。
  - 多間傳媒報道檢察院，提出周焯華案中首被告周焯華加刑至21年[72]。

- 2月14日
  - 澳門輕軌東線北段設計連建造工程進行公開開標，爭取於2023年下半年動工[73]。
  - 亞洲航空恢復馬來西亞吉隆坡至澳門航線[74]。
  - 行政長官賀一誠會見廣州市委副書記、市長郭永航一行，雙方就加強穗澳合作以支持橫琴粵澳深度合作區發展，推動大灣區建設等工作交換意見[75]。同日又會見珠海市委副書記、市長黃志豪一行，雙方就加強珠澳合作，推動橫琴粵澳深度合作區建設等議題交換意見[76]。

- 2月16日
  - 澳門輕軌東線南段建造工程進行開標，項目與北段同步計劃在2023年下半年動工[77]。
  - 位於橫琴的“澳門新街坊”項目完成27棟樓宇及學校結構封頂，住宅單位已開始精裝修，整個項目預計在該年下半年竣工驗收，現正密鑼緊鼓籌備開售工作[78]。

- 2月17日
  - 世界知名的國際權威評分機構《福布斯旅遊指南》於2月15日揭曉2023年最新的星級獎項名單，其中，澳門有22家酒店業場所獲得福布斯五星酒店稱號，成為全球最多福布斯五星酒店的旅遊目的地，同時亦新增多家餐廳及水療摘星[79]。
  - 澳門旅遊局重啟“感受澳門　樂無限”大灣區巡迴路展，首站於廣州市越秀區北京路步行街舉行[80]。

- 2月18日
  - 位於珠澳口岸人工島的港珠澳口岸環形馬路增加一條行車線，但新城A區一帶車流仍然龐大和經常出現擠塞問題，引起社會人士包括澳門立法會直選議員的關注[81][82]。
  - 由橫琴粵澳深度合作區民生事務局主辦、澳門特別行政區政府文化局舉辦的“橫琴天沐河草地音樂節”開幕[83]。

- 2月19日
  - 當天是「二十四節氣」中的「雨水」，受到大陸性反氣旋影響，氣象局錄得最高氣溫為28.6度，打破澳門過去71年來「雨水」節氣的最高氣溫[84]。

- 2月20日
  - 澳門特別行政區政府與中國大陸公安部正式簽署中國大陸與澳門駕照互認換領協議，協議將自2023年5月16日起生效[85]。

- 2月21日
  - 一名本地男子涉嫌恐嚇法官及襲擊司法文員，被中級法院改判三年實際徒刑[86]。
  - 農曆二月初二土地誕，澳門半島多間土地廟均復辦土地誕賀誕活動[87][88][89]。

- 2月22日
  - 澳門金融管理局公佈截至2022年底，財政儲備的資本金額為5579.7億；其中，基本儲備及超額儲備分別為1851.3億及3728.4億[90]。
  - 《澳門特別行政區公報》刊登第33/2023號行政長官批示，續任及委任城市規劃委員會委員，委任城市規劃委員會副主席，以及續任及委任城市規劃委員會委員的代任人[91]。
  - 澳門海關推出「認可經濟營運商（AEO）」計劃於3月1日起接受申請，通過審批獲認為Ａ級的企業的貨物進出口可享兩地通關便利的優惠措施。當局也將與香港磋商互認[92]。
  - 李燦烽貪污案進入結案陳詞階段[93]。
  - 統計暨普查局住戶收支調查於3月下旬開展[94]。

- 2月23日
  - 經中華人民共和國國務院同意、由中國人民銀行與廣東省人民政府等聯合發布《關於金融支持橫琴粵澳深度合作區建設的意見》，提出三十條金融改革開放措施，包括有序允許在深合區的小額支付使用澳門元[95]。
  - 政府舉行的「東區2」建設規劃介紹會，運輸工務司司長羅立文表示，「澳車北上」、「駕照互認」、新城A區如同大地盤等，必然出現困擾。「要忍少少，捱少少，但係情況又唔係咁差。」[96]
  - 李燦烽貪污案，初級法院合議庭宣佈於該年3月31日宣判[97]。

- 2月24日
  - 「駕照互認」終要上馬，過界職業司機問題乃至職業司機像莊荷般只許本地人任職的政策會否動搖，在社會重燃關注。行政長官賀一誠表明，職業司機一定不開放外僱，呼籲外界勿以此亂套「駕照互認」，為社會添混亂[98]。
  - 統計暨普查局就業調查結果顯示，2022年11月至2023年1月總體失業率為3.4%，本地居民失業率為4.3%，較上一期（2022年10月至12月）分別下降0.1及0.2個百分點；就業不足率亦下跌0.7個百分點至3.2%[99]。

- 2月25日
  - 行政長官賀一誠率領澳門特別行政區政府代表團前往香港，是繼三年疫情以來首次訪港，與香港特別行政區行政長官李家超會面[100][101]。
  - 行政長官賀一誠訪問香港後返澳，到大三巴牌坊欣賞“樂韻悠揚大三巴”壓軸演出[102]。

- 2月27日
  - 新型冠狀病毒感染應變協調中心調整要求佩戴口罩的措施，室外無需佩戴口罩[103]。

- 2月28日
  - 雀仔園街市整治工程展開，預計2023年底完工[104][105]。
  - 個人資料保護辦公室公佈四宗違反《個人資料保護法》個案摘要[106]。
  - 市政署斥資1,000萬澳門元，對路環市政狗房進行設施優化工程[107]。
  - 地球物理暨氣象局發布2023年春季(3月至5月) 氣候預報，預料平均氣溫屬於正常至偏高，整季累積雨量屬於正常至偏少[108]。

### 3月
- 3月1日
  - 根據2023年3月1日出版的第9期《澳門特別行政區公報》第二組中，刊登的第020/2023號保安司司長批示， “全澳城市電子監察系統”第五階段298支錄像監視攝影機將於3月2日起啟用[109]。
  - 澳門輕軌媽閣站主體建造工程已經完成。預計同年下半年基本完工，並開始系統測試[110]。
  - 博彩監察協調局公布2023年2月幸運博彩毛收入為103.24億澳門元，較上月減少10.8%，按年增加33.1%[111]。

- 3月2日
  - 行政長官賀一誠在澳門特別行政區政府總部與應邀率團訪澳的香港特別行政區行政長官李家超會面[112]。
  - 新一代澳門居民身份證計劃在年底更換，而在「一戶通」研推的「電子身份標識」計劃在年內推出[113]。
  - 澳門公共服務一戶通有序新增和完善多項功能及服務，並延伸至大專院校、商業企業和專業團體[114]。

- 3月3日
  - 一名中國大陸“換錢黨”女子涉嫌向一名在澳工作的男性外地僱員訛稱自己有逾百萬元人民幣存款，欲來澳買樓投資，要求男外僱協助兌換港元，其後被騙二百萬港元，事主報警其後女子於路氹城一帶被捕[115]。
  - 一架電單車與一架行走8A路線的澳巴巴士駛至連勝街與鏡湖馬路交界處時，電單車女司機疑“揳”車時，連人帶車被夾在行人道鐵欄和巴士後輪之間。消防員接報到場鋸開鐵欄救出女騎士。其左腳踝疑骨折，由救護車送往鏡湖醫院救治[116]。同日晚上，一輛澳巴與一輛電單車在南灣殷皇子大馬路近澳門彩票有限公司路口相撞，電單車人仰車翻，女騎士左手肘受傷。消防救護員接報到場，為女傷者初步包紮後再送院治理[117]。
  - 行政長官賀一誠於3月4日至6日前往北京市列席第十四屆全國人民代表大會第一次會議開幕式[118]。
  - 12名澳門特別行政區全國人民代表大會代表啟程前往北京出席第十四屆全國人民代表大會第一次會議[119]。
  - 統計暨普查局資料顯示，2022年第4季本地生產總值按年實質收縮23.4%。而全年經濟實質收縮26.8%[120]。
  - 保安司司長黃少澤表示，計劃在該年6月對關閘十條自助通道試行虹膜識別[121]。
  - 保安司舉行「二零二二年全年罪案統計及執法工作數據簡報會」。2022年全年警方開立9,799宗刑事專案調查案件，罪案數量是2019年以來最低[122]。
  - 澳門足球總會宣佈澳門足球代表隊將於10月中出戰2026年國際足協世界盃亞洲區外圍賽首圈賽事，計劃由3月起至9月有多場友賽熱身以備戰該賽事。另外暫定10月將舉行粵澳盃，因疫停辦的港澳埠際賽亦爭取復辦[123]。
  - 連接氹仔與澳門半島之間的過海供氣管道竣工[124]。
  - 澳門金融管理局公佈2022年全年本地移動支付交易達2.6億筆，金額再創新高達260億澳門元，較2021年增加約四成，較2019年更大幅增長了超過20倍[125]。

- 3月4日
  - 澳區全國人大代表團預備會議通過了主席團成員和秘書長名單，其中澳區全國人大代表兼團長劉藝良、副團長兼澳門立法會主席高開賢以及澳門中聯辦主任鄭新聰均列入主席團成員名單[126]。
  - 澳門海關在橫琴口岸發現多宗涉及澳門海關發現近期涉及澳門單牌車不法販運活動案有上升趨勢，特別是偷運大量食材入出[127]。
  - 國家藝術基金（一般項目）2023年年度資助項目名單公布，澳門共有11項申報項目成功入圍[128]。

- 3月5日
  - 澳門海事及水務局局長黃穗文一行前往珠海海事局就加強海上安全管理方面交流意見及促進更緊密合作[129]。
  - 第十四屆全國人民代表大會第一次會議開幕，國務院總理李克強代表國務院向十四屆全國人大一次會議作政府工作報告，指出支持港澳發展經濟、改善民生，保持香港、澳門長期繁榮穩定[130]。

- 3月6日
  - “春暖花開正當時——中央廣播電視總台精品節目澳門展映暨賽事媒體權利授權儀式”於北京市舉行，澳門行政長官賀一誠出席儀式，九部總台精品節目澳門展映同步啟動，同時澳門廣播電視股份有限公司獲中央廣播電視總台授權轉播2022年亞洲運動會與2024年夏季奧林匹克運動會[131]。
  - 司法警察局破獲一宗協助偷渡犯罪集團案件，拘捕主腦在內三名被禁入境的中國大陸男性，涉嫌透過橫琴口岸工地，攀爬及步行進入蓮花大橋非法入境。司警懷疑集團運作至少兩周，案件移送檢察院偵辦[132]。
  - 農曆三月初三“驚蟄” ，不少居民按傳統習俗到各區土地廟、石敢當前“打小人”，祈求新一年諸事順利。早上時分，巴波沙大馬路福德祠外聚滿人流，當中不乏“專業打手”，為居民拜神祈福，消災解難[133]。
  - “珠澳職業技能等級認定聯盟”成立，聯盟由澳門勞工事務局及珠海市人力資源和社會保障局作為指導單位，也是落實《推動珠澳職業技能等級認定工作框架協議書》的重要舉措[134]。

- 3月7日
  - 中共中央政治局常委趙樂際上午分別參加了十四屆全國人大一次會議香港代表團、澳門代表團審議[135]。
  - 澳門海關搗破祐漢一個水貨散貨點，查獲三十九萬元貨品，並帶查一名本地青年，相關散貨點懷疑已運作三個月[136]。
  - 路環九澳山坡發現人體骸骨，司警現場發現疑屬於死者的背囊及尼龍繩，並未有發現身份證明文件。案件暫列作發現骸骨案[137]。
  - 離島社區咨詢委員會召開會議，有委員關注路環聯生工業邨環境狀況「惡劣」，影響鄰近兩間國際學校學生健康[138]；而澳門旅遊局將與橫琴粵澳深度合作區商定琴澳遊的國際客便利通關政策措施，有關措施將待中國大陸當局批准[139]。
  - 澳門特別行政區政府回應聯合國經濟、社會及文化權利委員會針對《工會法》法案和疫情防控工作提出關注及建議，同時作出澄清；並宣稱，將在未來的施政中對具建設性的意見加以借鑒並適當跟進[140]。

- 3月8日
  - 中共中央政治局常委、全國政協十四屆一次會議主席團會議主持人王滬寧於當天上午參加了港澳地區全國政協委員聯組會。王滬寧表示，以習近平同志為核心的黨中央高度重視香港、澳門的發展。要深入學習貫徹中共二十大精神，堅定對國家和港澳發展的信心，在以中國式現代化全面推進中華民族偉大復興中發揮香港、澳門獨特作用，創造港澳更加美好的明天[141]。
  - 德晉集團前負責人陳榮煉涉不法賭博案，控方結案陳詞指，經庭審控罪內容獲得“高度證實”，主張83項罪名全部成立，犯罪所得應歸特區所有[142]。
  - 地圖繪製暨地籍局推出新版本的《澳門地圖通》應用程式，在原有巴士、行人及行車路網基礎上，新增輕軌路線查詢功能，進一步優化出行路線規劃，並加入衛星影像資料，豐富用戶瀏覽地圖的體驗[143]。
  - 橫琴澳門新街坊配套電源開關站近日順利投產送電，該開關站由南方電網珠海供電局投資建設，可滿足社區內全部住宅樓宇、商業、學校、衛生站等用電需求[144]。

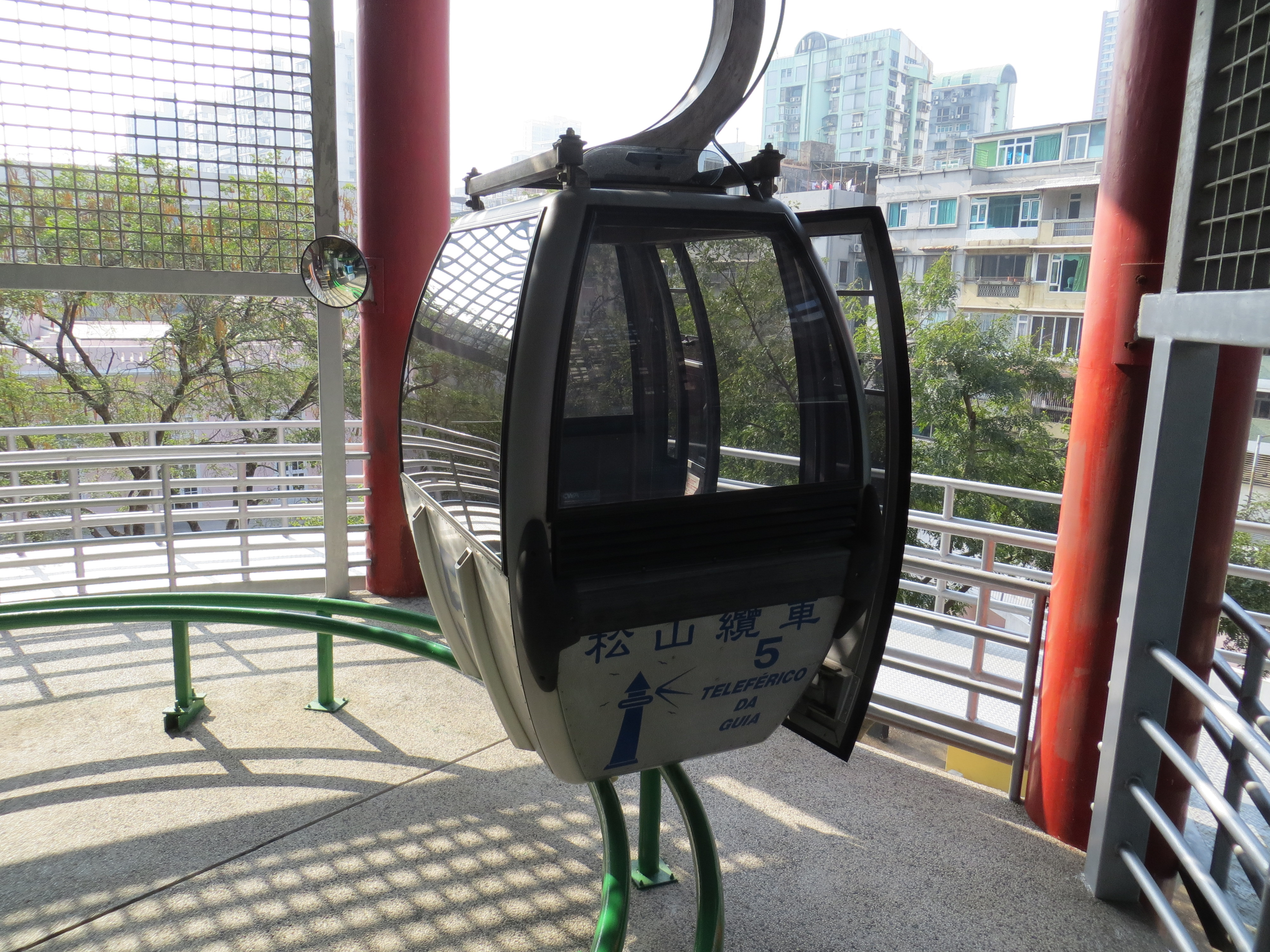
松山纜車

- - 在2023年2月，松山纜車被香港媒體批評為「中伏景點」並曝光車廂座椅坐墊發霉等惹起熱議。澳門特別行政區政府市政署表示，纜車車廂座椅整治維修工作經已開始，期望可於該年4月全部完成。而早前遭火災的筷子基白朗古將軍馬路小販區修復工程接近完成[145]。

- 3月9日
  - 教育及青年發展局與澳門培正中學教育協進會簽署協議，將位於路環聯生填海區鄰近石排灣馬路之地段12a的學校設施（校舍二）租予該會，作為培正中學（路環校部）校舍，以開辦推行國際元素的課程，提供多語文授課，作為引進人材的配備。該校部預計於2024/2025學年開始運作。另外，為處理聖安東尼幼稚園的群樓校舍，特區政府將位於澳門勞動節大馬路214號之校舍設施（原樂富中葡幼稚園校舍設施）租予聖安東尼教育會用作新校舍[146]。
  - 交通事務局聯同治安警察局關注北區一帶早前有人利用巴士通行輾壓紙皮，兩局指將加強打擊[147]。
  - 中級法院推翻初級法院判決，練功券兌換籌碼屬明顯不能之方法不予處罰[148]。
  - 澳門輕軌氹仔線延伸媽閣站列車測試工作已展開[149][150]。

- 3月10日
  - 第十四屆全國人民代表大會第一次會議於當天上午在北京人民大會堂隆重舉行並產生新一屆國家領導人。澳門特別行政區行政長官賀一誠代表澳門特區政府和全體澳門同胞向中共中央總書記習近平以全票第三度當選中華人民共和國主席、中華人民共和國中央軍事委員會主席致以最熱烈、最誠摯的祝賀[151]。
  - 澳門各界熱烈祝賀習近平總書記以全票第三度當選中華人民共和國主席、中華人民共和國中央軍事委員會主席[152]。

- 3月12日至13日：新馬路富都賓館發生一宗懷疑兇殺案。一名本地女子被發現倒斃賓館房間浴室內、頭部爆裂有多處傷痕，懷疑被硬物襲擊引致，司警列作兇殺案深入追查[153]。司法警察局於案發後約十小時後於新口岸填海區成功拘捕一名懷疑涉案的香港男子，於當天被安排重組案情[154]。

- 3月14日
  - 新型冠狀病毒感染應變協調中心公布由當天0時起調整有香港旅居史人士由澳門前往中國大陸時的檢疫要求，新措施以到達以到達本澳翌日起計七天內，由香港入境澳門但沒有七天內到過台灣或外國旅居史人士，不論是否前往內地，皆可按一般方式離境（即一般人工通道、自助閘機或車道）而毋須出示澳門健康碼或核酸檢測陰性報告[155]。
  - 司警公布3月12日新馬路富都賓館兇殺案詳情，因不滿女死者提供按摩和性服務時侮辱他而動起殺機，嫌犯被控加重殺人，盜竊移送檢察院處理[156][157]。

- 3月15日
  - 衛生局局長羅奕龍表示，2022年底澳門出現大規模COVID-19疫情感染，居民自然感染三至六個月後，身體免疫力下降，又或出現新變種病毒等多種因素疊加，預期未來會再出現周期性疫情感染高峰。但因大部分居民已接種疫苗及有免疫力，感染規模未必如該次般大規模。不過居民要清楚認識疫情未完結，仍持續存在[158]。
  - 一名體育局人員被澳門廉政公署揭發為部門採購物資時，涉嫌向部門提交虛假單據，以誇大的金額報銷一些由中國大陸網上購物平台購買的物品，該人員並涉嫌把本屬報廢的冷氣機零件私下變賣獲利。該人員涉嫌觸犯《刑法典》中的偽造文件罪及詐騙罪，案件已移送檢察院處理[159]。
  - 澳門特區政府對位於提督馬路利成木行採取清遷行動，期間遇到木行人員的阻撓，大批警員到場維持秩序，事件擾攘近兩小時，警方最終帶走三人返署，其中一名木行負責人涉嫌拒絕執行法院命令，事後被移交檢察院處理[160]。

- 3月16日
  - 中共中央、國務院近日印發《黨和國家機構改革方案》，並發出通知，要求各地區各部門結合實際認眞貫徹落實。其中第五點提到組建中共中央港澳工作辦公室，承擔原來國務院港澳事務辦公室的職能[161]。
  - 澳門中聯辦召開全國“兩會”精神傳達會，由主任鄭新聰主持[162]；行政長官賀一誠、全國政協副主席何厚鏵等均多名官員和全國政協委員等列席[163][164]。
  - 全澳第四批六項不動產評定展開，六項不動產包括早前有傳出售的澳門國父紀念館[165]。
  - 《升降設備安全法律制度》於2024年4月1日起生效，按照法例，由2023年4月1日起，升降設備責任人須於法律正式實施前一年內為已投入運作的升降設備向土地工務局進行登記[166]。
  - 澳門公益金百萬行計劃恢復實體活動進行[167]。

- 3月18日
  - 統計暨普查局發布2022年第四季人口統計。當中在備受關注的死亡人數方面，為3,004人，同比大幅增加684人，增幅為29.5%。死亡率上升至4/1000，是自1991年以來的新高[168]。
  - 統計暨普查局資料顯示，2023年2月入境旅客按年增加1.4倍至1593743人次，與1月比較亦上升14.0%[169]。
  - 澳門旅遊局截至該年3月15日在關閘邊檢大樓共查獲4宗涉嫌無牌導遊的個案[170]。

- 3月20日
  - 科學技術發展基金於2022年度共批出214個項目，總金額約3.53億澳門元[171]。
  - 紀念孫中山市政公園調整為24小時開放[172]。

- 3月22日
  - 青洲中學發生懷疑墮樓事故，一名14歲女中學生被發現倒臥於校內操場地面，前額裂傷，由救護車送往山頂醫院搶救，事故原因有待警方調查[173]。
  - 大賽車博物館展出8位知名賽車手的蠟像，將於3月27日登場[174]。
  - 氹仔運動場圓形地發生致命交通意外，一輛私家車與電單車發生相撞，電單車男駕駛者及乘客重傷，兩人送院搶救，其中一人證實不治。私家車司機輕傷，拒絕送院。其通過酒精測試[175]。司機隨後被控過失殺人罪[176]。
  - 司警公佈網絡詐騙有上升趨勢，2023年首兩月共錄得73宗，受害人共損失1,300萬澳門元。而電話詐騙則有39宗，大部分是假冒“公檢法”詐騙，受害者共損失620萬澳門元[177]。
  - 美國國務院發佈“2022年度國別人權報告”，澳門特別行政區政府及外交部駐澳門特派員公署表示堅決反對[178]。
  - 第十七屆警官培訓課程畢業典禮暨副警司就職儀式於澳門保安部隊高等學校舉行[179]。

- 3月23日
  - 澳門旅遊局公佈1月至2月訪澳旅客接近300萬人次，酒店平均入住率為74%。當中3月18日訪澳旅客錄得9.6萬人次創單日入境旅客量新高[180]。
  - 澳門理工大學健康科學及體育學院學生鄭瑋萱成功打破「一分鐘單手引體向上」健力士世界紀錄，以一分鐘做出21次單手引體向上的成績成功打破[181]。
  - “粵澳社保一窗通”橫琴專窗正式啟動[182]。
  - 市政署斥資160萬澳門元於觀音像海濱休憩區至澳門科學館一帶打造全新戶外設施「海角星岸」[183]。
  - 橫琴粵澳深度合作區管理委員會第五次全體會議於澳門中國與葡語國家商貿合作服務平台綜合體舉行，澳門特別行政區行政長官賀一誠和廣東省省長王偉中共同主持[184]。
  - 晚上時分，一名10歲男童於望廈總站對開被一輛電召的士撞倒並捲入車底，左大腿骨折，由消防員救出送院搶救[185]。

- 3月24日
  - 澳門特別行政區行政會完成討論《修改第8/2002號法律〈澳門特別行政區居民身份證制度〉》、《二零二三年度醫療補貼計劃》及《升降設備安全法律制度施行細則》法律草案[186][187][188]。
  - 統計暨普查局資料顯示，2023年2月綜合消費物價指數(104.20)按年上升0.77%，升幅主要由外出用膳收費、家傭薪酬和學費調升，以及汽油和電力價格上升帶動，而住屋租金下調與機票售價回落抵銷了部份升幅[189]。
  - 統計暨普查局公佈2022年12月至2023年2月總體失業率為3.3%，本地居民失業率為4.1%，較上一期（2022年11月至2023年1月）分別下跌0.1及0.2個百分點；就業不足率亦進一步回落0.5個百分點至2.7%[190]。
  - 中華人民共和國國務院發出公告，委任澳門中聯辦副主任黃柳權兼任澳門特別行政區維護國家安全委員會國家安全技術顧問[191]。

- 3月25日
  - 滴灌通澳門金融資產交易所（滴灌通澳交所，MCEX）舉行試營運啟動典禮[192]。
  - 一輛田螺車於九澳堤壩馬路新監獄地盤附近懷疑失控衝落山坡，司機受傷惟送院期間清醒度下降。 事件中至少十一輛停在路邊的電單車被撞毁[193]。
  - 澳門鏡湖護理學院新校址啟用[194]。

- 3月26日：2026年國際足協世界盃亞洲區首圈外圍賽，澳門足球代表隊於氹仔運動場主場迎戰新加坡國家足球隊，最終0-1不敵落敗[195]。

- 3月27日
  - 澳門健康碼系統正式停用，並保留常規（自費）核酸檢測預約連結、病毒檢測結果申報及查詢平台連結[196]。
  - 澳門旅遊局與香港杜莎夫人蠟像館首次合作，於大賽車博物館展出八位國際知名賽車手蠟像，於當天舉行揭幕式[197]。
  - 澳門旅遊局計劃於復活節假期後再推出「買來程送回程」的往返港澳車票船票的買一送一優惠，並將適用對象由原來僅香港居民，擴大至經港來澳的海外旅客[198]。

- 3月28日
  - 澳門處於流感高峰期，涉及超過400名師生，當中十名患者發高燒以及一名托兒所幼童因倂發肺炎需住院治療，沒有重症個案[199]。
- 中國——葡語國家經貿合作論壇（澳門）成立二十周年招待會舉行[200]。
  - 澳門旅遊局公佈截至3月26日已查封了七個懷疑用作非法提供住宿單位，並於關閘查獲四宗涉嫌無牌導遊的個案[201]。

- 3月29日
  - 立法會細則性通過《動物診療及商業業務法》，將於2024年4月1日起生效[202]。並通過《非高等公立教育及青年範疇特定職務的基本規定》法案，訂定公立中學校長及副校長的報酬[203]。
  - 立法會通過2022年財政年度報告及管理帳目。實際開支為一億九千多萬元，較2021年增加約百分之六、約一千萬元[204]。
  - 行政長官賀一誠委任29名公務人員前往橫琴粵澳深度合作區，擔任「報酬」相等於澳門政府的司長辦公室主任、局長、副局長等職務，他們的每月報酬等由原部門承擔[205]。
  - 「澳門特別行政區財政儲備二零二二年度報告書及帳目」公佈，過去一年內澳門財政儲備減少852億，從2021年底的6,432億，下降至2022年底的5,580億[206]。
  - 全球“最大規模的摺紙幸運星展示”於星皓廣場揭幕。經由英國專家團隊審核，證實以57,552顆摺紙幸運星成功刷新健力士世界紀錄[207]。

- 3月30日：地球物理暨氣象局預料澳門2023年全年約有5至8個熱帶氣旋影響，屬於正常至偏多；另預測雨季累積降雨量正常，唯仍可能出現極端強降雨[208]。

- 3月31日
  - 《澳門特別行政區基本法》頒佈30周年，澳門特區政府在當天上午於中葡綜合體舉行紀念大會，中共中央政治局委員、全國人大常委會副委員長李鴻忠應邀出席。同日下午，澳門基本法推廣協會及法務局合辦研討會，邀請多位來自中國大陸與澳門的資深法律學者作專題演講[209]。
  - 李燦烽貪污案宣判[210]。其中第一被告李燦烽被判監禁24年，在逃的賈利安被判監禁20年，另外兩名被羈押的涉案商人蕭德雄和關偉霖分別被判監禁24年和18年[211]。
  - 衛生局接鏡湖醫院通報1例流感併發腦炎報告，患者為6歲女童，澳門居民，就讀東南學校，患者情況危重[212]。

### 4月
- 4月2日
  - 越竹航空開辦澳門國際機場至越南芽莊金蘭國際機場的包機航線[213]。
  - 紀念《中華人民共和國澳門特別行政區基本法》頒佈三十周年展於澳門科學館揭幕[214]。
- 4月3日
  - 據拱北海關對外發佈消息，自2023年元旦起“澳車北上”政策實施以來，截至當天凌晨所屬的港珠澳大橋海關累計監管驗放進出境澳門單牌車超過10萬輛次[215]。
- 4月5日
  - 疫後首個清明節，眾多市民前往各區多個墳場掃墓，有酒樓表示因不少市民返鄉祭祖導致生意一般[216]。
  - 受通關便利及「澳車北上」開通等因素帶動下，港珠澳大橋澳門邊檢大樓出現香港入境澳門人潮和出入境車潮，而新城A區更出現車輛擁堵倒灌的情況，引起社會人士關注[217]。有受影響市民批評安排混亂兼道路規劃出現嚴重問題[218]。
  - 清明復活連假首日，治安警於全澳口岸共錄得近40萬人次出入境，單計入境旅客有72,000多人，其中港珠澳大橋入境旅客佔最多，有31,000多人次，而大橋澳門口岸出現人潮加上每班巴士幾乎逼爆，有香港旅客批評通關和交通安排混亂[219]。
  - 衛生局參考世界衛生組織及各地衛生部門而調整COVID-19疫苗接種指引[220]。
- 4月6日
  - 拱北海關公佈所屬港珠澳大橋海關連續查獲兩宗旅行團領隊涉嫌利用隨團旅客托帶走私大量花膠、魚油和美妝品等物品進境案。其中一個自澳門返回的旅行團行李中查獲數十袋花膠，述旅行團攜帶的物品均為團隊領隊所有，通關前要求隨團旅客幫其托帶進境[221]。
  - 治安警察局與交通事務局持續關注口岸通關及周邊交通情況，其中4月5日透過車道出境人次超過5100人次，同比4月4日上升132.3%。而港澳入境大堂的入境高峰時段則為早上十一時至下午四時，入境人次接近18700人次，同比4月4日上升94.9%[222]。
  - 位於新濠影滙第二期的室內水上樂園和自家品牌酒店「映星滙」開幕[223]。
  - 澳門國際機場於2023年第一季度客運量錄得超過75萬人次，同比增長1.7倍，航班起降量達6.9千架次，同比增長57%；日均旅客運輸量約1萬人次，航班起降平均每日接近100架次[224]。
- 4月7日
  - 天主教澳門教區申請聖善學校、澳門教區嘉模托兒所所在批地的規劃條件圖草案，土地工務局公示相關草案且收集意見[225]。
  - 4月5日及4月6日分別有74,000多及66,000多旅客入境澳門，截至4月7日晚上9時，入境旅客人數有78,889人次。其中經港珠澳大橋入境旅客佔多，有超過36,000多人次[226]。
- 4月8日
  - 有中國大陸媒體報道，一個大陸旅客團在遊澳行程中，導遊將團帶到一珠寶店，所有團客被關兩小時。有澳門本地旅遊業界指出，此雖屬個別事件，但爲本澳及旅遊行業帶來嚴重不良影響，當局應加強打擊，遏止亂象蔓延[227]。
  - 治安警公佈，4月7日復活連假首日錄得出入境旅客十五萬六千多人次。其中，入境旅客佔近八萬四千人次，經港珠澳大橋口岸入境三萬七千多人次，佔總數四成半，全日各口岸約五十萬○九千人次出入境[228]。
- 4月9日
  - 澳門輕軌石排灣線完成最後一件高架橋預製件吊裝後，高架橋結構的里程碑節點完成，橋面正式貫通，為全面安裝護欄、安排行車物料和系統進行施工作業創造條件。目前整體工程進度完成率已達67%[229]。
  - 復常後的復活節連假超過155萬人次進出澳門，治安警資料顯示於連假首兩天分別有五十萬九千、五十一萬九千人次進出澳門。而截至4月9日0時共約52萬人次進出澳門，其中旅客為17.9萬人次[230]。
- 4月10日
  - 澳門旅遊局向香港居民推出名為「賞你遊澳門」的港澳穿梭巴士車票及船票「買去程送回程」優惠推出第二階段，受惠對象由香港居民擴大至訪港的台灣地區及國際旅客，致力吸引更多不同客源的過夜旅客訪澳，提高旅客來澳的意欲，進一步促進澳門旅遊經濟復蘇[231]。
- 4月11日
  - 復活節假期期間，港澳海上客運航線每日平均客量為兩萬六千至兩萬七千人次，其中4月7日更高達兩萬八千人次，是自2023年1月8日復航以來的一個高峰[232]。噴射飛航和金光飛航各計劃增加班次[233][234]。
  - 治安警察局公佈清明節及復活節期間各口岸約二百九十八萬人次出入境，其中旅客出入境約九十五萬四千人次，經港珠澳大橋及關閘口岸出入境最多[235]。
  - 澳門電訊部分客戶收到有關指示客戶處理積分事宜之可疑短訊，經證實為冒充該公司名義之釣魚訊息，司警亦曾接獲多宗類似的詐騙案件，並已向公眾發出警示[236]。
  - 壬寅虎年及癸卯兔年生肖鈔，以及第二十四屆冬季奧林匹克運動會鈔票，合併讓澳門居民登記兌換[237]。
- 4月12日
  - 政府跨部門展開聯合清遷行動，收回位於路環聯生工業邨內的一幅面積為2,930平方米被非法佔用的國有土地[238][239]。
  - 文化遺產委員會舉行平常會議，決定對「葡萄牙駐澳門及香港總領事官邸副樓」、「益隆炮竹廠舊圍牆」、「鄰近大關斜巷之門樓」進行修復[240]。
  - 澳門第二部本土出品電視劇《青春之城》於中國中央電視台綜合頻道正式開播[241]。
- 4月13日
  - 立法會第一常設委員會完成討論並簽署《公共泊車服務制度》 法案意見書，將提交全體會議細則性討論及表決。法案建議於同年8月1日起生效，中路邊全面改用僅接受電子支付咪錶機的條文，將提前在同年5月1日起生效[242]。
  - 一名中國大陸旅客懷疑因車資問題與一名澳巴車長發生爭執，並使用暴力將車長推倒，致其受傷。交通事務局和澳巴事後發聲明強烈譴責相關暴力行為，並將依法追究該名乘客的法律責任[243]。
- 4月14日
  - 行政長官賀一誠於下午3時列席立法會全體會議，就公眾關注的政府施政工作及社會民生事務等議題回答議員提問[244]。其中“1+4”適度多元發展策略正式方案爭取於2023年6月推出[245]。橫琴澳門新街坊有序於2023年下半年計劃開售，同時爭取開設一條龍非高等教育學校[246]。賀一誠又承認結構性失業嚴重，而2023年度現金分享計劃維持在同年7月發放[247]。至於公務員凍薪三年，賀一誠稱自防疫放寬後一直有就公務員加薪作研究，未有落閘[248]。對於新城A區於清明節當天出現大規模交通擠塞，賀一誠主動就此事件致歉，當局會高度關注，並承諾不會再發生，並計劃將澳車北上通關改分預約時段[249]。對於少年化導致學校收生不足問題，賀一誠指已經將對免費教育津貼的資助學生人數下調至每班二十五人。有計劃擴充或開辦幼兒教育階段的學校研究在現時低出生率情況下，是否適宜大量擴充[250]。
- 4月15日：2023年全民國家安全教育展”於中國與葡語國家商貿合作服務平台綜合體揭幕[251]。
- 4月16日
  - 澳門貿易投資促進局公佈1至3月會展活動與會人數近20萬人次，其中來澳參加會議的商務旅客超過1萬5千人次[252]。
  - 為配合澳門特區政府出訪歐洲的活動，一行逾40人的澳門企業家代表團，於4月16至24日赴葡萄牙里斯本及波爾圖，訪問和考察當地13個單位，包括工商組織，和大健康、高新技術及商貿等重點領域企業等[253]。
- 4月17日
  - 經濟財政司司長李偉農在澳門立法會口頭質詢大會上表明，在該年沒條件再推電子消費優惠計劃[254]。
  - 運輸工務司司長羅立文表示，新城A區連接港珠澳大橋人工島的路橋正擴闊行車道，預料在“五 · 一”黃金周前完成工程。屆時路橋將有四線行車道，料交通能有所優化及改善[255]。
  - 衛生局接獲一例在中國大陸探親期間發病的兒童流感重症報告，該名8歲女童曾到廣西壯族自治區梧州市探親，期間在當地發病，4月8日正實確診甲型流感併肺部感染、急性壞死性腦病及腦出血。4月15日轉往澳門繼續治療[256]。
- 4月18日
  - 立法會舉行口頭質詢大會，運輸工務司司長羅立文表示，有待內港南雨水泵站及下水道完工後，視乎成效才決定是否興建擋潮閘。公共建設局局長林煒浩指出，上述工程的原本期限是四年，現在壓縮至三十二個月，即2025年6月竣工[257]。而新城A區方面將再多三條通道並規劃來推進；又指出澳氹東線兩、三個月簽合同，三、四個月後開展工程，日後該處路面擴寬，交通逐步會好轉[258]。
  - 行政長官賀一誠率領澳門特別行政區政府代表團及澳門企業家代表團，於4月18日至27日訪問歐洲三國，包括葡萄牙里斯本、盧森堡及比利時布魯塞爾[259]。在出訪前首次在港珠澳大橋澳門邊檢大樓新聞發布室會見記者，記者向賀一誠指出訪歐洲期間若被問到人權問題，如何回應？賀一誠向傳媒表示，澳門的法律與葡萄牙、歐盟的類同，在修改《澳區國安法》前，當局已與歐盟國家的相關規定對比，澳門的制約沒有高於歐盟國家[260]。
  - 中國人民解放軍駐澳門部隊宣佈氹仔軍營於五一假期期間連續兩天開放[261]。
- 4月19日
  - 澳門立法會一般性通過過修改第8/2002號法律《澳門特別行政區居民身分證制度》，法案將賦予居民身分證電子標識法律效力，不等同電子身分證，實體身分證現階段仍然需要保留，首階段應用在兩地兩檢口岸及醫療券，並開展新一代澳門智能身分證更換[262][263]。
  - 澳門立法會細則性通過《公共泊車服務制度》法案，將於同年8月1日起生效，當中有關路邊咪錶僅可用電子方式入錶的規定則會提早於5月1日生效[264]。
  - 澳門立法會細則性通過《預防及控制未成年人飲用酒精飲料制度》法案，將於公布後半年起生效。屆時將禁止向未滿十八歲人士銷售或提供酒精濃度達百分之一點二以上的酒品。而預防及控制吸煙辦公室將改組為預防及控制吸煙與酒精辦公室[265]。
  - “感受澳門樂無限——里斯本澳門推廣活動”開幕，首次將澳門大型光影活動“幻彩耀濠江”走向國際宣傳[266]。行政長官賀一誠正式展開歐洲之行，首站到達葡萄牙里斯本並主禮推廣活動開幕儀式[267]。
  - 第三十三屆澳門藝術節本土劇目之《天鴿·情》於4月29日和30日在澳門金沙內的金沙劇場上演。該劇是透過颱風天鴿對澳門之影響的真人真事改編的現代粵劇，融匯中西樂元素及生活場景，以藝術形式高度呈現“天鴿無情·人間有愛”的精神[268]。
  - 橫琴口岸澳方口岸區及相關延伸區第二階段客貨車檢區域（澳門大學連接橫琴口岸通道橋除外），由當天0時起起正式交付澳門特區使用，並依照澳門特區法律實施管轄[269]。
- 4月20日
  - 行政長官賀一誠正式展開對葡萄牙訪問，先後與葡萄牙總統馬塞洛‧ 雷貝洛‧德索薩、總理安東尼奧‧科斯塔、外長若昂‧戈梅斯‧克拉維尼奥里斯本市長卡洛斯‧莫達斯會面[270][271]。
  - 新城A區連接大橋澳門口岸道路開展擴闊行車道工程，路橋料由二線變四線行車[272]。
  - 2023年春季塔石藝墟開幕[273]。
- 4月21日
  - COVID-19奧密克戎變異株亞型“XBB.1.16”在世界各地流行，澳門亦出現亦出現該變異株感染個案。衛生局局長羅奕龍表示，核檢人士主要是因曾到海外、需要短期往內地而接受核檢，因此發現的感染個案大多為非本地居民[274]。
  - 2023年現金分享計劃按計劃於7月4日起分批發放[275]。
  - 德晉集團負責人陳榮煉涉利用貴賓廳經營“賭底面”、“電投網投”，領導“不法經營賭博集團”來賺取不法利益，最終被判34項罪名成立，合共判監14年，其中單一項“黑社會罪”判監10年。四名員工分別被判監7至11年，另有4名被告罪名不成立[276]。
  - 一輛田螺車與一輛電單車於友誼橋大馬路往氹仔方向發生碰撞，50歲電單車女司機頭部裂傷及沒有呼吸心跳，由救護車送往山頂醫院搶救，經搶救後延至翌日傷重不治[277][278]。
  - 澳門特別行政區行政會完成討論三份行政法規，包括《印務局的組織及運作》行政法規草案、《非高等教育私立補充教學輔助中心業務法施行細則》行政法規草案及《科技委員會》行政法規草案[279]。
- 4月22日
  - “水晶魚2023”颱風演習於澳門半島和路氹一帶同步舉行，超過2,300人參與[280]。
  - 橫琴粵澳深度合作區執行委員會首向面向澳門居民公開招聘工作人員，共915名澳門居民參考，實際參考比率為86%[281]。
- 4月23日
  - 行政長官賀一誠結束葡萄牙行程後轉往盧森堡繼續訪問，先會見中國駐盧森堡大使華寧，雙方就持續加強澳門與盧森堡兩地的合作，以及在現代金融、會展旅遊等方面開拓新的合作空間和機遇等議題交換意見[282]。
  - 警方公佈截至2023年3月的交通資料數據，當局首季共檢控違反道路交通法或規章的有18萬5千宗，與2022年同期比較增加一成，當中佔主的違泊同樣有近一成增幅[283]。
  - WTT 澳門冠軍賽 2023完滿落幕，男、女單打冠軍分別由中國國家乒乓球隊代表王楚欽及王曼昱奪得。而體育局在當天上午舉行世界乒乓球日」慶祝活動，邀請多位世界排名前列及正在澳門參與比賽的球員出席[284]。
- 4月24日
  - 澳門海關接珠海商務局通知，名為「關於珠澳口岸不再繼續實施限次通行措施的函」。其內容表示自5月1日起不再實施限次通關措施。澳方表示會予以配合[285]。
- 4月25日
  - 司警拘捕兩名男性澳門居民，涉嫌協助跨境詐騙集團架設網關設備，連接海外電話中心，再用澳門流動電話網絡實施“公檢法”詐騙，年初至今成功詐騙至少45人，涉及約2,300萬澳門元[286]。司警又鑑於該年以來近半電話騙案的被害人為澳門高等院校學生，為增強大學生群體的防騙意識，繼2月下旬展開首輪高校防騙重點宣傳後，近日再派員走進澳門各高校宣傳防騙，呼籲學生提高警惕，避免墮入詐騙圈套[287]。
  - 政府跨部門展開聯合清遷行動，收回路氹填海區一幅面積為94,010平方米米被非法佔用的國有土地[288]。
  - 橫琴“澳門新街坊”項目全面進入精裝修及外牆飾面工程，預計於同年下半年竣工驗收[289]。
  - 為應對「五一」長假期來臨，交通事務局表示新城A區道路擴闊工程可望在長假前完成，澳門海關將會增加車道至十八條，所有人員取消假期，並有技術人員應對突發情況[290]。
  - 澳門旅遊局預計疫後首個五一內地黃金周日均訪澳旅客達七萬客次或以上，而酒店房入住率有八成多至九成[291]。
- 4月26日
  - 拱北海關公佈第一季度緝私部門共立案查處旅檢口岸“一年三次”“水客”走私入刑類案件（“三次入刑”）五十七宗，其中三宗涉及澳門居民[292]。
  - 澳門大學連接橫琴口岸通道橋項目，琴澳兩側橋樑近日順利合龍，預料同年7月竣工[293]。
  - 行政長官賀一誠在比利時布魯塞爾訪問，於25日下午分別與中國駐歐盟使團團長傅聰及中國駐比利時大使曹忠明會面[294]。
  - 政府公報刊登澳門基本電視頻道股份有限公司“二〇二二年度營業帳目報告”，該公司去年度的營運損益為負一千一百六十六萬九千一百六十八元，在政府給予相應的津貼後，去年度帳目達至平衡[295]。
- 4月27日
  - 五一黃金周將至，政府跨部門部署交通安排及應急預案[296]。
  - 交通事務局優化進出港珠澳大橋澳門邊檢大樓和青茂口岸周邊道路安排[297]。
  - 行政長官賀一誠結束歐洲三國訪問行程返澳[298]。
  - 衛生局公佈2023年首季首季錄得16男7女共23宗自殺死亡個案，年齡介乎18至92歲；較上一季增加8宗，但較2022年同期減少5宗[299]。
  - 城規會通過七份私人工程規劃條件圖草案，包括位於紀念孫中山市政公園對面的一幅大私家地，以及位於美麗街的現為居住的金寶大廈將改劃為商業發展用途[300]。
- 4月28日
  - 新型冠狀病毒感染應變協調中心調整預防呼吸道傳染的佩戴口罩指引[301]。
  - 統計暨普查局就業調查結果顯示，2023年1月至3月總體失業率為3.1%，本地居民失業率為3.9%，均較上一期（2022年12月至2023年2月）下跌0.2個百分點；就業不足率亦進一步回落0.5個百分點至2.2%[302]。
  - 大批訪澳中國大陸旅行團在午膳時間以及下午四、五時大量團客迫爆筷子基一帶餐廳，影響附近居民及商戶，而廉價旅遊影響澳門本地形象引起社會人士關注[303]。
  - 司警在日前搗破兩名男子協助電騙集團架設網關設備，後續調查揭發兩宗針對“水客”及水貨店的詐騙案[304]。
  - 中華人民共和國出入境管理局發佈通告稱，為依法保障港澳居民來往內地權益，決定自該年5月8日起延長部分港澳居民來往內地通行證的有效期至同年12月31日[305]。
- 4月29日
  - 「五‧一」長假期開始，治安警察局預計高峰期日均出入境數字逾五十萬人次，旅遊局保守預計每日平均七萬多遊客來澳[306]。
  - 新型冠狀病毒感染應變協調中心調整有台灣或外國旅居史人士由澳門前往中國大陸時的檢疫要求[307]。
  - 泳季路線15T路線復運[308]。
- 4月30日
  - 解放軍駐澳門部隊氹仔軍營時隔三年重新舉辦對外開放活動，首日吸引1,500多名居民持票入場參與[309]。
  - 澳門輕軌澳氹東線近日公佈判給結果，南北兩段共造價93億澳門元，總工期均為1,350個工作天[310]。

### 5月
- 5月1日
  - 為配合第5/2023號法律《公共泊車服務制度》及相關法例的規定，公共道路泊車位收費系統（俗稱“咪錶”）由當天起不再接受現金及“消費卡”的支付方式，但可繼續沿用澳門通或銀聯“閃付”系統支付咪錶的泊車費[311]。
  - 民防行動中心當天起增加查詢求助熱線“113”[312]。
  - 新型冠狀病毒感染應變協調中心再度調整疫苗接種指引[313]。
  - 澳門銀河娛樂場於當天凌晨有賭客因投注「庄」、「閒」問題先引起對罵繼而發生互相打鬥[314]。而相關打鬥影片流傳至網上並迅速傳播，保安司司長黃少澤指事件「嚴重」影響澳門形象，建議禁止相關人士進入賭場和入境澳門[315]。
  - 博彩監察協調局公佈2023年4月賭收為147億澳門元，較2022年同期上升449%，按月增加15.5%。全年緒收已恢復至2019年同期約62%，首四月賭收累計493.64億元，按年增141.4%[316]。
- 5月2日
  - 公共建設局公布九澳新監獄工程的承建商仍然未能完成所有工程，將按合同展開處罰程序[317]。
  - 中國大陸「五‧一黃金周」期間，治安警察局於首三日共檢控14宗的士司機違規個案及3宗白牌車個案[318]。
- 5月3日
  - 大陸“五一長假”結束，經各口岸進出澳門旅客超過100萬人次[319]。
  - 路氹賭場打鬥案，警方再拘捕5名中國大陸男性，均為逾期居留人士並承認參與打鬥[320]。
- 5月4日
  - 一名中國大陸男性居民被發現倒斃在路氹城一大型酒店房間內，由於死因有可疑，澳門司警接手並循兇殺案方向展開調查[321]。
  - 路氹賭場打鬥案共13名中國大陸男女被捕，所有嫌犯被禁止進入賭場兩年，並分別禁止入境一至五年[322]。
  - 紀念“五四運動”104周年系列活動啟動[323]。
- 5月5日
  - 澳門巴黎人酒店命案告破，44歲男性中國大陸居民男嫌犯於廣東省潮州市落網[324]。
  - 四名涉嫌協助犯罪集團架設網關設備冒充公檢法的嫌犯被羈押候審，另兩名嫌犯則取保候審及定期報到等強制措施[325]。
  - 一名20歲男性青年踩住滑板由大廈通道飛躍出馬路，導致發生交通意外，治安警對其作出檢控[326]。
  - 土地工務局公佈《羅理基博士大馬路周邊區域遺產影響評估及城市設計》研究報告[327]。
  - 中國大陸“五‧一假期”期間，入境澳門總旅客有約49.3萬人次，酒店平均入住率高達85%。按年同比增長上升2.6倍[328]。
- 5月8日：一名年約30歲菲律賓籍女子不顧發燒症狀，光顧無牌美容醫生接受靜脈注射美白針，其後病情惡化，送院後確診甲型流感並延至翌日證實不治。司警拘捕一名35歲的印尼籍女外僱家傭，暫控告無牌行醫和職務之僭越罪[329]。
- 5月10日
  - 新型冠狀病毒感染應變協調中心公佈澳門COVID-19疫情現上升趨勢，呼籲居民加強防護。同時又公布三名司長分別是張永春、黃少澤及歐陽瑜首度確診，各人情況穩定並無需送院[330]。
  - 一名42歲本地男性被發現在外港碼頭旅遊巴停車區內一輛廢棄的旅遊巴上，懷疑以割脈、割喉及吊頸「三料」自殺身亡。司警正調查案件[331]。
  - 立法會宣佈於5月18日細則性表決修改 《澳區國安法》[332]。
- 5月12日
  - 澳門司警搗破一個以中國大陸居民為首的“練功券”詐騙集團，拘捕12人包括集團主腦，該集團自2021年4月17日至2023年3月9日期間共涉及54宗同類詐騙案，涉案損失金額折合約738萬澳門元，警方共查獲合共超過9300張[333]。
  - 澳門廉政公署公佈對漁翁街15及17號樓宇（俗稱牛皮廠）地段曾涉及歐文龍貪污案的專案調查結果，未發現有明顯違法或不當，但認為行政當局應加快整理溢價金制度維護特區珍貴土地資源[334]。
  - 《2021年澳門立法會選舉活動總結報告》公佈，選管會在報告中提出多項問題及建議，供日後修法或選舉時參考和借鑑。當中，建議針對鼓吹選民投白票或投廢票的行為訂定罰則[335]。
- 5月14日
  - 一部旅遊巴於西灣大橋行駛期間懷疑天雨兼沒有保持前車距離導致撞上前方兩部的士，導致包括的士上乘客、司機及旅巴司機共十人受傷，肇事旅遊巴沒有載客[336]。
  - 澳門海關揭發一宗以快遞包裹偷運螞蟻進口的個案，已依法起訴一名涉案本地男性[337]。
- 5月15日：澳門特別行政區政府與中央人民政府駐澳門特別行政區聯絡辦公室第六次合辦的“全民國家安全教育展”圓滿結束，累計超過6萬人觀展再創新高，專題網站也錄得超過120萬瀏覽次數[338]。
- 5月16日
  - 《中國與澳門駕照互認協議》正式實施，持澳門指定駕照人士無需考試換領中國大陸駕駛證[339]。
  - 駕照互認實施首日，共67名持中國大陸駕照人士到澳門完成辦理互認；另珠海全市辦理澳門駕照換領大陸駕照名額全滿[340]。
- 5月18日
  - 立法會全體大會細則性討論修改《維護國家安全法》法案，全部條文均獲得參與表決的三十二名議員全票通過，法案將自公佈翌日生效[341]。
  - 澳門特別行政區政府發聲明衷心感謝立法會各位議員努力盡責履行法定職責及對修改國安法法案工作給予的支持和貢獻，同時亦感謝廣大澳門居民擁護和配合修法工作[342]。澳門中聯辦發言人表示支持通過修改國安法法案，對立法會表示祝賀和支持[343]。國務院港澳事務辦公室表示，修改國安法審議通過是對澳門特區而言有重要意義[344]。澳門社會各界人士亦對修改國安法法案表示祝賀和支持[345]。
  - 引進三類人才的專門制度《人才引進法律制度》法案，獲立法會全體會議細則性通過，法案將於該年7月1日起生效[346]。另外亦一般性通過《娛樂場幸運博彩信貸法律制度》法案，主要規範娛樂場內可從事信貸業務的實體與相應的權利義務，以及完善權限部門的監察與處罰制度[347]。
  - 澳門特別行政區政府與國家中醫藥管理局於澳門特別行政區政府總部簽署《國家中醫藥管理局與澳門特別行政區政府社會文化司關於中醫藥領域的合作協議》[348]。
  - 公共建設局公佈東北大馬路空中走廊初步方案及澳門輕軌橫琴線與氹仔線轉乘連接通道判給結果[349][350]。
  - 澳門海關搗破兩間位於澳門半島涉嫌售賣假冒“貴州茅台酒”店鋪，約值23萬元，4男1女被帶走調查，有人聲稱該批酒只是陳列的非賣品。案件移送法辦[351]。
- 5月19日
  - 筷子基北灣泵站箱涵渠工程第一階段正式動工，期間實施多項臨時交通安排，工程包括延伸海堤增設海濱休憩區[352][353]。
  - 羅白沙街至連勝馬路加建排洪雨水管道工程如期竣工，同日起恢復通車[354]。
  - 澳門特別行政區行政會完成討論多個法案。《汽車登記制度》法律草案，法案內容包括汽車登記手續改為以以電子方式處理，以及不再發出汽車所有權登記憑證（俗稱“車契”）[355]。《修改〈民事登記法典〉》法律草案將出生登記及死亡登記全程電子化；結婚申請電子化，賦權公證員主持婚禮等[356]。《修改第16/2004號行政法規〈批地溢價金的訂定方法〉》行政法規草案，為配合第8/2021號法律《酒店業場所業務法》的規定，法規新增“五星豪華級”酒店級別和“經濟型住宿場所”的酒店業場所類別，取消旅遊綜合體及公寓的組別[357]。《修改第16/2006號行政法規〈退休基金會的組織及運作〉》行政法規草案優化關於監督實體及退休基金會機關的職權、組成等條文[358]。《修改第15/2006號行政法規〈公務人員公積金制度投放供款規章〉》行政法規草案調整供款人投放或轉換月供款及帳戶結餘時每一項目的金額佔比，由現時百分之十或其倍數調整為百分之一或其倍數。同時，明確供款人可以電子方式提交轉換投放供款項目的聲明[359]。
- 5月20日
  - 新型冠狀病毒感染應變協調中心表示澳門COVID-19疫情感染個案有上升趨勢，為提高居民警惕性，中心調整感染個案監測機制，並於當天起公佈新增個案數目，由同月17日至19日新增近二千例通報個案，沒新增任何死亡個案[360]。
  - 一條長約1.2米的滑鼠蛇於黑沙公園出沒，途人報警後消防到場花近半小時生擒並交由市政署處理[361]。
- 5月21日：由中國國家航天局與澳門特別行政區政府聯合研製的空間科學衛星“澳門科學一號”於當天下午4時在酒泉衛星發射中心採用長征二號丙運載火箭成功發射升空[362]。發射升空後，澳門科技大學團隊在西安市進行六到十二個月的在軌測試工作，該衛星將轉交給澳門科技大學澳門科學一號衛星科學家團隊使用至少五年[363]。
- 5月22日
  - 澳門特別行政區政府宣佈第十三屆全國政協副主席、國務院港澳事務辦公室主任夏寶龍於5月23日至5月26日期間考察澳門[364]。
  - 法務局局長梁穎姸宣誓就職[365]。
  - 財政局於5月25日起向符合資格的澳門居民退還2021年度已繳納的職業稅稅款百分之六十，上限為澳門元14000元[366]。
- 5月23日
  - 國務院港澳事務辦公室主任夏寶龍正式展開視察澳門行程，首先轉達了中共中央總書記習近平對全體澳門同胞的親切關懷。他提出六點更大作為，包括確貫徹一國兩制、加強愛國愛澳力量以及抓緊橫琴開發機遇等[367]。
  - 夏寶龍與澳門特區行政、立法和司法機關負責人及主要官員會面座談，多1主要官員感謝夏主任對特區政府施政的充分肯定[368]。
- 5月24日
  - 由澳門科技大學團隊研製的“澳門科學一號”衛星發射成功，中共中央總書記、中華人民共和國主席習近平向回信表達祝賀。澳門特別行政區行政長官賀一誠代表澳門特別行政區政府和全體澳門居民由衷感謝習近平和中央對澳門包括教育和科技事業在內的各項事業發展的關心和支持[369]。
  - 《澳門功德林寺檔案和手稿（1645至1980）》，於法國巴黎召開的聯合國教科文組織第216次執行局會議上，審議通過《世界記憶（國際）名錄》新入選項目名單[370]。
- 5月25日
  - 國務院港澳事務辦公室主任夏寶龍視察行程繼續，先與老一輩愛國愛澳人士茶聚，並探訪一長者日間護理中心，與長者互動交流[371]。再先後參觀中國與葡語國家商貿合作服務平台綜合體，以及考察多個建設項目，分別到旅遊塔及望廈社屋，了解城市發展規劃及房屋政策，並考察公屋、長者公寓及暫住房等展示區[372][373]；當日並同時考察大賽車博物館、大三巴牌坊以及毗鄰的澳門博物館等[374]。
- 5月26日
  - 十三屆全國政協副主席、國務院港澳事務辦公室主任夏寶龍圓滿結束在澳考察行程並返回北京，行政長官賀一誠在當天下午於澳門政府總部作總結，表示充分顯示中央對澳門的關心及支持，特區政府定必按照習近平對澳門工作的系列重要講話指示精神和二十大的重要部署，以及夏主任對澳門提出的“六個更大作為”，努力推進澳門社會全面可持續發展[375]。
  - 港澳辦主任夏寶龍最後一日利程包括視察兩間高校包括澳門大學及澳門科技大學轄下的四個國家重點實驗室、離島醫療綜合體和兩家綜合休閒娛樂旅遊企業的非博彩元素項目[376][377][378]
  - 農曆四月初八佛誕，鮮魚行總會恢復停辦三年的派龍船頭飯，亦按傳統在佛誕節進行舞醉龍，祭祀及醒獅巡遊活動[379]。另外，同日亦是譚公誕，由路環信義福利會主辦、市政署協辦的“光輝路環四月八”系列活動於路環市區舉行，包括中午的會景巡遊，下午“繽紛啤Beer”嘉年華，及黃昏的“信義盆菜聚鄉情”[380]。
- 5月28日至5月31日；受熱帶氣旋瑪娃相關的外圍下沉氣流影響，澳門日間天氣持續酷熱[381]。其中於5月30日外港碼頭氣象站錄得37度高溫，多區氣溫均達36度以上[382]。
- 5月31日
  - 澳門醫療人員、藥學技術人員在橫琴粵澳深度合作區執業管理規定公佈於同年8月1日起實施，標誌著澳門醫療領域專業人才毋需經內地資格考試即可依法取得深合區執業資格。根據規定，十五類醫療人員在澳執業滿兩年後，可註冊取得執業證書，即可在深合區提供醫療服務[383]。
  - 青茂口岸跨境學童合作快捷查驗專道正式啟用[384]。
  - 澳門司警表示最近電話詐騙集團有新手法，指使學生向詐騙目標派送假中國大陸司法機關文件，以增加目標墮入騙局的成功率。其中在該月發現兩名在澳就讀的中國大陸男生受騙徒指使印製及派送假內地司法機關的文件，兩名收到假文件的市民合共被騙150萬澳門元[385]。

### 6月
- 6月1日
  - 博彩監察協調局公布2023年5月份全澳博彩毛收入155.65億元，按月上升5.7%，按年升3.6倍。另外，1至5月賭收累計649.29億元，按年上升1.7倍[386]。
  - 由中國對外承包工程商會與澳門貿易投資促進局共同主辦的“第14屆國際基礎設施投資與建設高峰論壇”開幕，吸引超過3,000名來自全球的基建範疇的政、商、學界精英共聚，圍繞綠色低碳、數智驅動發展趨勢，深入探討能源水利基礎設施、國際合作與綠色轉型、智慧軌道交通、新能源新材料等議題，共同推動國際基建合作高質量發展[387]。
  - 澳門電力表示5月31日為用電量高峰，當天用電量最高峰為106.7兆瓦並打破舊有紀錄[388]。
- 6月2日
  - 澳門司警聯同中國公安搗破兩個跨境犯罪集團，均以戴金鍊的男長者爲目標，以女成員提供按摩服務誘騙事主到大廈梯間或劏房，搶劫或盜竊財物。共14名嫌犯分別在珠海和深圳兩地落網，先後有兩名本地居民受騙各損失兩萬多及三萬多澳門元的金頸鍊[389]。
  - “第14屆國際基礎設施投資與建設高峰論壇”閉幕，共舉辦220場商務洽談，促成39份合作協議，較上屆增1倍，涉及金額約67億美元，進一步推動國際合作新動向和基建發展建新機遇[390]。
- 6月4日
  - 「六四事件」34周年，議事亭前地的紀念集會因2021年澳門特別行政區終審法院判該集會違法而繼續停辦[391]。
  - 下午5時許，一名28歲持往來港澳通行證的中國大陸女性於沙梨頭海邊街懷疑突然衝出馬路，被一輛正在行走路線101X的澳巴撞倒，女途人被撞傷後送院救治[392]。
- 6月5日
  - 運輸工務司司長羅立文表示，澳門輕軌媽閣站延線已開展列車運行測試，情況順利，預計年內開通運營，路線預計暫時由港鐵（澳門）運營；而橫琴線及石排灣線爭取在2024年底開通，三條路線預算開支為125億元。而澳氹東線預計在2028年完工，並連通澳門各主要海陸空口岸[393]。至於一地驗車三地互認方面，已經與有關部門作出初步探討[394]。至於基馬拉斯大馬路空中走廊北延進展，由於受卓家村古樹影響，相關工程延伸未能落實[395]。
  - 環境保護局公佈《澳門環境狀況報告2022》，報告顯示由於澳門在2022年受COVID-19疫情影響社會經濟活動，耗水量、耗電量、城市固體廢物量、多種空氣污染物年平均濃度有所下降，澳門溫室氣體估算排放量因本地發電量增加而有所上升，澳門整體海域水質總評估指數及非金屬評估指數均較2021年下降[396]。
- 6月6日
  - 橫琴口岸車道二期工程完工，車道由原來八條增至三十條，預計在同年8月後正式運作。而港珠澳大橋澳門跨境貨物轉運站土建部分已於5月上旬完工，由經濟及科技發展局負責，澳門海關負責監管有關貨物的通關程序，當局就營運實體方面進行開標[397]。
  - 警方於5月20至30日到澳門半島及路氹城一帶賭場進行反罪惡巡查，共截獲39名涉嫌從事“換錢黨”及“扒仔”的中國大陸及澳門本地男女[398]。
- 6月7日
  - 澳門立法會細則性討論及表決《樓宇滲漏水爭議的必要仲裁制度》法案，鼓勵市民以協商方式，在進入仲裁程序前解決屋宇滲漏；法案於同年9月1日生效後，樓宇滲漏只可以透過強制仲裁程序處理[399]。同日亦細則性通過《貨幣發行法律制度》法案，將對數字貨幣會透過特別法律作規範，但未有時間表[400]。
  - 澳門都市更新股份有限公司表示，黑沙環新填海區P地段暫住房及置換房項目已完成樁基工程、地庫開挖及結構樓板、防水系統工作，現全面進入標準層塔樓施工階段，計劃於下半年年開展裝修工序，預計2024年下半年完工[401]。
- 6月8日
  - 保安司公佈2023年第一季罪案情況，受防寬防疫措施及通關政策影響，警方開立刑事專家調查為三千零六宗，比2022年同期增加四百四十一宗，上升百分之十七點二；比二○一九年同期則減少三百五十八宗，下降百分之十點六[402]。
  - 統計暨普查局資料顯示，最新一期（2023年2月至4月）的整體住宅樓價指數為251.2，較上期（2023年1月至3月）上升0.9%，澳門半島（249.9）、路氹區（256.6）的升幅分別為0.8%及1.1%[403]。
- 6月9日
  - 審計署公布《內港北雨水泵站箱涵渠工程的建設》衡工量值式審計報告。審計署表示，涉及設計方案的關鍵內容，民政總署和土地工務運輸局的合作過程反映出各自為政與粗疏大意，對於關乎公帑運用甚至公眾安全的具體技術問題，既不積極謀劃，也不主動作為，導致相關工作錯失了優化完善的時機[404]。
  - 審計署公布佈《體育基金的賽事資助》衡工量值式審計報告。結果顯示，基金在賽事資助的審批與核銷（見另稿）工作中均存在把關不善，隨意性比較高，甚至造成多付公帑的情況[405]。同時披露部分抽查樣本的核銷工作存在明顯存疑的開支、明顯不善用公帑的情況，以及核對上的各類缺失[406]。
- 6月11日：一名中國藉男子於傍晚時分在輕軌路氹東站月台墮下馬路，送院急救證實死亡，司警未發現其他可疑或可能由刑事造成的傷痕，暫列作屍體發現案處理[407]。
- 6月12日
  - 珠海香洲法院公佈，一名本地男性欠下逾23萬元貨款不還，被該院限制高消費及出境。他為了返澳，用法院未掌握的回鄉證購買機票飛往上海，試圖迂迴超過3,000公里從上海飛回澳門，最終在上海虹橋國際機場被攔下。因其違反限制令，被香洲法院司法拘留十五日。經還清欠款及寫下悔過書，獲解除拘留[408]。
  - 西灣大橋開展外圍翻新工程——第一期，工程主要包括修復西灣大橋外圍混凝土結構、更換大橋行車道伸縮縫以及大橋主塔及主橋兩側的飾面塗裝，預計同年12月完工[409]。
- 6月13日
  - 日本計劃將福島核污水排放入海，市政署管委会代主席柯岚表示，若日本启动核污染水排放入海，市政署将立即扩大暂缓进口申请范围至日本9个最高风险县区。[410]
  - 兩名中國大陸外僱受僱跨境犯罪集團，協助三名中國大陸男女偷渡離境分別被司警拘捕[411]。
- 6月14日
  - 受活躍的西南氣流及低壓槽的共同影響，澳門天氣持續不穩定。其中在漁翁街天后古廟一棵有逾二百年樹齡的古榕樹，其中一支直徑約四十五厘米的分枝折斷，壓毀廟宇的屋頂，事件中無人受傷。經土地工務局檢查後，認為古廟結構沒受大影響。市政署和澳門文化局正展開善後[412]。
  - 6月14日晚上至6月15日午夜，氣象局一度發出紅色暴雨警告信號，其中在關閘廣場風雨廊出現漏水，如同“水簾洞”，避雨者始料不及濕身[413]。暴雨期間，氹仔多處街道亦出現水浸，多處成澤國，車輛需倒後或調頭方能駛離，居民出入涉水而行，十分不便[414]。
- 6月15日
  - 政府提出修改《行政長官選舉法》及《澳門特別行政區立法會選舉法》並展開為期45天公開咨詢，修法以完善資格審查機制、加強遏止違規行為、優化選舉管理流程為三大方向。其中，行政長官選舉、選委選舉，立法會選舉的資格審查，將由維護國家安全委員會負責，若被確定不具被選資格不得上訴[415]。而在修改選舉法律的諮詢文本建議，將公然煽動他人不投票、投空白票或廢票的行為定性為刑事不法行為，並加以處罰[416]。
  - 新城A區地盤發生工業意外，一名中國大陸外僱參與鋼筋吊運工作期間，被一紮鋼筋擊中頭部，送院搶救後不治[417]。
  - 澳門司警聯同澳門海關首次發現有偷渡集團安排非法入境者利用水下推進器游水方式偷渡進入澳門，拘捕兩名集團成員和三名非法入境者[418]。
- 6月17日
  - 澳門廉政公署公佈《2022澳門廉政公署工作報告》。全年共有678宗投訴或舉報等，合併相同標的後共立案274宗，由反貪局跟進的有103宗，行政申訴局的有171宗，不具條件立案而歸檔或轉介權限部門跟進的有322宗。當中包括偵破一宗涉及200多名選民的賄選案，以及一宗涉及私營企業內違反保密罪的案件[419]。
  - 廉署報告中簡介八宗涉及反貪範疇的案件，當中的三宗首度曝光，包括：體育總會負責人自首供稱私自挪用公款；地圖繪製暨地籍局職員涉嫌非法查閱內部系統的資料後得益；衛生中心護士涉嫌為個人利益登入醫療資訊系統不當查閱同僚的個人資料及病歷記錄[420]。
  - 美國國務院發佈《2023年度販運人口報告》將澳門特別行政區評為第三級類別，保安司堅決表示反對[421]。
- 6月18日：媽閣交通樞紐於6月16日當天晚上暴雨期間，未啟用的輕軌站出入口滴水嚴重，大量雨水由出入口的坡道流入巴士站車道，但站內的去水位完全不能去水，需要現場職員動手掃走。公共建設局表示通往交通樞紐下巴士站的扶手電梯半開放空間，因暴雨導致出現滴水及積水狀況，當局已先後聯同工程承建商、監理公司、設計單位，以及質量控制單位實地了解及跟進。期間發現早前重鋪瀝青路面後的沙泥沒有完全清理，在暴雨期間流入排水渠引致淤塞積水。經清理及疏通後，明渠已恢復正常排水[422]。
- 6月19日
  - 特區公報刊登行政長官公告，命令公佈國務院批覆廣東省及澳門特區政府，同意分階段啟用橫琴口岸澳方口岸區及相關延伸區第二階段區域，涉及總面積逾10,100多平方米，適用澳門法律實施管轄[423]。
  - 修改《行政長官選舉法》及《澳門特別行政區立法會選舉法》正式展開為期45天的公開諮詢[424]。
  - 位於慕拉士大馬路望廈社屋望德樓地下的新望廈郵政分局啟用，將原望善樓的望廈郵局及黑沙環郵政分局合併[425]。
  - 兩輛分別行走26A及26路線的新福利巴士（車輛編號：Y11及HE223）於路氹連貫公路近蓮花圓形地發生碰撞，合共5人受傷送院，傷者年齡介乎6至69歲，包括左小腿裂傷、頭頂裂傷及左手肘擦傷等[426][427]。
- 6月20日
  - 立法會細則通過《澳門特別行政區居民身份證制度》的修法法案，法律將自12月15日起生效；但「電子標識」的條文提前在六月三十日起生效[428]。
  - 立法會一般性通過《澳門旅遊學院法律制度》法案和《澳門理工大學法律制度》法案，常設委員會稍後分析及討論法案條文。前者將會引入講座教授，後者將會引入研究教授[429]。
  - 社會保障基金公佈2023年度獲分配鼓勵性基本款項名單，共9749名首次合資格的非強制央積金帳戶擁有人被列入，過去已獲發放有關款項者無權再獲發放[430]。
- 6月21日
  - 澳門特別行政區終審法院對涉及益隆炮竹廠換地的金利達花園地段（氹仔BT27地段）承批人森多利公司就拖欠近土地溢價金上訴案判決敗訴，裁定須繳納拖欠的 1,415萬元溢價金，而有關的溢價金的到期日為1995年8月18日[431]。
- 6月22日：為配合新城A區兩條連接橋工程，馬揸度博士大馬路近白雲花園往友誼圓形地的路口由當天上午10時起永久封閉，路口被封後鄰近的黑沙環新街出現車龍，周邊路網行車緩慢[432]。交通事務局經檢視黑沙環新街及周邊道路的交通狀況，並考慮到居民的出行習慣，在翌日凌晨1時許決定重開該路口。未來再硏究有效措施理順區內交通，對該安排造成不便表示歉意；事前運輸工務司司長羅立文以及工務範疇多個部門負責人到場了解情況[433]。

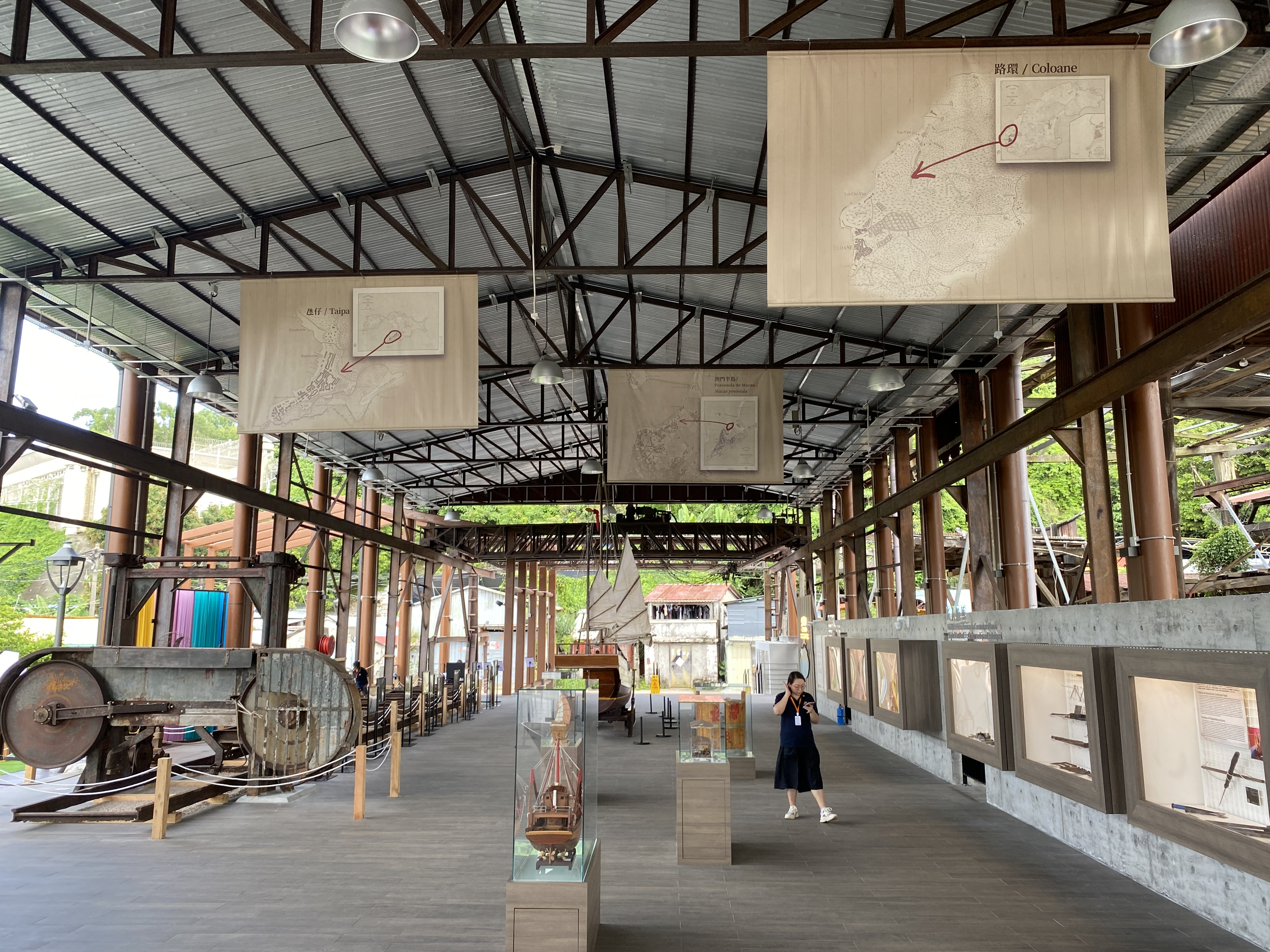
荔枝碗船廠片區X11-X15

- 6月24日：位於荔枝碗村內的“荔枝碗船廠片區X11-X15”正式啟用[434][435]。
- 6月25日：俗稱「430統考」的學士學位程度綜合能力評估開考筆試，出席率為83%，有14,326人應考，較2021年減少約2,000人[436]。
- 6月26日
  - 傍晚時分，一名15歲女學生於石排灣社區綜合大樓6樓從高處墮下地面，經送院搶救後證實死亡[437]。
  - 沙嘉都喇賈罷麗街晚上發生持械傷人案，網上流傳片段指一名男子懷疑利用鐵鎚施襲一名年約五十歲女子，該名女子遇襲後重傷，頭部大量出血，被消防送院搶救，施襲的男子被警方當場拘捕並帶走[438]。
- 6月27日
  - 由澳門都市更新股份有限公司項目公司——珠海橫琴澳門新街坊發展有限公司興建的橫琴“澳門新街坊”項目舉行揭牌儀式。項目工程已進入最後驗收階段，正開展景觀綠化、外牆飾面及道路施工，預計8月完成竣工驗收[439]。
  - 新橋於6月26日晚上發生持械傷人案，涉案男子以重殺人未遂，禁用武器和恐嚇罪移送檢察院處理，女傷者仍在深切治療部留醫[440]。
  - 澳門境內水貨客問題持續，澳門海關持續進行“雷霆2023”行動中，於6月17日至25日期間於各陸路口岸共截獲122宗涉嫌將貨物偷運出入境個案，檢獲一批食品和日用品[441]。
- 6月30日
  - 澳廣視於當天0時後關閉模擬電視發射系統，全面實施數字電視廣播[442]。
  - 特區公報刊登修改第8/2002號法律《澳門特別行政區居民身份證制度》，當中涉及身份證電子標識的相關條文正式生效[443]。六個主要口岸包括關閘、外港客運碼頭、氹仔客運碼頭等，但涉及三門式、合作查驗的自助通道則不能使用電子通關[444]。首日上線後有超過10萬名綁定「電子身份」，並有不少居民即嘗鮮用其通關二維碼代替身份證去通關[445]。
  - 統計暨普查局就業調查結果顯示，2023年3月至5月總體失業率為2.8%，本地居民失業率為3.6%，均與上一期（2023年2月至4月）持平；就業不足率下跌0.3個百分點至1.8%[446]。

### 7月
- 7月1日
  - 配合友誼圓形地行車天橋B匝道建造工程推進，友誼圓形地鄰近的友誼橋大馬路實施臨時交通措施[447]。交通部門預料周邊道路交通繁忙，其中友誼橋大馬路往關閘方向的三線臨時改為兩線行車；往氹仔方向的兩線臨時改為一線行車，但經東北大馬路上C匝道橋前往友誼橋不受影響[448]。
  - 《人才引進法律制度》正式生效，配套的兩項行政法規《人才引進法律制度施行細則》及《人才發展委員會》同日生效。特區政府於同年8月起陸續公佈各類人才引進計劃的詳情[449]。
  - 博彩監察協調局公佈2023年6月博彩毛收入152.07億元（澳門元，下同），恢復疫前64%[450]。
- 7月3日
  - 澳門文化中心黑盒劇場正式開幕，原本租用南灣舊法院黑盒劇場的活動，將移師到黑盒劇場演出，新舊場館活動檔期無縫對接[451]。
  - 祐漢發生打鬥案，一名六旬本地男子在一間店舖選購貨物時疑與48歲香港居民男東主發生口角繼而動武，期間有人從電單車頭盔箱擸刀“自衛”，兩人發生拉扯期間均受傷，均追究責任[452]。
- 7月4日
  - 人才發展委員會舉行該年度第一次全體會議，委員會主席兼行政長官賀一誠表示，澳門作為粵港澳大灣區的重要成員，以及國內外雙循環的交匯點，要在激烈人才競爭中求存求贏[453]。
  - 一名澳門大學博士研究生涉嫌意圖行賄以爭取在撰寫論文前需提交的開題報告獲得通過，並確保能順利畢業，被其指導教授舉報後被澳門廉政公署被捕[454]。
- 7月8日：社會文化司司長歐陽瑜表示，離島醫療綜合體爭取在該年12月開始首階段運作，人員招聘工作正有序進行。綜合體的醫療服務將分為三級收費，現時享有免費醫療的澳門居民，經衛生局轉介後，可在綜合體繼續享有與現時相同的免費醫療服務[455]。
- 7月9日
  - 新橋區渠道優化計劃最後一期工程動工，分兩階段進行，工程包括分階段在連勝馬路及光復街一帶低窪區域加建雨水管道並接通現有箱涵渠，增加排雨水能力，同時，拆除原有合流管道，新建清污分流雨水及污水管，達致清污分流，爭取9月內完工[456]。
  - 中華人民共和國生態環境部與澳門特別行政區海事及水務局共同簽署《關於澳門疏濬物在珠江口海域傾倒管理工作的合作安排》，建立澳門疏濬物跨區傾倒機制[457]。
- 7月10日
  - 大三巴利瑪竇中學中午發生傷人案，一名較早前已辦理退學並轉校的男學生，於當天上午返回學校取回個人物品，期間懷疑突然持利器刺向一名16歲同班女學生腹部，女學生遇襲受傷送院[458][459]。
  - 一名年約45歲特警隊男訓練隊員，完成跑步訓練後不適，在返回特警隊大樓休息期間暈倒，經送院搶救無效死亡。死因仍有待調查[460][461]。
  - 行政公職局公佈俗稱“260統考”的高中程度綜合能力評估開考的投考人初步名單，約17,000人符合准考資格，並計劃9月下旬舉行筆試開考[462]。
- 7月12日：特區公報刊登第27/2023號運輸工務司司長批示，運輸工務司司長將第59/2023行政命令所授予的、代表澳門特別行政區與香港特別行政區簽署有關港澳陸路過境交通安排的相關文件的權力轉授予交通事務局局長及其法定代任人[463]。
- 7月14日
  - 澳氹第四條跨海大橋在進行車主橋鋼箱樑節段吊裝工作期間，由於部分吊點出現不穩定情況，在吊運期間構件發生傾側並落回運輸船上，因此未能於航道封航時間內完成吊裝工作，對澳門水道恢復通航造成影響[464]。
  - 筷子基北灣海傍多棵樹木因工程被「斬除」，行政法務司司長張永春就事件親自致歉，承認當局事先未向社會大眾溝通說明清楚，工作實有瑕疵與不足，需要檢討[465]。
- 7月15日
  - 珠澳海島遊正式落地，粵通船務營運的氹仔客運碼頭往返珠海市桂山島航線正式開通，逢周未營運，每日提供兩個往返航班[466]。首日首航班次共搭載120人，不少是本地居民[467]。
  - 受熱帶氣旋“泰利”外圍下沉氣流影響，地球物理暨氣象局發出一號風球及橙色高溫提示，各區氣溫普遍高達36度或以上，其中外港客運碼頭氣象站錄得38.6度[468]。
  - 交通事務局統籌安排新福利及澳巴推行支付寶及微信掃碼支付車資的措施安排。由兩間巴士公司派工作人員於四至五個主要巴士總站或轉乘站為有需要乘客提供掃碼乘車試行服務，每程收取六元，不設轉乘優惠，不設找贖[469]。

- 7月16日
  - 受熱帶氣旋“泰利”影響，地球物理暨氣象局於當天下午改發三號風球並發出藍色風暴潮警告，當時預計7月17日午夜至上午改發八號風球的機會為中等。[470]
  - 一架旅遊巴於中午時分在和平斜巷右轉高樓街時撞倒兩個鐵欄和一條鐵柱後，仍繼續行駛往媽閣街方向，駛至近鄭家大屋再撞毀一大廈外牆始停下，旅遊巴左邊車頭嚴重損毀，擋風玻璃碎裂，警方以不顧而去及相關法規檢控旅遊巴司機[471]。

- 7月17日
  - 受颱風“泰利”影響，地球物理暨氣象局發出八號風球達14.5小時，澳門同步進入即時預防狀態，市面風雨交加下，海陸空交通幾乎癱瘓。民防行動中心共錄得30宗事故報告、查詢求助熱線共接獲53宗個案；治安警察局亦執行打擊違規的士行動，共截查到4宗的士違規議價事件，以及檢控了11宗白牌車[472][473]。
  - 八號風球發出後，三條跨海大橋及蓮花大橋隨後封閉，西灣大橋下層車道成為澳門與離島之間唯一通道，在下午時分來回方向排起長長的車龍[474]。
  - 八號風球公共交通包括巴士、特別的士、輕軌以及發財車全部停運，只有少數普通的士繼續營業，大批旅客於關閘輪候的士超過3小時或以上，有旅客不知道八號風球生效期間公共交通停運，但認為澳門既然讓旅客入境，便應確保公交服務；颱風下所有海上客運航線停航，部分旅客滯留碼頭等候復航[475]；澳門國際機場全日有100個航班取消，40個航班延誤或更改時間，到晚上8時改發三號風球後才陸續恢復正常[476]。
  - 日前有市民在網上發貼文指，驚見歷史悠久的石排灣圓形地聖母像及拜苦路碑因施工被全數挖掘拆除，貼文獲廣泛迴響。市政署隨後回應指，聖母像及拜苦路碑經「具修復雕像經驗及技術的承判商」執行修復工作，之後將會修葺及美化原址，再按天主教澳門教區意見，以原位及原佈局安放修復後的聖母像及拜苦路碑[477]。
- 7月18日
  - 台山濠江花園凌晨揭發一宗倫常慘案。一名50歲母親疑將安眠藥或毒品混在食物中，與女兒一同進食，致其14歲女兒死亡，母親獲救，司警在單位發現多封遺書，事件涉及自殺及兇殺[478]。
  - 澳門特區政府公佈於黑沙海灘旁閒置土地及周邊開心農耕場等現有綠化休憩設施，規劃總面積合共10公頃，分階段建設黑沙青少年活動體驗營；並改造現有的步行系統，串聯周邊構建大型戶外綜合活動場地。體驗營總預算超過16億元，整個項目計劃在2025年建成[479]。同時計劃改善黑沙水庫郊野公園內的設施，其中圓形迷官平台改造成觀景眺望台，設置高約28米、重120噸的觀音藝術雕塑，建設預算為4,200萬元[480]。
  - 原跑狗場及蓮峰體育中心地段改建成市民運動公園初期概念方案公佈，由三幢主體建築及一個運動場組成，當中包括多功能的體育設施包括球場與游泳館等，其中一幢興建兒童活動中心，並計劃設置地庫停車場提供約450個車位[481]。
- 7月19日：澳門格蘭披治大賽車組織委員會舉行新聞發佈會，公佈第70屆澳門格蘭披治大賽車賽事、贊助商及聯乘合作項目資訊。其中賽事將於11月11日至12日及16日至19日橫跨兩個周未舉行，首周更舉行東望洋跑道歡樂跑[482]。
- 7月20日
  - 位於黑沙環的東北大馬路長者公寓舉行封頂儀式，工程已於7月7日完成結構封頂，較節點工期提前29天，整體工程預計2024年初竣工，隨後進行驗收及交付用家部門[483]。
  - 財政局更新年度預算執行統計，2023年上半年累計博彩稅收達267.9億元，較2022年同期的129.3億元增長107.1%，預算執行率52.7%。其中，6月份新增博彩稅收60.2億元，較5月增加5.6%[484]。
- 7月21日：澳門廉政公署揭發某口岸海關站負責人涉嫌串同下屬集體偽造出勤記錄，騙取增補性報酬超過13萬澳門元。經調查取證發現，涉案海關站負責人及辦事處數名海關人員，持有私下複製的海關工作證。澳門海關表示對事件深感震驚，強調絕不姑息任何違法違紀的行為，會全力配合廉政公署及檢察院的調查工作，已對7名涉案人員採取防範性停職九十日措施，同時移送檢察院處理[485]。
- 7月23日
  - 一名16歲中國大陸藉少女隨珠海觀光船到澳門水域時懷疑墮海失蹤，澳門海關據報在澳門友誼大橋附近救起失蹤少女，送往山頂醫院搶救證實死亡，澳門司警初步調查少女在觀光船上沒有與任何人發生衝突或推撞致墮海，死因有待法醫檢驗[486]。
  - 澳門旅遊局公佈《澳門旅遊業發展總體規劃》2022年執行情況。透過多個政府部門和業界共同努力，77個階段性行動計劃中76個已展開及跟進，當中66個已達標，達標率86%，較2021年增加4個百分點[487]。
  - 多位澳門立法會議員叫停在黑沙水庫郊野公園興建觀音像項目[488]。
- 7月24日：市政署舉行新聞發佈會再次介紹位於黑沙海灘旁的黑沙青少年活動體驗營，行政法務司司長張永春宣佈停建位於黑沙水庫內的觀音像，已通知相關公司停止開挖，並要求盡快將土方回填。並提出，市政署爭取於短期內重新開放滑草場及燒烤爐；但是，因為吊橋及水壩頂的通道存在安全風險，仍會暫停開放[489]。
- 7月25日
  - 澳門文化局向文化發展諮詢委員會介紹計劃將福隆新街列為步行區，初步構思步行區範圍為福隆新街、爐石塘巷、新填巷、桔仔街及何老桂巷之間的區域；考慮在早上至晚間實施步行區方案，凌晨至早上時段將有限度通車[490]。
  - 澳門消防局公佈2023上半年澳門火警出勤和救護車出勤，均較2022年同期下降約4%，另接獲11宗涉及一氧化碳中毒事件[491]。
- 7月26日：受超強颱風杜蘇芮影響，地球物理暨氣象局在當晚22時發出一號風球，澳門天氣連日非常酷熱，各氣象錄得超過35度或以上高枻，其中媽閣氣象站錄得37.4度高溫[492]。
- 7月27日：公共建設局公開新城A區至新城B區跨海連接通道初步設計方案[493]。澳門新監獄工程──第三期工程已經臨時接收，當局對承建商仍未能按照已批准延期內完成所有工程將按合同開展相關處罰程序[494]。
- 7月28日：公共建設局公佈東北大馬路空中走廊初步方案，包括短期開建東北大馬路空中走廊、中期開建全天候走廊及重整黑沙環公園、建設有四落腳點的行人天橋。當中空中走廊計劃於2024年第一季動工，2025年第四季完工[495]。
- 7月30日：澳門特別行政區政府自6月15日起就修改《行政長官選舉法》及《立法會選舉法》展開為期45日的公開諮詢，於7月29日結束。在諮詢期間，特區政府共舉辦8場諮詢會，逾1367人次參加，118人發言。特區政府亦透過出席座談會、電台時事節目等方式向社團及市民廣泛介紹修法相關情況。社會各界人士透過信函、親臨遞交、傳真、電話、電子方式等不同途徑，共提交571份意見，包括6112條具體意見和建議，其中涉及《行政長官選舉法》2439條，涉及《立法會選舉法》3673條[496]。
- 7月31日
  - 澳門大學連接橫琴口岸通道橋項目竣工驗收，通道橋中國大陸部份於該年8月1日起移交澳門，而正式開通使用日子未定[497]。
  - 澳門立法會細則性通過《醫學輔助生殖技術》法案，法案將自公佈後滿180日起生效，規定未來僅醫院能提供醫學輔助生殖技術[498]；另細則性討論及表決通過《金融體系法律制度》法案[499]。

### 8月
- 8月1日
  - 澳門立法會細則性通過《離島醫療綜合體北京協和醫院澳門醫學中心法律制度》法案。醫院計劃於12月起進行首階段運作，設有25間手術室，暫設850個床位，連同日後建成的康復醫院將提供1,150個床位。收費將劃分三級，相信有助病人分流[500]。同日一般性通過《修改第1／2001號法律〈澳門特別行政區警察總局〉》法案。金融情報辦公室將併入警察總局[501]。
  - 《醫療補貼計劃優化使用方案》正式實施，居民可透過“電子身份”使用醫療券[502]。
- 8月2日
  - 兩名男性澳門居民在珠海拱北街道一單位內因小事發生口角，隨後到街上“隻抽”。其中一人疑拿剪刀刺死另一人。疑犯其後逃返澳門後前往香港，澳門司警接報後於案發當天在外港客運碼頭拘捕返澳的疑犯，有人承認犯案[503]。
  - 位於港珠澳大橋珠澳口岸的澳方口岸區內跨境貨物轉運站將於8月8日起啟用，政府跨部門及營運服務公司舉行聯合講解會向業界講解有關工作。貨運站將以24小時運作及全天候開放，轉運站分為集裝箱轉運區、散貨轉運區（貨台）及辦公樓[504]。
- 8月3日：澳門司警首次搗破假扮處理樓宇的防滲漏水“專家”詐騙案件，3名年約33至40歲中國大陸藉男女以該為名詐騙4名澳門居民，報稱共損失逾10萬澳門元。騙徒在網上社交平台刊登廣告，以低價、快捷處理樓宇滲漏作招徠，開工後即大幅調升工程費，檢測及施工也只是裝模作樣。有人供認受內地詐騙集團指使犯案。行動中，檢獲86,600澳門元及多個籌碼等懷疑贓款，以及一批犯案工具和“堵漏”物料等證物[505]。
- 8月4日
  - 澳門特區政府公佈《澳門特別行政區經濟適度多元發展規劃（2024-2028年）》諮詢文本，細化規劃和部署綜合旅遊休閒業、中醫藥大健康產業、現代金融業、高新技術產業及傳統產業轉型升級、會展商貿及文化體育產業，逐步提升四大產業比重，爭取非博彩業未來佔本地生產總值約六成的比重。諮詢期由當天起計共30日，期間會舉行三場公衆諮詢會[506]。
  - 澳門特區政府公佈修改《行政長官選舉法》的諮詢總結報告。政府表示，接下來將認真研究所收集到的意見和建議，並結合諮詢文本提出的修法方向，按照澳門特區的實際情況，草擬修改《行政長官選舉法》法案，並盡快推進後續的立法程序[507]。諮詢期間，關於“打擊公然煽動不投票或投空白票、廢票的行為”的意見共有369條，當中絕大部分同意打擊公然煽動他人不投票、投空白票或廢票的行為，相關意見共有334條，佔全部意見的百分之90.51[508]。
  - 澳門輕軌媽閣站延線列車測試工作已進入最後階段。8月11日起開展輕軌氹仔線全線的列車及系統總測試，以及預試營運等相關工作[509]。另外7月份氹仔線的日均載客量為7,500人次，是輕軌通車收費以來客量最高的一個月份；且是年內第二次錄得單日載客量破萬人次的紀錄[510]。
- 8月8日
  - 位於港珠澳大橋珠澳口岸內的澳門跨境貨物轉運站正式運作[511]。
  - 澳門立法會細則性通過《夾心房屋法律制度》法案，於2024年4月1日生效[512]。完善政府對公共資本企業監管的《公共資本企業法律制度》法案同日獲立法會細則性通過，將於同年10月1日起生效。在新主管部門成立前，會先由公共資產監督規劃辦公室負責[513]。
- 8月9日：澳門特區政府公報並宣布，就氹仔「BT8」及「BT9a」地段兩幅土地的判給展開公開招標，兩地截標日期為同年9月26日中午12時正，為期49天。兩幅土地拍賣是澳門回歸以來第三次進行拍賣，兩幅地段招標底價分別逾11億及7億元[514]。
- 8月10日
  - 澳廣視與廣東廣電網絡簽署《澳視澳門頻道在廣東珠江三角洲有線電視網播出的合作協議書》，由2023年10月1日起澳廣視澳視澳門台正式落地廣東省，並於2023年8月15日起試播[515]。
  - 保安司司長黃少澤表示，橫琴口岸二期車道有條件於8月30日起試運行，9月份更更順暢運作[516]。
- 8月11日
  - 由澳門金融管理局推出的聚合支付平台「聚易用」延伸使用範圍至公共巴士，於支付工具APP內新增「乘車碼」功能並命名為「聚易用＋」（「Simple Pay＋」）[517]。
  - 行政長官賀一誠於下午列席澳門立法會全體會議回答議員提問[518]。賀一誠指新城A區與澳門半島之間的水域增填不獲中華人民共和國國務院批准[519]；經濟房屋年內開隊接受申請[520]；賀一誠表明公務員今年應該加薪，薪酬評議會已在兩個月前開展研究，又表示，普惠支援的開支太大，不是小事，現階段不應該再推；而且，政府一直有「兜底機制」支援弱勢[521]。有議員質疑黑沙觀音像和石排灣專家樓項目，賀一誠指政府會按預算綱要法規定去諮詢與否，這是行政主導的唯一指引，並非行政霸道，原車胎公園發展土地預留空間興建市政公園和公共停車場[522]。對於道路工程近年發生重複開挖，賀一誠承認，「道路工程比較乞人憎」，已向公用事業要求，在申請道路開挖前需要先詢問其他公用事業有否工程同期進行，再由政府審批，落實三年內不重複開挖[523]。澳車北上方面，賀一誠解釋主要是A區的道路承受能力已經達到頂峰，導致不能增加配額[524]。三百個即將到期的普通的士牌將進行重新競投，並研究於媽閣交通樞紐開設專線巴士前往關閘、青茂口岸和外港客運碼頭，以疏導旅客[525]。「橫琴粵澳深度合作區產業投資基金」方面，賀一誠指暫未落實，也不涉及動用本地公帑[526]。
  - 配合媽閣站即將開通和延伸工作，澳門輕軌氹仔線原蓮花口岸站更名為蓮花站[527]。
- 8月13日
  - 位於港珠澳大橋澳門邊檢大樓西停車場有市民反映已取消連泊八日以上可額外申請的規定，交通事務局其後表示對有關規定作出修正[528]。
  - 中國旅遊研究院近日公佈的《2023年上半年出境旅遊大數據報告》顯示，上半年中國大陸出境旅客總量中，澳門則佔了當中五成的旅客量，居於當地旅客出境旅遊目的地首位[529]。
  - 大三巴牌坊一帶迎來放寬防疫措施後的暑假首次人潮管制措施實施，措施由下午4時半左右開始，要求大三巴街行人只可單向上行前往牌坊，並取道周邊的街巷如大關斜巷、關前後街、高園街等離開。同時，關前後街及大三巴斜巷封閉禁行車。措施實施近兩小時，至下午6時30分結束[530]。
- 8月14日
  - 澳門旅遊局表示，8月12日單日錄得有139,000名旅客入境澳門，創放寬防疫措施以來的單日新高。該月日均旅客達89,000人次，酒店入住比率達九成，又預計9月至10月復辦澳門國際煙花比賽匯演對旅客有一定吸引力[531]。
  - 政府計劃年內及明年各推出五個經濟房屋項目開隊，涉及逾萬個單位，全部位於新城A區[532]。
- 8月16日
  - 亞洲知名會展雜誌M&C Asia評選澳門為 “M&C Asia Stella Awards—最佳亞洲會議城市（Best Convention City (Asia)）”[533]。
  - 澳門旅遊局表示該年的翱遊澳門無人機表演盛會停辦[534]。
- 8月17日
  - 運輸工務司司長羅立文就有意見倡開放網約車回應時指，2019年通過的新的士法未包括網約車，知道社會發展迅速，但目前未有計劃修法。另外300部普通的士牌照將在年內進行招標，兩間巴士公司將適時增加班次疏導乘客，澳門輕軌媽閣站延線將如期2023年底開始營運[535]。
  - 新城A區水道填海不獲中央批覆，羅立文表示不影響輕軌東線工程，新城D區填海工程未有計劃啟動[536]。
- 8月18日
  - 公共建設局宣佈西灣大橋外圍翻新工程有序進行，由20日至27日期間暫停電單車專道運作，以更換西灣大橋電單車專道一側的伸縮縫[537]。
  - 位於蓮峰體育中心內的游泳池計劃改作全面開放，不少長者反映大眾體育班的水中健體班取消導致身體可能退步，體育局回應指泳池全面開放後的大眾體育健身興趣班肯定與過往不同，一些班別將會慢慢減少[538]。
- 8月19日
  - 澳門司警偵破一宗加重盜竊案，拘捕6名中國大陸及澳門男女，案情指兩名男子在外港客運碼頭偷走450萬元人民幣的的行李箱，隨後“兵分兩路”離澳，並透過家人經地下錢莊將盜竊所得轉走。司警啓動與中國公安通報機制，先於澳門拘捕4人，其後2名男子分別在湖北省武漢市及廣東省肇慶市落網，部分涉案現金經地下錢庄轉走[539]。
  - 歐盟發表《2022年澳門特區年度報告》，指澳門特區的「高度自治」及《基本法》所賦予，在2049年之前應受到保障的權利和自由，繼續受到侵蝕。外交部駐澳特派員公署及澳門特區政府分別表示強烈不滿、堅決反對[540][541]。
- 8月20日
  - 政府跨部門聯同永利澳門有限公司及福隆區坊會代表召開發布會，公佈於9月29日起推出「福隆新街步行區活化計劃」，時間為每日11:00至翌日01:00，將福隆新街及周邊街巷劃為行人專用區。計劃還包括注入文化商業活動、藝文表演藝術裝置、休閒餐飲等元素以吸引人流，同時計劃於日間12:00至17:00舉行日間文創市集與表演活動，18:00後後改為街道夜市與文化導賞[542]。
  - 暑假旅遊旺季結束前夕，大三巴一帶遊客眾多，警方一度於當天下午實施人潮管制措施[543]。
  - “2023年澳門國際環保合作發展論壇及展覽”閉幕。四天展期舉辦近20場由專業領域機構舉辦的論壇、會議，以及由大會組織的5個配對專場，共安排近400場配對洽談，簽署近40份項目，持續締造綠色合作商機[544]。
- 8月21日
  - 《澳門特別行政區公報》刊登《夾心房屋法律制度》，自2024年4月1日起生效。法律規定了夾屋的申請條件、申請人及家團成員的每月收入限額和資產淨值上限[545]。
  - 衛生局公布2023年第二季第二季自殺死亡監測結果，顯示有24宗自殺死亡個案，分別為10男14女，年齡介乎14至84歲，當中澳門居民有21宗，非澳門居民有3宗，根據資料分析，該季自殺死亡原因可能與精神障礙、軀體疾病、賭博或財政問題等有關[546]。
- 8月22日
  - 日本正式宣佈將福島核污水排放入海，澳門特區政府對此表示強烈不滿。並宣佈由2023年8月24日起禁止對日本對十個都縣區的鮮活食品、動物源性食品、海鹽及海藻，包括蔬菜、水果、奶及奶制品、水產及水產製品、肉類及其製品、禽蛋等入口澳門[547]。
  - 廣東省人民政府在中華人民共和國財政部的支持下，宣佈計劃在澳門發行離岸人民幣地方政府債券，澳門特區政府表示歡迎，該次發行是自2021年起連續連續第三年在澳門發行人民幣地方政府債券，也是首次在澳門發行綠色地方政府債券[548]。
- 8月24日
  - 日本正式將福島核污水排放入海，疑受事件影響，澳門繼2011年後再出現“盲搶鹽”潮，多間超市的食鹽一度售罄。經濟及科技發展局指食鹽供應穩定及存貨充足，貨源穩定，呼籲居民保持理性，切勿輕信謠言[549]。
  - 第134/2023號行政長官批示正式生效，禁止進口源自日本共十個都縣區的食品包括水產品等進口，市政署聯同澳門海關於展開聯合行動，對來自日本的進口食品貨物進行全面輻射水平檢測，以確保進口食品安全，同時嚴防相關食品流入[550]。
- 8月26日
  - 網傳氹仔馬場於年內結束經營，更指澳門賽馬會發“大信封”。馬會回應指已向政府申請下季度的賽期表，正等候政府審批。至於坊間其他傳聞則不回覆[551]。
  - 暑假最後一星期，大三巴牌坊一帶仍舊迫滿旅客，警方連續三個周末於下午時段實施人潮管制措施[552]。
- 8月27日
  - 受外圍經濟和政治環境因素影響，社會保障基金投資及匯兌損失近80億元，令基金在2022年總開支增至近140億元，較2020年大幅增加近1.5倍[553]。
  - 《危險品監管法律制度主要施行細則》及六項行政長官批示等補充規範正式生效，細則包括有效落實危險品的監控及預防其發生嚴重意外事故的工作[554]。
  - 政府跨部門持續採取多方面措施，運用創新科技展現社區特色魅力，結合區內美食元素，加強線上線下宣傳推廣，引領人流進入社區帶動消費[555]。
- 8月28日
  - 受COVID-19疫情停辦三年的澳門國際煙花比賽匯演於9月至10月期間復辦，當局特別推介五個最佳觀賞點，除繼續有“火樹銀花嘉年華”外，還有社團首次在南灣雅文湖畔及氹仔海濱休憩區舉行“花火大會”市集，讓居民和旅客在不同角落感受澳門“旅遊+盛事”的魅力[556]。
  - 柯維納馬路交通樞紐被指設施及配套「立立亂」，圍封區域導致上落不便，澳門輕軌股份有限公司指計劃年內對交通樞紐的平台及相連設施展開優化[557][558]。
  - 一名25歲女性香港居民涉嫌於三年前，向詐騙集團借出銀行戶口收取60萬澳門元騙款，於8月27日入境澳門時被司警拘捕，並以清洗黑錢及相當巨額詐騙罪將其落案起訢，移送檢察院偵辦[559]。
- 8月29日
  - 社會保障基金公佈2023上半年投資錄得約45億澳門元回報，近五年累計整體投資回報約為156億澳門元。至2023年上半年，社保基金總資產約為900億澳門元，較2022年底約866億有所增長[560]。
  - 統計暨普查局公佈2023年7月向公眾提供住宿服務的酒店業場所共132間，按年增加17間，可提供客房數目增加37.3%至4.3萬間。客房平均入住率同比上升50.2個百分點至89.0%，其中二星級（93.1%）和五星級酒店（92.1%）的入住率逾九成，按年分別增加6.8及71.1個百分點[561]。
  - 《樓宇滲漏水爭議的必要仲裁制度》法案於9月1日生效，政府公報刊登行政長官兩份批示，一份是指定澳門世界貿易中心仲裁中心為負責滲漏水仲裁法定的必要仲裁程序的仲裁機構，另一份是確定該法法定必要仲裁程序的仲裁員服務費及行政負擔的方式。並訂定仲裁費用及相關安排，按爭議價值由近八千元到近八萬元不等[562]。
  - 文化局計劃於10月推出歷史建築維修資助計劃，針對被評定或待評定的不動產，或具文化價值的不動產的維修工程提供資助，以提升業權人和使用者自主定期維修保養的積極性，加強保護文物和具文化價值建築[563]。
  - 位於蓮峰體育中心的游泳池改為全面開放引起爭議，有游泳教練認為，全面開放與刪班減額，兩者不應存在衝突，刪班不僅減少居民學習游泳的渠道，亦無助本地體育運動發展[564]。
- 8月30日
  - 受超強颱風蘇拉影響，地球物理暨氣象局於當天下午正式發出一號風球，由於路徑存在不確定因素，政府多個部門呼籲居民及商戶留意天氣資訊，做好防風防浸準備[565]。海事及水務局呼籲海上漁船提早回澳避風，澳門旅遊局透過不同渠道提醒旅客留意颱風訊息及相關事項，社會工作局轄下各避險中心已準備就緒[566]。市政署提前加派人員檢查渠網、泵房，另外已聯同兩南公司制訂保供應預案，確保颱風期間鮮活食品供應[567]。
  - 市政署於澳門國際機場首度查獲禁止進口的日本都縣區海產，為兩批禁止進口的日本宮城縣原隻生蠔，已聯同澳門海關查扣涉違法貨物，未有流入市面[568]。
  - 新學年開學在即，政府跨部門聯同兩間巴士公司召開工作及安全會議，為新學年開學日的交通安排作好準備。關閘、青茂口岸及橫琴口岸的學生專道亦會重啟，因應超強颱風蘇拉迫近，政府呼籲學生和家長出行前應留意天氣預報及交通消息[569]。另外於開學日起增加15S路線配合九澳村居民及學童出行需要[570]；兩巴亦於開學日及開學周期間將增加班次及適時加開特班車、增派駐站和流動稽查人員維持秩序及疏導、安排維修人員及準備應急車輛[571]。
- 8月31日
  - 受超強颱風蘇拉影響，地球物理暨氣象局於當天晚上11時改發三號風球，又指出9月1日下午1時至3時改發八號風球的機會為高，日間內港一帶會出現半米或以下水浸，9月2日發出橙色風暴潮警告機會較高[572]。
  - 一名本地某醫療機構一名女出納員疑墮「公檢法」電話騙案，稱她任職機構涉及洗黑錢。要求她以「特務」身分戴罪立功，交出機構銀行資料及提款印章，聯同另一名「檢察官」下屬以偽造匯款單據，成功轉帳二百萬元，司警據報拘捕女出納員，追緝該名「檢察官」下屬下落[573]。
  - 奥林匹克游泳館圓形地行車天橋西南匝道橋建造工程推進，需要於東亞運大馬路往西灣大橋方向之行車天橋出口搭建臨時鋼平台以便進行橋面結構施工，整體工程預計於2024年第一季完工，所有臨時交通措施維持[574]。

### 9月
- 9月1日
  - 受超強颱風蘇拉影響，氣象局於9月1日下午2時改發八號西北風球並同時發出橙色風暴潮警告，民防行動中心宣佈同時起澳門特別行政區進入即時預防狀態[575][576]。另外，警察總局民防行動中心於下午2時同步執行低窪地區疏散撤離計劃，並同步開放17個避險中心供市民暫避[577]。
  - 入夜後“蘇拉”繼續迫近澳門，行政長官先後批示分別於傍晚6時及晚上8時起關閉珠澳各陸路邊檢口岸，氣象局其後於晚上11時改發九號風球，並於晚上7時改發紅色風暴潮警告，幸運博彩業務的地方及場所於改發高於八號風球起暫時關閉，成為繼2018年「山竹」後，賭場第二度因颱風原因而暫時關閉[578]。
  - 8月30日午夜，一輪私家車於中區新葡京酒店一帶瘋狂駕駛，險象環生，事件沒人受傷。相關涉事短片隨後在社交平台流傳，但傳統媒體沒有跟進作出報道，引起傳媒工作者協會批評治安警察局的傳媒通報機制淡化事件[579]。

- 9月2日

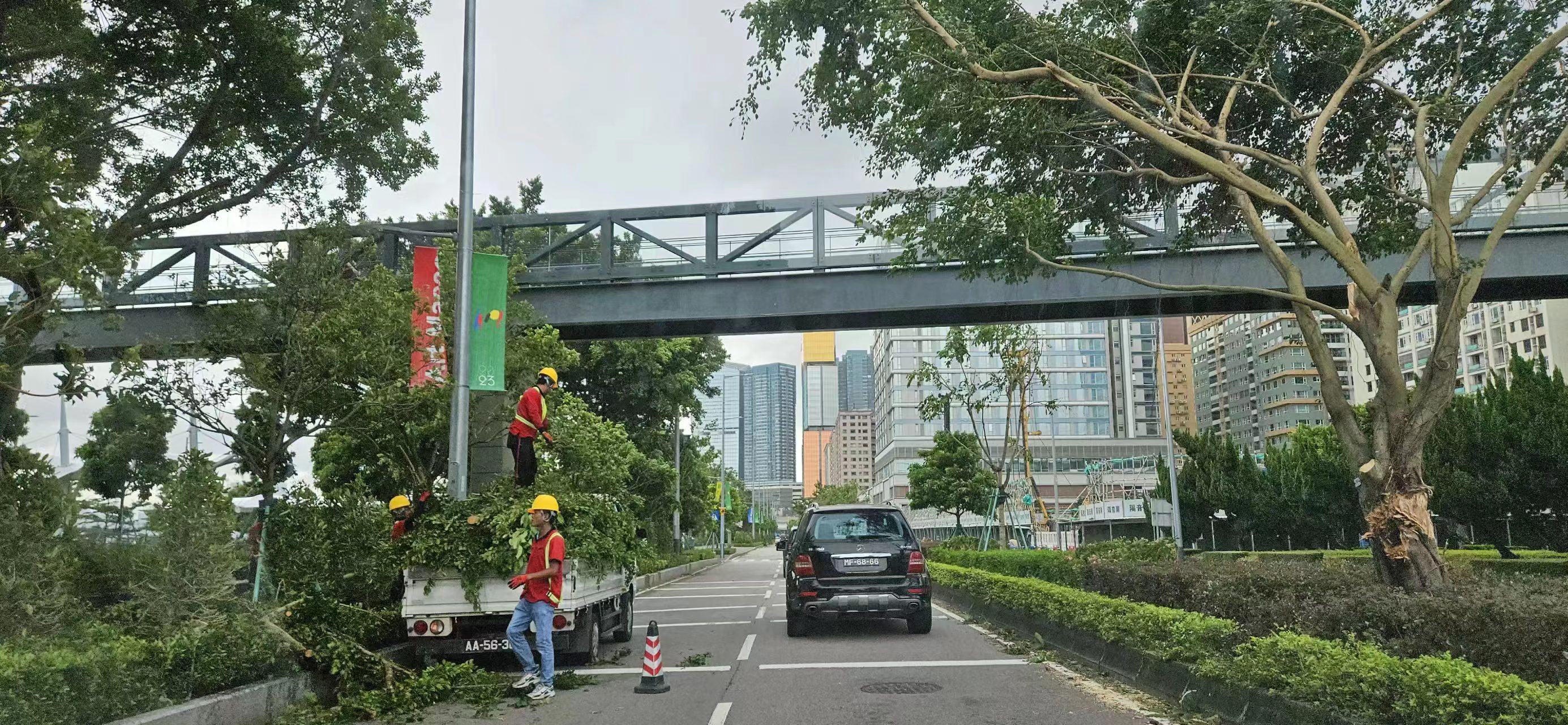
清潔人員在「蘇拉」吹襲後加緊清理市面

  - 超強颱風蘇拉於澳門近距離掠過，氣象局一度於當天午夜至清晨發出十號風球共五小時[580]。氣象局於上午6時改發八號東南風球[581]，隨後行政長官先後批示於上午8時起賭場重新運作及上午9時起重開連接珠海和澳門的三個出入境邊檢站[582][583]。
  - “蘇拉”掠過澳門期間加速離開及風力減弱，風暴潮與天文大潮錯峰，水浸相對輕微。在即時預防狀態期間，民防行動中心共錄得188宗事故報告，主要涉及處理有墮下風險物件118宗、倒塌物55宗。期間有6人受傷，其中一人骨折，傷勢嚴重。另外一人手指夾傷，傷勢為中度。其餘4人輕傷。民防中心一度啟動“颱風期間風暴潮低窪地區疏散撤離計劃”，17間避險中心及4個緊急疏散停留點臨時開放，合共接收247人次入住[584]。
  - 颱風期間，公共交通停運，連接珠海和澳門的出入境邊檢站一度關閉，部分旅客被安排到關閘邊檢大樓旁的工人球場體育館內的臨時避險中心過夜。政府汲取上次7月中旬“颱風泰利”襲澳期間關閘入境大堂旁的士站大排長龍的教訓，在9月1日下午2時發出八號西北風球後，特別安排輪候的士的居民和旅客前往工人球場體育館內的臨時避險中心取籌候車，並派發食物和提供座位輪候，直至八號風球取消後結束有關措施[585]。
  - 受暑假旅遊檔期帶動下，澳門輕軌氹仔線8月日均載客量再創新高達到約9,150人次，即單月錄得約28萬人次搭乘，為開通收費三年多以來的新高[586]。
- 9月3日
  - 受颱風蘇拉影響，非高等學校延至9月4日開學，教育及青年發展局局長龔志明一行人員於當天視察多所高等院校及非高等教育學校，實地瞭解學校在颱風過後的校園情況及開學預備工作[587]。
  - “蘇拉”襲澳後政府多個部門對多個受損設施進行清理和維修工作，其中市政署轄下的公園及休憩設施等有超過八成採取全面或局部開放[588]。
- 9月4日
  - 受颱風蘇拉影響，超過九成非高等教育學校當天才正式開學，政府跨部門做好校園鄰近的交通措施、調整巴士班次及重開三個陸路出入境口岸的學生專道[589]。
  - 特區政府根據經第3 / 2016號法律修改的第7/2003號法律《對外貿易法》第五條第一款（五）項規定，透過第146/2023號行政長官批示，禁止進口不可降解一次性塑膠餐碟、杯及一次性發泡膠食品托盤，有關行政長官批示將於2024年1月1日起生效[590]。
- 9月5日：繼8月30日一輛私家車於亞馬喇前地一帶瘋狂駕駛的通報惹社會爭議後，網上流傳片段9月3日一部治安警警車懷疑沒留意交通燈號於河邊新街撞向一部電單車，導致電單車司機受輕傷，而治安警在事故通報中將肇事車輛稱為「私家車」，於案發13小時後才「如實交代」。治安警承認通報有不足及有改善空間，將避免同類事件再發生[591]。
- 9月6日
  - 保安司公佈2023年上半年罪案統計，其中與博彩相關的案件總數相較2022年有所增加，但仍處於疫情前2019年同期涉博彩罪案總數的半數以下；電信網絡詐騙案的數量一直呈上升趨勢，這種變化在其他一些國家和地區也同樣出現，反映出公眾生活方式的改變，對網絡的依賴性日漸增強，導致一些傳統接觸型犯罪加速向電信網絡犯罪轉化。俗稱「換錢黨」的非法兌換活動大幅增加，所涉及的犯罪以詐騙為主，另計劃將「換錢黨」活動刑事化，又或考慮大額罰款[592]。
  - 近日兩宗交通意外（葡京門前炮彈飛車、警車涉衝紅燈撞倒鐵馬）引起社會關注，也暴露治安警通報傳媒的機制出現問題。保安司司長黃少澤指事件不可接受，而治安警察局局長吳錦華也不滿意，表示將通報傳媒機制，包括及時提供信息，加強客觀描述信息來源並盡可能完整表達信息[593]。
  - 離島醫療綜合體於12月起分階段投入運作，首階段先開展急診，屆時將取代仁伯爵綜合醫院設於科大醫院的急診，以及提供專科門診、配備先進的腫瘤治療設備，提供腫瘤綜合治療、健康管理等。人員方面，計劃將於10月招聘200名名醫療人員及行政人員[594]。
- 9月7日
  - 個人資料保護辦公室接獲投訴對數個主要外賣及配送服務平台的個人資料處理事務作初步協調和監管。目前工作基本完成，三個主要外賣平台的負責機構均被發現存在一些程序的合規問題，其中兩家負責機構並被處以警告的附加處罰。三家公司被罰款二萬至六萬元不等[595]。其中一家外賣平台 mFood 表示，會積極配合個人資料保護辦公室的合規工作，在本次調查過程中主動合作、認真審視、接納個資辦的指引和建議，及時履行通知義務，完善合規管理制度[596]。
  - 澳門工會聯合總會、聚賢同心協會、聖若瑟大學澳門社會發展觀察中心發佈“澳門配送車手職業狀況調查”。結果顯示，配送車手在訂單派單上處於被動、工作保護工具及工作保險等意外保障不足、現行生活經濟壓力較大等。研究人員建議規範平台系統、關注配送車手的精神健康，加強宣傳車手合法權益及關注食品配送過程的安全衛生[597]。
  - 南灣大馬路終審法院大樓建造上蓋工程進行開標，經開標程序後有22份標書被接納，一份有條件接納，造價為2.1億至2.5億元，整體工程預計2026年1月完工[598]。
  - 兩名澳門保安部隊高等學校受訓學員近日被網上流傳短片中作出不雅行為，該校表示高度關注事件，對相關學員作出嚴厲譴責，並已對其提起內部紀律程序，若證實事件屬實，將依法嚴肅處理，絕不姑息[599]。
  - 位於路環石排灣圓形地的苦路碑、苦難耶穌像及聖母像修復工作已完成，已按原位原佈局安放[600]。
  - 市政署接獲衛生部門通報，五名曾光顧官也街“誠昌飯店”進食了水蟹粥等食品後，懷疑集體胃腸炎不適，署方已安排人員到飯店調查，並勒令涉事場所停售相關食品，整頓生產流程[601]。
- 9月8日

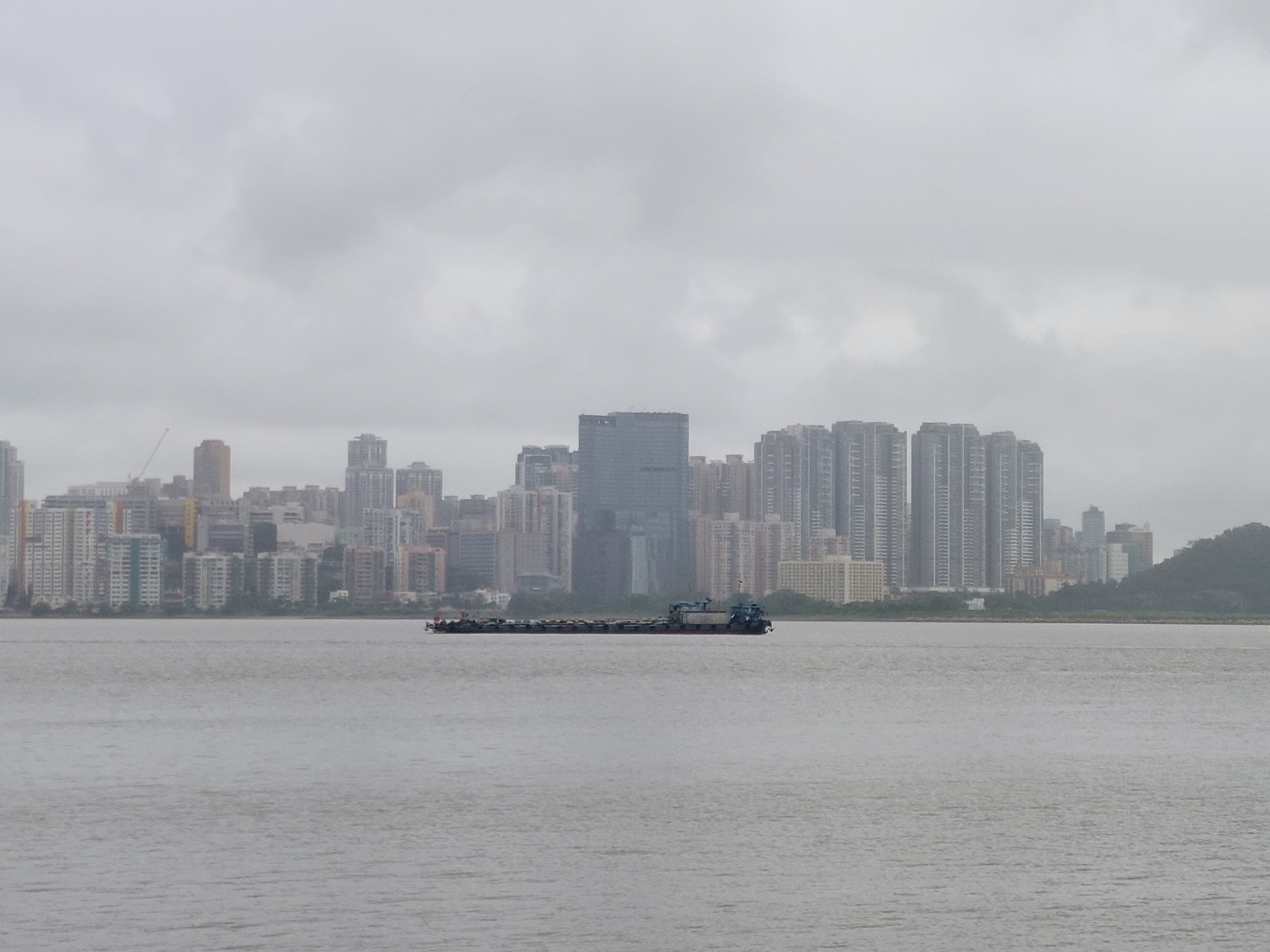
停泊在觀音蓮花苑對開海面的澳門國際煙花比賽匯演燃放躉船（2023年9月8日）

- - 受熱帶氣旋海葵殘餘低壓影響，珠江三角洲一帶城市暴雨連場，澳門方面兩度發出紅色暴雨警告信號，多處出現輕微水浸，路環發生兩宗山泥傾瀉，無人受傷；受暴雨影響，所有非高等教育階段全日停課，澳門國際煙花比賽匯演首場演出延期，氣象局預料9月9日及10日天氣繼續不穩定[602]。
  - 2021年10月，澳門爆發保安及裝修群組COVID-19聚集性疫情，兩名男子到關閘附近一間超市購物因不戴口罩，與店員發生口角，其後發生肢體衝突，兩人於2022年9月被初級法院裁定加重傷人等罪成，分別入獄三年及三年三個月，隨後上訴至中級法院扣減刑期至一年兩個月[603]。
- 9月9日
  - 友誼大橋氹仔往澳門方向於傍晚時分發生兩宗電單車與重型車輛碰撞的嚴重交通意外，共造成一死一傷。其中一宗車禍是一架重型電單車懷疑閃避不及另一部故障的重型電單車，再撞向右方行駛中的拖頭車身，涉事的62歲男性重型電單車司機重傷昏迷，送院搶救後證實不治。另一宗意外是一輛貨車沿友誼大橋左線往澳門方向行駛，因前方突然有電單車自炒，司機急忙扭軚閃避，卻撞上沿右線行駛的一輛電單車，33歲本地男性電單車司機受傷送院治理[604]。
  - 河邊新街與馬博士巷交界路口再度發生交通意外，一輛旅遊巴駛至河邊新街與馬博士巷交界處時，司機疑因左方視線被一輛大型巴士阻擋，故未有看清左方的交通燈燈號及左前方路口，因而衝紅燈，與從左方駛來一輛重型電單車相撞，導致電單車一名司機和一名乘客受傷送院，事件引起交通咨詢委員會委員關注[605]。
- 9月10日
  - 噴射飛航及金光飛航分別宣佈加價，其中經濟艙單程平日及周未日航分別各加價15元，夜航加價百分之一成一[606]。
  - 統計暨普查局資料顯示，博彩業全年總收入按年減少49.2%至462.0億元（澳門元，下同），其中幸運博彩收入（421.2億元）下跌51.5%[607]。
  - 澳門特別行政區檢察院助理檢察長江志涉貪被捕，被檢察院起訴，伙同一名關姓律師及蔡姓、吳姓兩名嫌犯組成犯罪集團，在多宗刑偵案件中收受賄賂作出干預司法公正的不法行為，涉嫌觸犯「受賄作不法行為」、「公務員袒護他人」、「濫用職權」、「違反司法保密」、「瀆職」等犯罪[608]。
- 9月11日
  - 澳門連續多日出現大雨天氣，多處道路包括三條往返澳門和氹仔的跨海大橋出現不同程度的坑洞，公共建設局表示主要原因是大量雨水導致路面及橋面瀝青損耗，局方及相關部門高度關注。跨部門巡查期間，已即時跟進坑洞情況及緊急修補，目前三條跨海大橋緊急修補已經處理完成[609]。
  - 位於橫琴粵澳深度合作區新建成的政務服務中心正式啟用，當中包括設立澳門服務專窗，服務內容包括商事登記、社保、不動產、公證等事項。同時，身份證明局政務自助服務機（澳證易）、財政局自助服務機也成為首批進駐中心的澳門政務自助服務設備；另設有澳門旅遊形象展示區介紹澳門旅遊和文化等特色[610]。
  - 因受暴雨天氣影響而延期舉行的澳門國際煙花比賽匯演正式上演，首兩場煙花分別由來自澳洲和瑞士的兩間煙花公司呈獻，煙花匯演期間更進行“火樹銀花嘉年華”及進行“花火大會”，澳門旅遊局冀透過煙花匯演及企業舉辦的支持活動，讓居民、旅客體驗澳門多元的“旅遊＋盛事”魅力[611]。
  - 一名香港街頭歌手馬賦馳在社交媒體發文，稱在澳門街頭演唱被拘留十三小時，他形容今次是最不人道的拘留。司警澄清並指控有關人士捏造事實，無中生有，利用社交媒體及網絡媒體進行誣衊，該局即時立案以追究其可能存有的刑事責任[612]。
  - 保安司司長辦公室網站「警鐘長鳴」欄目最新公布，三名澳門保安部隊高等學校學員涉嫌拍攝和進行「不雅行為」，相關影片上傳至社交平台後引起保安高校震怒，隨後該三人在「個人表現」單元課成績不合格，已被開除；相關的紀律程序仍在跟進中[613]。
- 9月12日
  - 政府聯同美高梅中國推進媽閣塘片區活化計劃，範圍面積約3.5萬平方米，涉及十三幢建築物。計劃以建築保育、社區發展、文化推動為原則，深入發掘媽閣塘社區歷史故事，打造具本地文化特色且可持續發展的全新城市公共界面及海事歷史工廠片區[614]。
  - 政府另外計劃打造及活化六個歷史片區，包括澳門半島的福隆新街、內港23及25號碼頭、新馬路及十月初五日街一帶、媽閣塘片區；氹仔益隆炮竹廠及路環荔枝碗村內的船廠片區[615]。
  - 有噴射船保育組織建議將退役後的世界首艘噴射船「水星」放置媽閣塘，美高梅中國控股有限公司董事長及執行董事何超瓊指技術上做不到，而且放置噴射船將破壞媽閣塘片區活化計劃。該計劃是要追溯、保育舊區歷史，且要引來藝術家、藝術產業投資方等使用活化而成的文創園區，園區內13座建築要展現一體性[616]。
- 9月13日
  - 中華人民共和國財政部和澳門特別行政區政府宣佈，中央政府將於9月20日在澳門發行50億元人民幣國債，澳門特區政府表示歡迎[617]。
  - 受連日暴雨天氣影響，澳門多處道路出現不同程度受損，市政署表示連場大雨天氣導致老化瀝青路的破損情況非常嚴重，雨中維修瀝青路面確實沒有較具成效的方法，他們主要目的是為「搶險」，先填補洞坑、解決路面不平問題，保障行車安全。由於是用冷瀝青，一般車流量不密下就較穩固，但若補完後有重型、大型車不斷輾壓與磨擦，很快會再破損[618]。
- 9月14日：首屆粵港澳大灣區發展工商大會於澳門開幕，以「大灣區、大戰略、大交流、大發展」為主題，邀海內外政商學界過千人參會，行政長官賀一誠出席並發表致辭[619]。
- 9月15日
  - 當天晚上，澳門受大雨天氣影響，氣象局一度發出紅色暴雨警告信號，全澳多處低窪地區及部分行車隧道出現水浸，有交通燈失靈，消防先後接獲2宗山泥倒塌事故[620]。
  - 由勞工事務局針對疫情而設的臨時支援措施《帶津培訓計劃》將會在年內結束[621]。
- 9月17日
  - 橫琴粵澳深度合作區成立兩周年[622]。深合區於勵駿龐都廣場舉辦“我們的新家園”群眾文藝匯演，以歌舞晚會形式向大眾展示深合區琴澳居民良好精神風貌，展現琴澳融合多元文化氛圍[623]。
  - 一名53歲男性外地僱員於路環石排灣公屋群居雅大廈巴士站位置外進行裝飾工作期間，疑不慎從四米高的工作梯墮下，送院期間沒有呼吸心跳，右手手腕擦傷，延至近深夜宣告不治。警方初步懷疑男外僱觸電墮下，確切起因待查。勞工局跟進事件[624]。
- 9月18日
  - 政府計劃年內開展新一期經濟房屋申請，涉及新城A區五個項目。開隊前夕，行政長官批示下調經屋申請收入上限和資產淨值上限，是繼2021年後再次下調。分析認為，由於收入下限不變，經屋與社屋銜接不變。但上限與資產淨值降低，或將部分原來符合資格的申請者排除在年內經屋開隊的資格範圍內，尤其沒有受疫情影響薪酬的人士[625]。
  - 行政長官於9月13日作出批示由當天起撤銷新型冠狀病毒感染應變協調中心[626]。
- 9月19日
  - 澳門公共服務一戶通新增登記及更改地址功能，暫涵蓋23個居民常用的公共部門，可隨時一次過或只挑選所需的去改，毋須再親往部門辦理。預約櫃台服務擴至28個部門、600項服務，更伸延至橫琴粵澳深度合作區[627]。
  - 澳門司警破獲一宗詐騙案，一名香港男子受僱香港詐騙集團，兩度來澳發送最少二千四個釣魚短訊，假冒某電訊公司稱積分到期，可以『一蚊』兌換禮品，誘騙登入連結並提供信用卡資料和驗證碼，兩名本地居民受騙，司警於該男子再度入境澳門期間被捕[628]。
- 9月20日
  - 友誼圓形地行車天橋B匝道進行公開招標，B匝道天橋起始於A區外環通道北端，沿P地段外圍連接東北大馬路西行線，為單向單車道且一側設有行人道，全長約750米[629]。
  - 新城A區共同管道及道路設計連建造工程工程造價介乎7億3千5百多萬澳門元至8億2千8百多萬澳門元，總工期由539工作天至542工作天。當中包括5個工程節點，共收到15份標書。工程預計2024年第一季動工[630]。
  - 多名車主反映車輛近日駛過西灣大橋後車身有一點點白色油漆，疑因大橋翻新工程油漆所致。公共建設局最終公開承認事件，歸責承建商的施工防護措施不足造成，已勒令對方停工整頓，並妥善跟進受影響個案，同時局方會按合同及相關法律對其科處罰款[631]。
  - 網上流傳一張疑似一名警員在駕駛警車期間玩手機的照片，引發熱論和公憤，治安警回應稱高度關注事件，已展開相關調查，必定嚴肅依法處理[632]。
- 9月21日

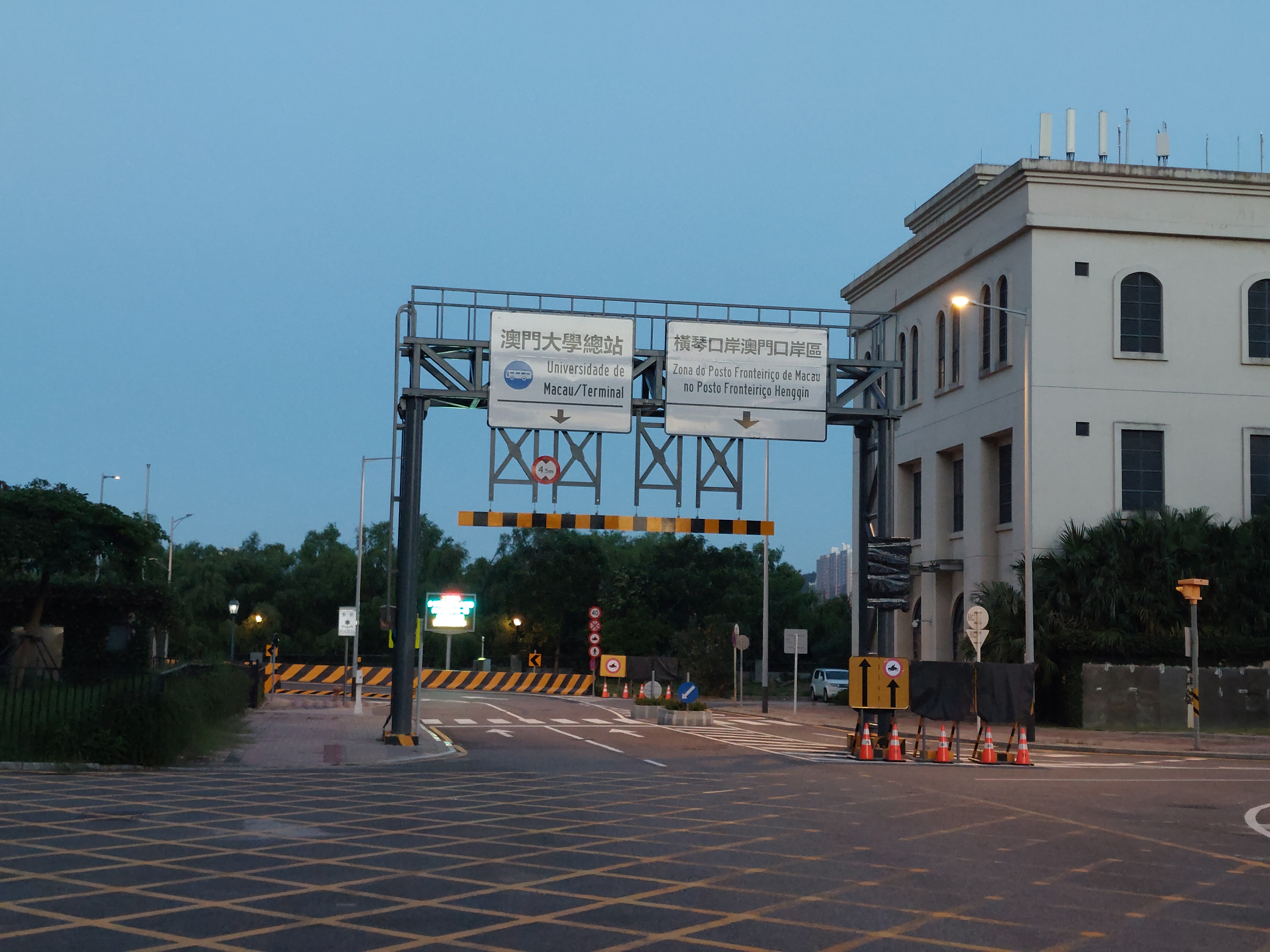
澳門大學連接橫琴口岸通道橋澳門大學校區入口

  - 經琴澳兩地相關部門協商一致，橫琴口岸二期客貨車聯合一站式查驗的部分車道，定於2023年9月26日15時開通試運行。同時，蓮花大橋全線恢復通車。此外，澳門大學連接橫琴口岸通道橋車道同步開通啟用，該通道橋人行道則受舊交通平台整改工程影響暫未能同步啟用[633]。，新車道實施「合作查驗、一次放行」創新查驗模式，可實現出入境車輛「一次排隊，一次放行」[634]。
  - 社會文化司公佈「內港23號及25號碼頭活化計劃、大炮台及周邊空間利用計劃」詳情，由新濠博亞(澳門)股份有限公司以「保育-活化-共生」為主題設計，以內港23號及25號碼頭為關鍵節點，帶動人流走進舊區探索，往東串接白鴿巢、大三巴的世遺核心區及內港舊區、往南引流至新馬路、福隆新街及下環媽閣一帶[635]。
- 9月22日
  - 澳門特別行政區行政會完成討論《政府長者公寓的使用及管理規章》行政法規草案，其中首座項目東北大馬路長者公寓計劃於同年11月6日起接受申請，每一單位使用人數上限為兩人。申請人須年滿65歲且具居家生活自理能力的澳門特區永久性居民。年滿60歲但未滿65歲的澳門居民，且為申請人的配偶、親屬或朋友，可申請共用同一單位[636]。
  - 《輕型出租汽車客運准照的公開競投程序》行政法規草案於行政會完成討論，訂定交通事務局長為的士准照公開競投的判給實體，交通事務局負責公開競投程序。局長林衍新指新一期八年期黑的數量計劃由300部增至500部，並爭取於極短期內開投[637]。
  - 行政會完成討論《離島醫療綜合體北京協和醫院澳門醫學中心章程》行政法規草案。法規規定，社會文化司司長為醫學中心監督實體，具權限批准醫學中心營運管理方面的重大事項，包括人事管理、行政財政、立規和制章。醫學中心的機關包括策略發展委員會、管理層、監事會以及財務委員會[638]。
- 9月23日
  - 第19屆亞洲運動會於浙江省杭州市陸重揭幕，中國澳門代表團總人數273人，其中運動員183人，參加亞運21個競賽大項[639][640]。行政長官賀一誠應邀率領澳門特區政府代表團於9月22日至9月25日出席開幕式及相關活動[641]。
  - 澳門司警偵破“名人推介”殺豬盤投資詐騙案件，受害人達28人，7名男子於澳門被捕，包括五名保險經紀，懷疑有人幫詐騙團伙以本澳保單開多個銀行賬戶收取騙款。事主透過社交媒體投資廣告，被拉入投資貼士群組，起初贏錢並能提現，隨後加碼“抽新股”後無法取回本金才知被騙[642]。
- 9月24日
  - 澳門文化局表示，為推進澳門新中央圖書館的各項規劃及建設工作，根據圖書館的建築設計方案，位於原愛都酒店外立面的馬賽克壁畫，日後將會移至室內作更好的保護和展示，當時對壁畫現況進行詳細的檢查評估，以編制完善的壁畫修復及移置方案[643]。
  - 橫琴「澳門新街坊」工程進入驗收關鍵階段，待橫琴相關部門完成報批及註冊等確權流程後，便可開展現樓銷售工作[644]。
  - 高中畢業學歷程度的綜合能力評估開考的筆試開考，共17,264名准考人應考，出席的准考人共有12,677人，出席率為73%[645]。
- 9月25日
  - “過數易”快速支付系統推出第二期跨行轉帳服務。升級服務包括提升轉帳限額、增加本地港元小額跨行轉帳，以及支援跨行自動繳費和電子錢包充值等，以回應市民和商戶對跨行轉帳服務的需求，提高資金周轉效率[646]。
  - 在杭州舉行的2022年亞洲運動會武術比賽中，澳門武術運動員李禕為澳門亞運代表團奪得首面金牌[647]。行政長官賀一誠向其發送賀函[648]。賀一誠到場觀賞賽事，為運動員打氣並讚揚參賽運動員表現出色[649]。
  - 慕拉士社屋地盤發生工業意外，一名男外僱工作期間由三樓墮至一樓受傷，由接報消防救護車送院治理，勞工局對事故表示高度關注，意外原因有待進一步調查[650]。
  - 一名前民署職員涉嫌蠱惑判給再下判食差價，上訴至中級法院被駁回兼維持原判[651]。
- 9月26日
  - 一輛“澳車北上”單牌私家車於9月25日晚上在拱北隧道西行方向被一輛有拖車疑因追尾相撞，私家車隨後起火，車上兩名居民中一名10歲男童送院搶救後證實不治，而59歲的父親受傷送院留醫。事件最先透過肇事車輛事主朋友曾於9月26日致電澳門電台中文頻道節目《澳門講場》講述發生經過，隨後保安司司長辦公室經向珠海查詢證實[652]。另外，《澳門日報》在9月26日當天報紙上報道“無人傷亡”引發社會爭議[653]。

- - 橫琴口岸二期客貨車聯合一站式部分車道開放試運[654]。二期交通平台及澳門大學連接橫琴口岸通道橋（當中行人專道未啟用）同日起同步開放，口岸的隨車驗放廳仍在升級測試未能同步開放，而原先的一期範圍則開展改善工程；蓮花大橋也恢復全線通車[655][656]。
  - 位於氹仔市中心的兩幅原規劃車胎公園的相關土地（BT8、BT9a）截標，其中「BT8」地段沒收到任何標書，「BT9a」地段收到一份標書[657]。
  - 配合輕軌東線北段的灘塗整治區域施工，鄰近友誼橋大馬路海旁的休憩區進行圍封[658]。
  - 衛生局接獲首宗猴痘病例通報，患者為29歲男性本地居民，潛伏期內在澳門曾有高風險性行為，也曾到過香港和珠海，聲稱在當地（香港、珠海）及出現症狀後均沒有高風險性行為。患者的其他情況仍在調查中，包括密切接觸者追蹤和溯源[659]。
- 9月27日
  - 《澳門特別行政區公報》於2023年9月18日刊登第151/2023號行政長官批示，公佈最新經屋申請之每月收入上下限及資產淨值上限，並於同月27日刊登開展2023年經濟房屋申請公告。申請期為期3個月，可供申請購買的經屋將建於新城A區的B5、B7、B8、B11及B12共5個地段，合共5,415個單位，包括1,657個一房廳、3,216個兩房廳及542個三房廳單位[660]。同日起下調經濟房屋申請之每月收入上限及資產淨值上限[661]。
  - 氹仔“BT8”地段及“BT9a”地段兩幅國有土地的判給公開開標。其中BT8地段因沒收到任何標書因而流標，“BT9a”地段由得寶國際—旭陞投資合作經營中標，其出價為893,666,000澳門元[662]。
  - 政府跨部門聯同澳娛綜合公佈“新馬路片區活化計劃”詳情，將以新馬路為主軸，拓展和整合周邊街道和廣場空間，計劃包括活化及保育14號及16號碼頭、「澳門皇宮」，同時重整金碧文娛中心，其中，活化後的「澳門皇宮」將停泊於重整後的14號碼頭，引入潮流產品到金碧文娛中心[663]。
  - 由勞工事務局主辦，澳門中華新青年協會承辦，澳門中華學生聯合總會及澳門青年發展服務中心參與支持的“青年就業博覽會2023”於銀河國際會議中心2樓演講廳舉行[664]。
  - 粵港澳三地警方進行聯合警務行動—“雷霆2023”結束，澳門跨部門執法單位於2023年6月12日至9月21日期間聯合執行，期間相關行動共2094次，累計巡查共4916場次。整個行動中，澳門海關、治安警察局、司法警察局共動用警力23175人次，共調查86005人次，須被帶返警局作進一步調查有 4815人次，涉及案件930宗[665]。
- 9月28日
  - 政府跨部門聯同銀河娛樂集團聯合公布“荔枝碗船廠片區活化計劃”詳情，提升荔枝碗村內片區的整體形象和吸引力，保留歷史和文化的記憶，計劃設置文化藝術、歷史展示及表演空間等，打造以造船工業為主題的特色休閒活動園區。同時，荔枝碗船廠片區將串聯路環舊市區及周邊的旅遊景點，為旅遊發展提供重要的文化資源，推動特色文化旅遊及舊區經濟發展[666]。
  - 新橋區水浸渠道優化計劃最後一期工程宣佈完工，於9月29日下午4時恢復通車[667]。
  - 特區政府公佈「優化」“澳車北上”措施，包括「優化」預約系統效能，包括每車每月最多預約3次、預約使用後才可再約等，新規定於10月1日起正式試行，預約名額維持每日2,000個。而後續將有第二階段的優化措施，有關措施各部門仍商討中，具體實施辦法及日期將於稍後適時向社會公佈[668]。
  - 由澳門文化局與新濠博亞娛樂聯合舉辦的「月光下的大炮台──中秋特別開放計劃」在大炮台舉行開幕式，現場設音樂和燈光秀等，讓居民旅客共度佳節假期，人月兩團圓。活動於9月29日至10月1日期間舉行，大炮台花園及澳門博物館將延長開放時間至晚上11時，活動包括音樂表演、燈光秀、中秋主題燈飾裝置拍照區及特色餐飲小食。中秋當晚更有中秋猜燈謎、攤位遊戲、燈籠及剪紙手作坊[669]。
- 9月29日
  - 政府跨部門公布“益隆炮竹廠及周邊區域優化利用計劃，永福圍、草堆街及周邊區域活化計劃”，並聯同金沙中國推動兩項活化計劃。其中益隆炮竹廠於2022年完成了第一階段的活化工程，後續將分階段開展其他修復及活化工作，同時串聯龍環葡韻戶外空間，透過設置特色攤位、美食及手工藝展銷、表演等元素，與氹仔舊城區產生協同效應。至於永福圍一帶計劃透過合作，利用永福圍及草堆街的地理位置優勢，注入不同的藝文元素，豐富城市文化氛圍[670]。

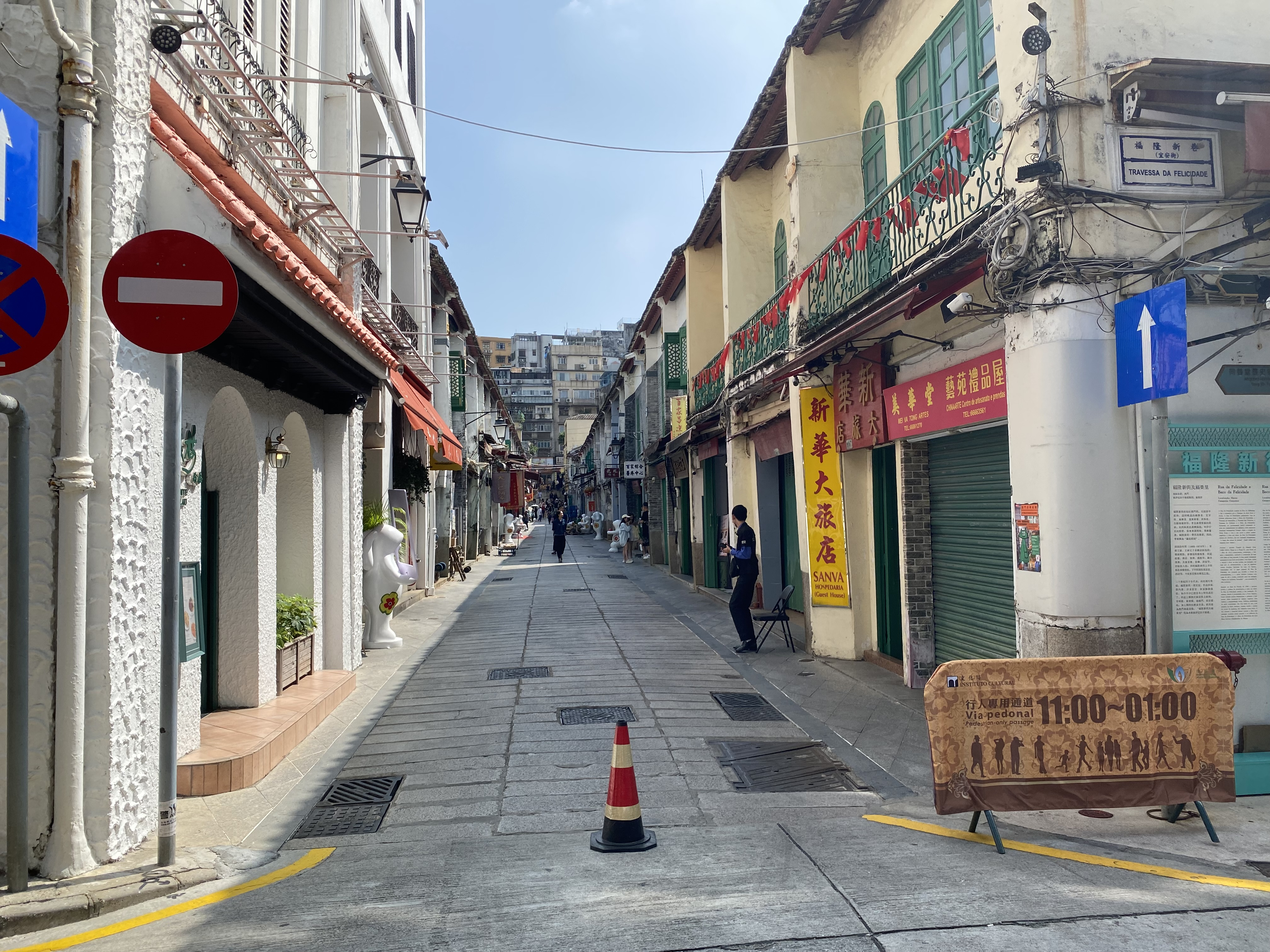
福隆新街步行區

- - 「福隆新街步行區活化計劃」正式試行[671]。試行階段將設有藝術裝置、日間文創市集、藝術文化活動、互動打卡遊戲、夜市體驗等活動[672]。啟動儀式於當天傍晚在福隆新街步行區舉行[673]。
  - 特區政府公佈將舉行連串活動慶祝中華人民共和國國慶74周年，包括舉行隆重升旗儀式及大型酒會，還有國慶歡樂跑、文藝晚會、澳門國際煙花比賽匯演等連串慶祝活動[674]。
  - 港澳警方聯合偵破JPEX案，其中澳門司警拘捕兩名29歲屬於該犯罪集團骨幹成員的香港男子，當中一人當時在逃，並接獲三名本地男子舉報共損失超過144萬港元。二人涉嫌透過在澳門賭場開設賬戶，轉移詐騙所得的不法資金來澳。澳門警方凍結及扣押超過1,400萬多港元現金和籌碼[675]。
  - 9月25日晚，一輛「澳車北上」單牌私家車在拱北隧道西行方向被一輛有拖車疑因追尾相撞，導致兩名澳門居民一死一傷。保安司司長黃少澤回應時表示，將盡快與珠海市建立涉澳門居民嚴重意外的通報機制[676]。
  - 近百個本地藝團、藝術工作者向文化發展基金發出「公開信」，要求解釋作品“不當成分”的含義並作出澄清[677]。
  - 第19屆亞洲運動會游泳項目收官。澳門蛙王周文顥出戰男子50米蛙泳決賽，以27秒76完成比賽名列第5，打破由他本人保持的澳門紀錄[678]。
- 9月30日
  - 截至當天24時，各口岸共錄得超過60萬人次出入境，當中入境旅客達15.86萬人次，關閘、橫琴及港珠澳大橋口岸佔前三位。大三巴牌坊一帶於下午實施為時約4小時的人潮管制[679]。
  - 受港澳車北上因素影響下，港珠澳大橋珠海公路口岸出現離境過關車輛長龍情況流、客流均十分踴躍。截至當晚7時許，通關車流已近一萬輛次，北上的港、澳單牌車佔半數以上。交通事務局網站公佈，留意到港珠澳大橋珠海公路口岸入境車輛較多，部分已預約“澳車北上”的車輛，在出境澳門後未有前往內地並返回澳門。由於有關車輛已使用通關配額出境澳門，故上述折返車輛不視作通關失約[680]。

### 10月
- 10月1日
  - 中華人民共和國成立74周年，特區政府舉行升旗儀式和慶祝酒會。升旗儀式於當天上午8時在金蓮花廣場舉行[681]。
  - 在慶祝酒會上，行政長官賀一誠致辭時表示，祖國是澳門的最強大後盾，是澳門應對各種困難和挑戰的最大信心和底氣，澳門特區的繁榮穩定和各項事業取得進步，離不開中央長期以來的大力支持。澳門特區政府將團結帶領社會各界，堅定信心、攻堅克難、堅定不移地朝着民族復興的宏偉目標奮勇前進，不辜負中央的關懷和厚望，努力以優異的成績獻禮2024年的澳門回歸25周年[682]。
  - 行政長官賀一誠表示，“澳車北上”政策於繁忙時段放寬方面，而與廣東省政府商討研究分時段的做法，但暫未得到對方認可。至於開放橫琴口岸允“澳車北上”，他稱橫琴正商討分線管理，橫琴將二線封關，屆時橫琴往珠海灣仔將需要過關及檢查貨物，通關容量亦有限，故不適宜澳車經橫琴北上[683]。另外，凍薪三年的公務員將會於2024年1月1日起加薪，多項惠民措施包括現金分享計劃等繼續維持[684]。
  - 澳廣視澳視澳門台正式落地廣東省。
  - 中華人民共和國國慶日當天，大批中國大陸旅客來澳旅遊，其中大三巴牌坊和氹仔官也街一帶一度實施人流管制措施[685]。
- 10月2日：治安警察局公佈，9月29日至10月1日期間共檢控的士違規11宗，包括4宗拒載、1宗議價、2宗沒有啟動計費載客或完成行程沒有停止計費及4宗電召的士違反合同規定接客；另外，因對待乘客不禮貌而轉介交通事務局跟進個案有兩宗。此外，檢控4宗白牌車。出入境方面，總出入境人次共約1,709,100人次，與2022年同期對比增加近八成，當中青茂口岸及港珠澳大橋澳門邊檢大樓的總出入境人次較2022年同期倍升1倍及7倍[686]。
- 10月3日
  - 國慶黃金周踏入第四日，全日有超過12萬旅客來澳，熱門旅遊區人潮不斷。大三巴牌坊一帶於中午起實施人潮管制措施直至傍晚結束，全澳出入境總人次超過61萬，關閘比例佔超過4成，其次為港珠澳大橋澳門邊檢大樓及橫琴口岸[687]。
  - 位於西北大平洋的颱風小犬預計在10月4日晚間進入澳門800公里範圍，同時預計一股東北季風於當天日間抵達華南，導致強度度變化及路徑存有不確定性，當局預計該周後期天氣轉壞[688]。
- 10月4日
  - 澳門飲食業聯合商會會長陳澤武表示，受「澳車北上」、澳人北上消費及消費力下降影響，民生區有部份飲食業經營狀況未如理想，他認為除了政府扶持，經營者都要檢視產品及服務。他又指即使有旅客補充，部份業界的生意流失都未能補充，亦只有個別「網紅店」受惠，整區的經濟未有被帶動[689]。
  - 黑沙環發利工業大廈一間製造廠發生工業意外，一名中國大陸籍男性外地僱員工作期間左手臂捲入壓麵機內，手臂骨折由消防救出送院急救，勞工事務局派員到場了解，又對傷者致以慰問，將協助傷者跟進工傷賠償事宜[690]。
  - 國慶黃金周踏入第六天，香港旅客退場但大批中國大陸旅客繼續入境澳門旅遊，大三巴牌坊一帶繼續實施人潮管制，而全日各口岸出入境總人次超過58萬，當中出入境旅客總人次佔超過22萬[691]。
- 10月5日
  - 颱風小犬進入澳門800公里範圍，氣象局於上午5時發出一號風球，當時預計10月7日改發三號風球機會為中等，由於路徑及強度變化仍存較大不確定性，加上一股東北季風影響，預計10月8日後早上最低氣溫降至20度左右[692]。
  - 2022年亞洲運動會中國澳門代表團再度奪得獎牌，男子運動員郭建恆在男子空手道個人型決賽中取得一面銀牌[693]。
  - 特區公報刊登行政長官批示，核准《現代金融產業優秀人才計劃》及《現代金融產業高級專業人才計劃》，以及相關計劃的計分表[694]。
  - 治安警察局公佈國慶中秋假期9月29日至10月4日全澳錄得總出入境約353萬人次，按年升77%，平均每日總出入境約58.9萬人次。另外檢控15宗的士違規，包括10宗拒載、3宗議價及2宗沒啟動計費載客或完成行程沒有停止計費；共14宗個案轉介交通事務局跟進，當中包括6宗電召的士違反合同規定接客、8宗對待乘客不禮貌，另檢控8宗白牌車[695]。
- 10月6日
  - 熱帶氣旋小犬於晚上增強為強颱風，氣象局於翌日凌晨2時改發三號風球，不排除小犬在澳門150公里範圍內掠過，當時預計10月8日凌晨至上午發出八號風球機會較低至中等[696]。因應“小犬”即將影響澳門，澳門國際煙花比賽匯演第二度受惡劣天氣影響宣佈延期舉行[697]。
  - 第三十五屆澳門國際音樂節揭幕，以“悅逢盛典，樂聚此刻”為主題，呈獻16套優質節目和14項延伸活動[698]。
  - 治安警察局於9月25日至10月1日在全澳各區開展監察及打擊行人違規行動，共檢控159宗行人違規個案。當中巴波沙大馬路為行人亂過馬路的黑點，違規個案在該年直至9月累計479宗[699]。社會有聲音指宜透過修改《道路交通法》中胡亂橫過馬路等的刑罰如調升罰款金額，冀能有效減少上述亂象，另建議在出入境口岸或旅遊景點加強宣傳教育效果[700]。
  - 中秋國慶八日超級黃金周結束，治安警公佈由9月29日至10月6日全澳共錄得460多萬人次出入境，當中旅客總出入境超過186.3萬，依次排序為關閘、大橋澳門口岸及橫琴口岸[701]。
  - 《澳門日報》專題報道巴士車長壓力等相關問題，文中提到輕軌系統不完善，加上的士服務供不應求，使巴士成為澳門最重要的公共交通工具；有現職車長反映，每日工作不少於八小時，每轉巴士間的休息時間不足，面對各方面的壓力增大，期望當局及巴士公司能保障巴士司機有合理的休息時間[702]。
- 10月7日：治安警公布9月29日至10月6日一連八日中國大陸黃金周假期期間，共錄得超過460.8萬人次出入境（日均約57.6萬人次），與去年同期對比上升72.0%，與2019年同期對比上升3.0%。10月2日單日出入境量為最高，有63.1萬人次，較去年同期最高的36.2萬人，上升74.2%。出入境人數最多口岸排名依次為關閘、青茂口岸、大橋澳門口岸及橫琴口岸；八天共錄得入境旅客約93.1萬人次，較2019年同期對比下降11.3%，當中中國大陸旅客佔7成[703]。
- 10月8日
  - 受颱風小犬影響，氣象局於當天下午4時30分發出八號東北風球，民防行動中心宣佈由發出八號風球起進入即時預防狀態[704]。氣象局同時發出藍色風暴潮警告，預計低窪地區出現輕微水浸，又指出如「小犬」採取更偏北的路徑正面吹襲澳門，將有需要發出更高風球及風暴潮警告；在發出八號風球前後，多個巴士站出現候車人龍，澳門國際機場24小時內有86個離澳或抵澳航班取消[705]。因澳門大學連接橫琴口岸通道橋開通，橫琴口岸首次在八號風球生效期間維持正常通關運作[706]。
  - 特首賀一誠在民防行動中心主持工作會議，聽取應對熱帶氣旋“小犬”的民防工作匯報，並指示民防架構全體成員同心協力，時刻警覺，按既定的預案和措施做好各項防風防水浸工作，守護和確保居民的生命及財產安全[707]。
  - 2022年亞洲運動會於杭州市閉幕，澳門代表團在武術和空手道項目奪得1金3銀2銅共6枚獎牌，澳門特區行政長官賀一誠向代表團發送賀函，祝賀他們取得歷屆亞運會最好成績，並讚揚他們展現了中華體育精神。中聯辦亦向代表團致發賀電[708]。
- 10月9日
  - 嘉樂庇總督大橋開展為期半年的下部結構維修工程，是自大橋啟用以來第五次大規模維修，工程期間須於大橋的行人路上安放平衡秤配重結構，用作起吊工作平台施工之用。為確保施工安全，期間須臨時封閉大橋兩側行人路，禁止途人通行[709]。作為澳門及氹仔唯一一條允許行人通過的大橋，外型更作為澳門特別行政區區旗區徽的元素之一[710]。
  - 受颱風小犬影響，氣象局自10月8日下午4時30分發出八號風球時長17.5小時，到上午10時正式改發三號風球，公共交通服務陸續恢復，各區主要巴士站出現人龍情況；全澳非高等教育及特殊教育學校全日停課，海陸空交通受到不同程度的影響，到中午後才陸續恢復[711]。
  - 八號風球生效期間，警察總局民防行動中心共錄得13宗事故報告，2人在風暴期間受傷，另接獲31宗查詢，澳門“即時預防狀態”於當天上午10時終止；治安警察局共截查6宗的士違規及檢控7宗白牌車個案[712]。當日上午8時許，路環石排灣近聯生圓形地巴士總站發生山泥傾瀉，波及停泊該處的數輛私家車，有市政署人員目睹經過並報警，事件中無人受傷[713]。珠澳口岸於八號風球生效下維持正常通關，關閘有大批旅客等候的士，治安警察局安排旅客到關閘工人球場的室內場館等候[714]。
- 10月10日
  - 一名涉及當年8月於外港客運碼頭禁區內發生的大金額盜竊案一名本地疑犯在湖北省落網，為案中主腦之一，廣東公安將該主腦移交澳門警方，以深入調查案件，澳門警方指不排除仍有其他人涉案，追查其餘贓款下落，仍在調查疑犯與事主是否有任何關係[715]。
  - 衛生局表示，居民感染流感的情況當時屬於「高水平」，但與四月相比又達「最嚴重」，而急診求診數字於過去一周出現緩和的跡象[716]。
  - 澳門銀行公會因疫情推出的“還息但暫停還本”計劃決定延長一年至2024年12月31日。該會認為，通過再次延長“還息但暫停還本”措施期限，有利協助客戶度過困難時期[717]。
- 10月11日
  - 一名現役女治安警出入境管制廳警員聯同一名女公員涉嫌串謀多次趁友人不在家入屋盜竊，盜去金飾、海味及現金等財物，總值至少60萬元被澳門司警拘捕。治安警察局指將對涉案女警開展紀律程序跟進，並對其採取防範性停職措施[718]。
  - 位於新城A區的B6地段公共設施大樓建造工程建造完成，大樓樓高九層連三層地庫公共停車場[719]。A區連接澳門半島第三條行車天橋正式公開招標，項目全長750米，主線橋雙向雙線行車，匝道橋單向單線行車。最長設計連施工期為950天，在澳門半島一側分成四條匝道連接友誼大橋、友誼大馬路及外港客運碼頭[720]。
- 10月13日
  - 兩名分別20歲及22歲的學生收取電騙集團報酬，協助集團收取三名女長者合共34.5萬元騙款，又將騙款兌換並轉帳到指定銀行帳戶，其後被司警拘捕，警方正追查贓款及集團主腦下落[721]。
  - 福隆新街的步行區活化計劃引起爭議，支持單位為了懸掛燈飾在文物建築鑽孔並植入「拉爆螺絲」。文化局表初步的想法是保留，待有需要時再用，不會進行二次工程，但希望在影響最低的情況下，令到文物建築更有活力[722]。
- 10月14日
  - 助理檢察長江志涉嫌受賄瀆職案於中級法院開審，案中共4名被告包括商人夫婦蔡秀英、吳懷珠，律師關凱倫。其中江志被控「發起或創立犯罪集團」、「受賄作不法行為」、「公務員袒護他人」、「濫用職權」、「違反司法保密」、「瀆職」等犯罪，合共89項罪名，江志自辯時否認全部控罪。控訴書指江志聯同3名被告由2010年起告組成專門替刑事偵查案件的受查人士「拆案」的犯罪集團，江志利用職務之便查詢其承辦或非承辦的案件，忽略文書證據，干預和操控訴訟程序和刑事偵查結果，把案件歸檔，協助受查人士脫罪。涉及的案件包括詐騙案、假結婚、清洗黑錢、不法賭博，從而收取受查人士利益，另外涉及來歷不明的1,400萬資產[723]。
  - 澳門特別行政區行政會完成討論《修改第5/2020號法律〈僱員的最低工資〉》法律草案，建議將最低工資調升至34澳門元[724]。《消費者委員會的組織及運作》行政法規草案及《消費者諮詢委員會》行政法規草案亦完成討論，建議將消委會重組架構及人員編制，並因應諮詢職能設立消費者諮詢委員會[725]。
  - 《澳門特別行政區經濟適度多元發展規劃（2024-2028年）》公開諮詢總結報告公布。政府指意見普遍支持諮詢文本內容，當局會納入一些較普遍且有社會共識的意見和建議，如新增「實事求是、務實有為」為基本原則[726]。
- 10月15日
  - 廉政專員陳子勁證實，澳門廉政公署已立案跟進黑沙水庫觀音像項目關投訴，有結果會向社會再交代。至於助理檢察長江志涉嫌瀆職受賄干預司法案方面，陳子勁指不便評論[727]。
  - 「第一屆中國—葡語國家經貿博覽會（澳門）」、「第二十八屆澳門國際貿易投資展覽會」及「澳門國際品牌連鎖加盟展2023」於10月19日至22日同步舉行[728]。
- 10月16日
  - 政府公布「核准政府長者公寓的住宿單位使用費表」，每月租金為5,410元至6,680元，獲批首階段推出的七百五十九個單位的長者，首三年可享八折租金及免交管理費優惠[729]。政府同時公布「政府長者公寓住宿單位的使用申請評分準則」，符合申請要件可得基本分，包括居於沒有升降設備的樓宇獨立單位等六個情況可獲加分；首階段首批推出的單位由同年11月6日起接受申請，次階段為恆常申請[730]。
  - 澳門特別行政區政府與北京協和醫院簽署《離島醫療綜合體北京協和醫院澳門醫學中心運營合作協議》，定位為公立醫療機構，計劃病床超過800張；醫院計劃於2023年12月20日起試開業[731]。
  - 修改《行政長官選舉法》法案獲澳門立法會全票一般性通過[732]。
  - 水坑尾街銀輝大廈於當晚9時許發生招牌倒塌事故，一名42歲本地女性在途經大廈停車場口時，被塌下的約兩米乘一米的招牌壓倒重傷，頸部和腳踝骨折，送往山頂醫院進行搶救[733]。
  - 一名73歲老翁涉嫌利用英文姓名的不同拼音，成功「分身」取得兩張居民身分證，多年來以雙重身分騙取政府雙重福利，包括現金分享、醫療券和電子消費卡等，合共超過15萬元，最終被身份證明局揭發經澳門司警跟進調查後將其拘捕，將被控告以偽造特別價值文件及相當巨額詐騙罪名移送檢察院偵辦[734]。
- 10月17日
  - 一名從事非法兌換外幣賺取差價的本地男性，聘用兩名中國大陸男性以『螞蟻搬家』方式，從中國大陸當地將折合為澳門元700萬的外幣帶到關閘一店鋪後，其中一名中國大陸男子涉嫌私下將該七百萬元取走，被司警拘捕[735]。
  - 衛生局公布由1月1日至9月30日控煙執法人員共巡查場所225402間次，平均每日巡查800多間次，共檢控2317宗違規個案，最多是違法吸煙、銷售不符合標籤規定的煙草製品及電子煙入境情況，並鎖定有112個違法吸煙黑點（如三角花園等），執法人員對上述黑點巡查共489次，發出控訴書101張。同時，執法人員已加強對遊戲機中心、網吧等場所的巡查[736]。
  - 澳門格蘭披治大賽車踏入70周年，澳門格蘭披治大賽車組織委員會宣布東望洋跑道歡樂跑於11月5日06:30開跑，並於該年10月22日09:00起開放接受報名[737]。
  - 2026年國際足協世界盃外圍賽_(亞洲區)次回合比賽於澳門運動場進行，澳門足球代表隊回到主場迎戰緬甸國家足球隊，經過雙方球員激烈比拼，處下風的澳門隊整場受壓，及後下半場艾美達食詐糊，錯失為澳門入球機會，最終以零比零賽和緬甸，惟澳門隊兩回合總分1-5不敵對手無緣晉級[738]。
- 10月18日
  - 第三届一带一路国际合作高峰论坛於北京市揭幕，行政長官賀一誠出席開幕式並聆聽中共中央總書記兼國家主席習近平發表的主旨演講；下午出席在北京國家會議中心舉行的數字經濟高級別論壇並發言。他強調，澳門致力推動數字經濟和實體經濟融合發展，提升新質生產力，增強發展新動能，在“一帶一路”建設中展現更大的作為，為新時代加快推進高水準對外開放、推動共建“一帶一路”高質量發展繼續貢獻澳門更大力量[739]。
  - 消防局公布2023年1至9月工作數據，總出勤總數為38,939宗，較去年同期下降百分之3.9，當中火警和特別服務有輕微上升外，其餘均有下降，對於樓宇及場地防火安全法律制度生效後，對於屢勸不改或情況嚴重個案，至該年9月提起33宗行政處罰程序，其中14宗已繳交罰款[740]。
  - 市政署為沙梨頭街市及雀仔園街市合共十五個攤位展開公開招標，包括：在沙梨頭街市熟食中心引入東南亞菜、日韓熟食、西式熟食等，亦在雀仔園街市引入環球雜貨、預包裝的環球海鮮及凍品、香料雜貨等[741]。
- 10月20日
  - 仁伯爵綜合醫院日前成功為一名柏金遜症患者開展澳門首例深部腦刺激手術，患者術後已康復，可自行活動進食[742]。
  - 「第一屆中國—葡語國家經貿博覽會（澳門）」（C-PLPEX）、「第二十八屆澳門國際貿易投資展覽會」（MIF）及「澳門國際品牌連鎖加盟展二○二三」（MFE）於澳門威尼斯人會議展覽中心盛大開幕。三展總面積增至37,000平方米，展位超過2,100個，參展商約1,200家，兩者均為歷年最大最高[743]。
- 10月21日
  - 全長7.7公里，連接關閘途經新城A區及新城E1區至氹仔碼頭的澳門輕軌東線工程舉行動工儀式，標誌著工程全面展開及全速推進[744]。
  - 七個公共停車場收費分別於11月1日及12月1日起實施加價，首先於11月實施的是青茂口岸公共停車場，其餘6個停車場位於中區、南灣湖及新口岸新填海區。交通事務局局長林衍新表示，絕大部份發言的交通諮詢委員會委員支持調升，認為升幅較為“温和”，希望可以增加流動性和泊車率[745]。
  - 中級法院審理周焯華案刑事犯罪上訴，當中首被告周焯華等三人維持原判，其餘部分人士分別獲減刑1年至2年半[746]。
  - 氹仔一間托兒所有一名四個月大女嬰接受托管期間，在午睡後被發現身體沒任何反應，送院搶救後證實不治。司警經法醫調查女童遺體後，未發現涉及刑事傷痕，司警正進一步調查以確定死因，案件暫列作屍體發現案。有關托兒所事後就事件發短信通知各位家長，對這起不幸事件深表痛心，向女嬰家長致以深切慰問，同時即時通報社會工作局，並展開後續支援工作，將全力配合當局調查工作[747]。
  - 二○二三／二○二四新司法年度開幕典禮舉行，行政長官賀一誠致辭時表示，特區政府必須以零容忍態度嚴懲司法腐敗，清除害群之馬，讓公正司法成為切實保障居民合法權利的堅強後盾[748]。適逢助理檢察長江志受賄案正在受審，檢察長葉迅生致辭時表示，案件對檢院仝人是一次警醒，檢院已對歸檔審查等內部運作機制進行全面審視和反思，冀堵塞漏洞，若有違法嚴懲[749]。三級法院在過去一個司法年度的受理案件增加，當中三大案件分別為李燦烽貪污案、周焯華案和陳榮鍊案，當中中院上訴案出現大幅增加，結業導致勞資糾紛也導致受理案件增加[750]。
  - 中葡論壇（澳門）成立二十周年高級別研討會暨中葡論壇（澳門）成立二十周年回顧展於中國與葡語國家商貿合作服務平台綜合體舉行，行政長官賀一誠等主要官員出席儀式，賀一誠致辭時表示，20年來，中葡論壇取得一系列新成果，澳門中葡服務平台作用與日俱增；澳門將繼續充分用好自身獨特優勢，進一步為中國、澳門與葡語國家的雙向交流合作搭建橋樑、構築平台、優化服務[751]。
  - “澳門之味巡禮——五都薈萃”於巴黎人花園開幕，活動期為10月19日至29日，活動再度匯聚成都、順德、澳門、揚州及淮安五個“創意城市美食之都”的餐飲業界，攜手展現“五都”的美食魅力與文化風采，提高旅遊城市的吸引力，拓展客源[752]。
- 10月21日
  - 澳門特別行政區政府總部相隔三年後再度舉行開放日，吸引不少市民和旅客到場參觀[753]。首日共錄得7,615人次參觀[754]。
  - 治安警察局表示，關閘出入境大堂各5條“虹膜自助通道”完成測試，系統進入正式使用階段，於通關時間內可進行虹膜自助登記及使用虹膜自助通關，人工登記時間更改為10:00至19:00[755]。
- 10月22日
  - 西灣大橋澳門一側橋口到媽閣廟一段的西灣湖景大馬路，因興建媽閣交通樞紐及澳門輕軌媽閣站，近十年來可謂掘路不斷、改道持續，沒完沒了。隨著公共建設局的西灣湖景大馬路道路及下水道優化工程完工在即，即將恢復全線通車，但由於前面的內港南雨水泵站及下水道工程正由媽閣到司打口全面鋪開，相信對該區現時極易擁擠的交通和令人鬱躁的道路環境，也不會有太大幫助和改善[756]。
  - 澳門特別行政區政府總部相隔三年後再度舉行開放日，兩天開放日累計總共有18678人次入場參觀，行政長官賀一誠於開放日第二天政府總部向到訪參觀的居民及遊客親切問好，並與他們交談和合影留念[757]。
- 10月23日：港珠澳大橋通車5周年，五年來經港珠澳大橋珠海公路口岸往來粵港澳三地的通關人流累計3,600萬人次、車流750萬輛次、進出口貨物總值超過7,000億元人民幣。大橋在三地居民的工作、生活及經貿往來中正發揮日益重要的通道與紐帶作用[758]。
- 10月24日
  - 沙梨頭街市美食廣場和雀仔園街市共15個攤檔將舉行公開競投，兩街市裝修工程預計在年內完成，預料2024年第一季投入營運。其中沙梨頭街市美食廣場定位為“環球美食”，將設有超過200個座位，分別有蒸煮食品、小炒、甜品、中國地方菜式、東南亞菜式、日韓熟食、西式食品等不同菜系和特色熟食，在裝修設計方面配合內港海景以營造較好的氣氛。至於雀仔園街市新增空調系統，重新佈置各功能分區，除原有販賣水產、蔬菜、肉類等攤位外，於五個公開競投攤位引入預包裝的輕食及熟食、預包裝的急凍及冰鮮水產、環球雜貨及香料等不同類型商品[759]。
  - 旅遊基金在2023年第三季發出超過2,300萬元資助，當中「《想你享福利．樂遊澳門團》資助計劃」的資助金額超過2,200萬元，「社區旅遊經濟拓展」的資助超過88萬元，「美食文化推廣」的資助超過62萬元[760]。
- 10月25日
  - 特區公報刊登公告，交通事務局開展10個8年期的普通的士客運競投，每一獲判給公司最多為50部符合法定要件之的士申請發給附屬於該准照的執照，合共500部普通的士，准照由發出日起計有效期為8年；有意參與者須以公司形式參與競投，並於11月23日下午5時前遞交標書至該局指定地點，開標會議定於11月24日上午舉行[761]。
  - 友誼圓形地行車天橋建造工程 - 第二期進行公開開標，共收到14份標書並全部獲接納。工程造價介乎2億8百多萬澳門元至2億4千3百多萬澳門元，總工期均為495工作天，項目爭取在2024年首季動工[762]。
  - 第70屆澳門格蘭披治大賽車於11月連續兩周舉行，並落實國際汽聯三級方程式錦標賽和國際汽聯GT世界盃從該年起連續三年在澳門舉行[763]。
  - 閩澳合作會議第四次會議在福建省福州市舉行，行政長官賀一誠與福建省委書記周祖翼、省長趙龍分別率領兩地政府代表團參會。中聯辦主任鄭新聰出席會議。閩澳雙方認為，將繼續發揮國家“雙循環”交匯點的聯通優勢，攜手參與共建“一帶一路”，把握粵港澳大灣區及橫琴粵澳深度合作區建設的機遇，深化各領域合作[764]。
  - 一名53歲的治安警察局副警長，於10月24日晚上11時許戴著頭盔躺臥街頭，旁邊一輛電單車引擎正啟動。警方接報到場調查時，該名副警長拒絕接受酒精測試，涉嫌觸犯違令罪。警方表示已開立紀律程序調查，依法追究該名人員紀律責任[765]。
- 10月26日
  - 澳門立法會舉行口頭質詢大會，在關注人才計劃申請情況方面，社文司表示至今共收到超過500份申請，當中約70多份符合相關計分標準，另計劃11月再推出文化體育及其他產業的人才引進計劃[766]。澳門新街坊開售日期尚未公佈，作為公帑注資項目之一，澳門都市更新股份有限公司表示項目計劃爭取在11月開售，另提供裝修方案供買家選擇，而位於新街坊內的中學擬在同年年底動工[767]。政府收回合共約70萬平方米的81幅土地，部分土地已動工，對於有議員倡議積極利用土地，運輸工務司司長羅立文表明不同意；他提出，土地儲蓄如同家庭的儲蓄，不是積極利用，而是有需要才動用[768]。對於是否需要興建擋潮閘，羅立文表示仍在評估中，要待內港南雨水泵站箱涵渠工程於2025年完工後再研究[769]。多名議員亦關注到跨部門協作問題，行政法務司司長張永春承認存在有關問題，包括加強部門間資料和訊息的互通，在部分業務新增一站式申請服務，減少申請程序及需要提交的資料、縮短時間等[770]。
  - 一名香港男子受僱『猜猜我是誰』電話詐騙集團，騙取4名本地女長者合共36萬現金，經港珠澳大橋入境澳門期間被澳門司警拘捕[771]。
- 10月27日
  - 澳門立法會第二天繼續舉行口頭質詢大會，有議員關注到2024年財算案有何措施適度支援居民應對經濟和生活壓力、調整養老金金額、調整前線公職人員薪酬，以及再度推出電子消費計劃振內需等。財政局回應指正在編製中，政府總原則是盡量維持各項民生福利開支；經濟及科技發展局回應指暫不會再推相關普惠性質的促消費措施[772]。澳門金融管理局另回應表示，計劃2024年推出中國大陸“支付寶”乘搭公共巴士[773]。
  - 澳門金融管理局相隔15年再度發行澳門元新版紙幣，新系列鈔原透過不同設計主題，展示澳門多元文化風貌，除有六大防偽設計外，並增加了兩項無障礙特徵，配合視障人士方便使用，其中10元及20元面額新鈔在2024年第一季投入市場[774]。
  - 俗稱傳染病大樓的仁伯爵綜合醫院公共衛生專科大樓正式啟用，大樓樓高八層，共有80間病房及設有160張隔離病床，同時配備搶救室、負壓手術室、影像檢查室、能夠處理傳染性樣本的臨床化驗室。在非疫情期間，大樓的隔離設施用作普通病房、大堂空間用作提供抽血服務、停車場開放給公眾使用[775]。
  - 國務院原總理李克強因突發心臟病於上海市逝世，享年68歲；李克強曾於2016年視察澳門，出席“中國—葡語國家經貿合作論壇第五屆部長級會議”，同時走入社區視察[776]。
  - 隨著中國大陸活豬批發價下調，市政署與兩南公司經溝通後，決定將供澳活大豬批發價格減至1,600澳門元，降幅為18.4%，即日起正式實施[777]。
  - 統計暨普查局公布2023年7月至9月本地居民失業率為3.1%，與上一期持平；就業不足率降0.2個百分點至1.6%[778]。
  - 澳門特區政府保安司司長辦公室回應美國，針對澳門販賣人口報告及制裁，表示強烈不滿和堅決反對。公佈指澳門沒有達到《人口販運受害者保護法》的標準，故對澳門實施制裁，美國總統拜登已於9月29日簽署法令[779]。
- 10月28日
  - 澳門立法會直選議員林宇滔關注精神健康心理問題，衛生局局長羅奕龍回覆時表示，政府透過“四級聯防、四環緊扣”的聯合機制持續提高精神心理服務的可及性，擴大社會支援網絡，尤其曾有自毀或自殺行為的人士，會透過即時的醫療服務及社會介入措施，迅速介入及消除可能存在的危機[780]。
  - 隨著活豬批發價下調，公共街市的豬肉檔及超市、零售店的鮮豬肉零售價也按相應比例調整。市政署由當天起一連七天公佈全澳七個公共街市及主要超市的十種鮮豬肉的平均零售價，提升市場價格的透明度，保障消費者權益[781]。
  - 行政長官賀一誠對國務院原總理李克強逝世表示沉痛哀悼，並向其家人致以深切慰問。又表示在任期間長期心繫澳門，非常關心及了解澳門的發展及社會民生事務，並大力支持特區政府依法施政，亦對推進具有澳門特色的“一國兩制”成功實踐，對發展經濟和改善民生等有益於澳門的工作給予了重要指導和大力支持，深受澳門同胞愛戴。特區政府將按照中央公佈的追悼安排執行[782]。
- 10月29日
  - 治安警察局公布2023年1至9月違反道路交通法或規章個案有542,455宗，同比增加近29%，罰款總金額為約1.31億澳門元，同比增近4成，當中依次佔最多分別是違法泊車，公共道路違泊同比大增超過49%，而收費或咪錶違泊同比減少超過22%；的士違例方面首九月共檢控394宗，同比增加超過三倍；白牌車共檢控68宗，比2022年同期的7宗大增8倍[783]。
  - 位於氹仔馬場對出即氹仔柯維納馬路與廣東大馬路交界處中央分隔帶的原重型汽車停泊區，將之重新規劃為首個戶外收費公共停車場，提供輕型汽車和重型車泊位，預計2023年內重新對外開放使用[784]。
- 10月30日
  - 離島醫療綜合體將於2023年12月起試運，醫院由10月31日至11月10日展開首批第一階段招聘計劃合共90名本地醫護[785]。《澳門特別行政區公報》核准《離島醫療綜合體北京協和醫院澳門醫學中心人員通則》，通則訂定澳門協和醫院工作人員的勞動關係法律制度，以及澳門協和醫院機關成員的報酬及福利事宜。其中離島醫療綜合體的正式簡稱命名為“澳門協和醫院”[786]。
  - 日前，一名4個月大嬰兒在托兒午睡時出現異樣，送院搶救無效不治事件。社會文化司司長歐陽瑜表示，相關部門已配合警方調查，包括在流程、指引上，托兒所有否按照社工局的指引去執行。由於警方調查結果未出台，她表示對該事件不發表太多意見[787]。
  - 澳門科技大學學生食堂於當天晚上發生火警，消防到場將煙囪明火救熄，無人受傷或不適，初步懷疑屬於爐頭煮食時搶火導致。確切起因待查[788]。
  - 政府完成2022年財政收支，雖然實施緊縮預算，但在系列保民生和經援措施下，全年開支突破1,000億元，同比增近15%，而在賭收創近年低位下，博彩稅收入僅得189億多元入帳[789]。
  - 第七十屆澳門格蘭披治大賽車舉行在即，社交司表示賽事售票情況理想，尤其是賽事最後兩天的門票已售出八成[790]。
- 10月31日
  - 中華人民共和國海關總署宣布，由11月1日起取消俗稱「黑碼」的「海關碼」申報措施，而有傳染病症狀及確診者除外。拱北海關表示，會因此調整口岸布局，確保新安排落實到位[791]。
  - 重新訂定的《金融體系法律制度》於11月1日起正式生效，進一步完善金融法律制度，優化金融市場環境，特區政府結合監管實踐經驗、業界意見，以及國際組織提倡的標準[792]。
  - 位於橫琴粵澳深度合作區的澳門新街坊項目進入驗收階段，景觀綠化及道路亦陸續完成，都更公司正有序按深合區及珠海法律辦理樓宇入夥手續，同時持續優化開售流程，以更好便利市民選購。為了讓澳門居民更好地瞭解實地情況，澳門新街坊示範單位及樣板房（交付標準單位）由11月1日起開放市民參觀，提供免費穿梭巴士往返橫琴口岸至新街坊項目[793]。

### 11月
- 11月1日
  - 第2/2023號法律《建築業職業安全健康法》正式生效。
  - 澳門特區政府向澳門立法會送交《2024年財政年度預算案》法案，預料下一年度博彩毛收入超過2,000億澳門元，又預計收入高於預算開支，公共財政重新錄得盈餘，故無須動用財政儲備填補財政缺口，因此建議由2024年1月1日起將公職薪俸表中的薪俸點由91元增至94元，並繼續實施一系列惠民措施，包括：現金分享計劃、醫療補貼計劃、住宅單位電費補貼、持續進修發展計劃等，開支方面為超過246億元[794]。
  - 政府首份《澳門特別行政區經濟適度多元發展規劃（2024—2028年）》文本正式出台，全文共分八章，包括「1+4」即「綜合旅遊休閒業」加「中醫藥大健康產業」、「現代金融業」、「高新技術產業」及「會展商貿及文化體育產業」，提出五年發展的30項主要指標、107項主要任務及二百十五個重點項目，內容與諮詢文本基本沒大改變[795]。
  - 博彩監察協調局公布2023年10月幸運博彩毛收入約為195億元，按月回升約三成，全年至同年10月累計超過1,400億元，並超出全年估算1,300億元[796]。
  - 政府公佈《立法會選舉法》公開諮詢總結報告，指出社會各界絕大部分贊同並支持修改立法會選舉法的方向和內容。當中，絕大部分意見贊同政府完善立法會議員候選人資格審查的機制，由國安委進行“擁護《基本法》及效忠澳門特區”的資格審查；絕大部分意見亦贊成把禁止宣傳期的起點提前，認為有效遏止“偷步宣傳”情況[797]。
- 11月2日
  - 特別政府提出2024年預算在一般綜合開支中，經常開支超過858億元，上升7%；當中，人員開支、運作開支、退休及撫卹制度的開支、轉移、資助及補助的開支均現升幅。2024年，開支最大的部門是衛生局，開支升幅最大的是勞動債權保障基金[798]。
  - 澳門特別行政區政府及中華人民共和國中央人民政府駐澳機構按中央統一安排，多處下半旗悼念原中華人民共和國國務院總理李克強同志[799]。
  - 港珠澳大橋珠海公路口岸公布，自港澳車北上政策先後實施以來，北上港澳單牌車出入境累計通關量於11月1日傍晚突破100萬輛次[800]。
- 11月3日
  - 澳門特別行政區行政會完成討論《修改第23/2002號行政法規〈澳門特別行政區居民身份證規章〉》行政法規草案，將於12月15日起推出新一代澳門居民身份證申請[801]。《修改第2/2020號法律〈電子政務〉及相關法規》法律草案送交澳門立法會審議，按照法律，電子服務是給市民多一個選擇，原有服務方式，如使用紙本文件亦都維持[802]。《地球物理氣象局的組織及運作》行政法規草案完成討論，氣象局由2023年12月1日起改為兩廳六處[803]。
  - 澳門格蘭披治大賽車踏入70周年將連續兩周舉行，當局預料11月11日及16日交通出現超負荷，呼籲公眾提早出門和避免自駕[804]。
- 11月4日：地球物理暨氣象局發出地震報吿，根據該局初步分析，本地時間19:24:11，廣東省江門市恩平市發生一次里氏4.3級地震，震央位於北緯22.08度，東經112.25度，距離澳門以西約136公里，至晚上8時收到8名居民有感地震的報吿[805]。
- 11月5日
  - 衛生局預防及控制吸煙辦公室升格為廳級單位，同時為配合第6/2023號法律《預防及控制未成年人飲用酒精飲料制度》生效，更名為“防控煙酒辦公室”[806]。首日檢控一宗涉嫌違法個案，有餐廳涉嫌向兩名未成年人提供酒精飲料，該局已經開立卷宗；同時，控煙酒辦接獲五通舉報及查詢熱線電話[807]。
  - 10月下旬氹仔坊眾托兒所發生幼兒失救致死案，讓社會再次關注托兒設施內是否要有監察鏡頭的問題。一班家長正發起聯署，冀個人資料保護辦公室在平衡幼兒人身安全及隱私權下，允許在所內照顧幼兒區域安設閉路電視[808]。涉事托兒所宣佈於同年12月31日結束營運[809]。
  - 東望洋跑道歡樂跑完滿舉行，活動吸引近四千名參加者體驗東望洋跑道的魅力[810]。
- 11月6日
  - 東北大馬路長者公寓正式開放申請，首日合共接待過千人次進行查詢及申請，完成申請宗數合共300份[811]。
  - 政府宣佈決定延長澳門航空專營合約，為期三年或直至“民航活動法”生效時終止，但強調不妨礙外地航企經營來澳航線[812]。
- 11月7日
  - 澳門立法會一般性通過《2024年財政年度預算案》法案，當中包括公務員加薪。經濟財政司司長李偉農預計2024年是進入疫後復甦階段的第二年，亦是首份無須動用財政儲備而可達到財政收支平衡的預算案[813]。
  - 《修改第17/2009號法律〈禁止不法生產、販賣和吸食麻醉藥品及精神藥物〉》法案獲立法會以緊急程序細則性通過，將共十六種物質納入《禁毒法》規管[814]。
  - 在澳門立法會全體會議議程前發言中，多名議員批評七個公共停車場收費調整缺乏理據和科學性，無考慮社會復甦情況和區內居民需求，促當局暫緩[815]。另有多名議員關注托兒所管理問題，促全面檢討托兒所監督機制及修法調升托兒所照顧人員比率促使托兒服務更趨向專業化及個別化的發展[816]。
  - 地球物理暨氣象局公布2023年10月的氣象資料，其中10月4日的氣溫打破澳門自1952年有紀錄以來10份最高溫記錄，錄得攝氏35.2度高溫；累積降雨量為295.4毫米，約為澳門30年氣候平均值的四倍；其中，10月9日的日累積雨量達到231.6毫米，為七十一年來十月的第三高日雨量[817]。
  - 離島區社區服務諮詢委員會引述政府表示，2023年首十個月共查封82個懷疑做非法旅館的單位，單月新增12個。另有委員關注離島醫療綜合體的公共交通配套，促請當局盡早規劃完善，包括周邊步行環境，便利居民出行就醫；亦有委員要求重新審視托兒所監督問題[818]。
- 11月8日
  - 澳門立法會一般性通過修改第5/2020號法律《僱員的最低工資》法案 ，建議自2024年元旦日起將僱員的最低工資金額調升至每小時34元，按月7,072元，每周1,632元[819]。
  - 政府公報刊登土地工務局公告，由於無人投標，撤銷位於氹仔廣東大馬路B8地段土地之公開判給[820]。
- 11月9日
  - 新口岸長崎街新安花園於當天下午發生交通意外，一輛旅遊巴撞向大廈石柱，男司機昏迷駕駛座上，救護員到場傷者已無呼吸心跳，送往山頂醫院搶救，警方初步調查相信男司機駕駛期間不適引致[821]。
  - 粵澳雙方簽署《粵澳供水協議之補充協議（六）》，新一期供澳原水價格較上一期調整6.9%，為每立方米2.77元人民幣，考慮到疫後經濟情況，特區政府暫時沒有計劃調整居民水費。在供水成本上升的情況下，預料政府水費補貼支出會相應增加[822]。
  - 行政長官賀一誠未有表態是否競逐連任，在立法會二常會會議上審議的特首選舉修法案引入資格審查，由國安委員會判斷參選人是否擁護《基本法》和效忠特區。政府重申，若長官爭連任定要迴避審查會議，又相信全部參選人通過不了國安審查的情況微乎其微，若真的發生，會由中央定奪處理[823]。
  - 社會工作局與個人資料保護辦公室商討就托兒所安裝視像監控系統一事再次進行交流。雙方皆認同有必要重新檢視及優化現行的措施，透過具體的服務指引，在生命安全和個人私隱上取得平衡，共同研究落實可行的措施和安排，從而達到保障幼兒及托兒所雙方的權益[824]。
  - “澳門格蘭披治大賽車70周年回憶徵集活動”頒獎儀式於大賽車博物館舉行，展品於即日起至2024年1月31日在館內展出，全新形象的精品廊亦於同日揭幕[825]。
- 11月10日
  - 澳門特別行政區行政會完成討論調整不動產需求管理措施的政策方案及其中有關稅務措施的法案，意味著樓市將於2024年元旦日起正式“減辣”，措施將分別以澳門金融管理局發出指引及修改第2/2018號法律《取得非首個居住用途不動產的印花稅》的方式實施[826]。財政局表示措施主要考慮不動產供求、國際資金流動和利息作出有條件放寬[827]。
  - 澳門特別行政區行政會完成討論《修改〈澳門特別行政區立法會選舉法〉》法律草案，有關法案將送交立法會審議。草案建議，候選人在被提名當年或之前的五個曆年內曾依法被判斷為不擁護《基本法》或不效忠中華人民共和國澳門特別行政區，其提名將不被接納。法案也建議，公然煽動不投票或投空白票、廢票，最高可判入獄三年[828]。《保險中介業務法》法律草案將送交立法會審議，法案建議中介人行政違法的罰金為五千元至一百萬元；若對保險體系造成特別嚴重影響，最高可罰一千萬元[829]。立法會將會審議《物業、商業登記及公證的電子化》法案，未來可以透過「一戶通」更快成立公司及物業商業登記[830]。
  - 統計暨普查局公布2023年9月底澳門總人口為681300人，按季增加2500人，主要是居澳外地僱員增加所致。女性人口多於男性，有363500人，佔53.4%[831]。
  - 一名四個月大女嬰於托兒所內失救致死事件，立法會直選議員高天賜與謝誓宏陪同死者父母到澳門特別行政區政府總部遞信，除希望政府交代該名嬰兒的離世原因，同時遞交了八千多名市民的簽名，聯署希望在托兒所內安裝監控，以便父母了解其子女在托兒所的情況[832]。
- 11月11日
  - 第70屆澳門格蘭披治大賽車首周賽事展開，賽會公佈首日錄得18,000人次入場[833]。TCR亞洲挑戰賽首場排位賽出現不少意外，多輛賽車先後在火藥局、漁翁彎等撞欄，大會一度出示紅旗暫停賽事[834]。
  - 大賽車首日由於賽道封閉，多處道路改道或有交通管制，新口岸填海區羅理基博士大馬路、松山隧道、水塘馬路等多處路段與關連道路交通擁擠；另有不少居民及遊客選擇以步行方式往返新口岸及鄰近區域，松山行人隧道與山邊街通往得勝馬路方向的步行系統成為不少徒步人士主要使用的步行設施，有居民認為賽車期間以步行方式較使用其他交通工具方便及快捷[835]。
- 11月12日：第70屆澳門格蘭披治大賽車進入首周第二日賽事，適逢星期日賽道附近一帶交通較上一日緩和，沿高士德一帶至松山、水塘附近所見，不斷有多名交通警員駕車巡邏和疏導交通[836]。
- 11月13日
  - 在11月12日下午舉行的澳門四級方程式大賽決賽，16歲英國車手林伯雷（LINDBLAD）公開暢飲香檳涉嫌違反第6/2023號法律《預防及控制未成年人飲用酒精飲料制度》，衛生局局長羅奕龍出席澳門電台晨間時事節目時回應指，勝出車手噴灑香檳是賽車的傳統儀式，提供香檳的目的是噴灑而非飲用；主辦單位在沒有預期勝出車手飲用香檳的前提下，不小心可能違反法律。體育局隨後發出新聞稿，就「賽後慶祝儀式流程安排疏漏致歉」[837]。
  - 政府公報刊行政長官批示，特首賀一誠已核准《文化體育及其他產業優秀人才計劃》、《文化體育及其他產業高級專業人才計劃》、兩計劃的計分表，以及高專計劃規定的人力資源緊缺的專業職務。計劃申請時間待人才引進計劃專屬電子平台公告[838]。
  - 特區政府正規劃利用東區-2教育用地，以改善教育環境，提升教育質素。八所未來將使用校舍的學校包括澳門坊眾學校、聖瑪大肋納學校、菜農子弟學校、勞校中學、同善堂中學、海暉學校、聖德蘭學校、新華學校均參與其中[839]。
  - 早前有8,000名家長聯署，提出在托兒所活動室及床室加裝監錄系統。社會工作局局長韓衛表示，已與個人資料保護辦公室討論，認為在程序、操作、流程上作出一些調整，其實有條件滿足《個資法》保護兒童私隱的要求，也滿足家長、托兒所的訴求，雙方循著這方面努力[840]。
- 11月14日
  - 行政長官賀一誠發表《澳門特別行政區政府2024年財政年度施政報告》[841]。
  - 在施政報告記者會上，特首賀一誠指因“夾心階段”不存在，氹仔偉龍夾屋項目暫緩興建，只提及會加快草擬《夾心房屋法律制度》的補充法規；新城A區兩萬八公屋會繼續執行[842]。賀一誠更特別回應外界、網民部份意見，澄清政府沒強迫長者租東北大馬路長者公寓、迫澳門人買澳門新街坊，又提及長者公寓申請者已近千[843]。施政總方向是「鞏固復甦、聚力多元、優化民生、提升發展。」當中，經濟部份提出將會落實「1＋4」 規劃[844]。
  - 特首賀一誠在施政報告中強調牢牢守住「澳門不能亂」的底線。他向傳媒表示一些外國勢力不會放棄澳門，必然攻擊澳門，不想「一國兩制」成功。關於司法制度再現貪腐案件，賀一誠表示「我並唔係話因為呢幾年揸得好。但係，宜家來講睇到好多舊案都係再要翻睇，即係存在問題。」[845] 對於2024年是第五屆政府最後一個施政年度，有記者問及賀一誠是否連任，他表示：「關於行政長官選舉，我現在還未有一個正式決定，對此沒特別回應。」[846] 對於公務員2024年元旦起加薪，賀一誠指有關加薪和加幅是經公務員薪酬評議會投票通過決定，他們政府必須要尊重；至於一般中小企，賀一誠相信企業主也會加人工去留住員工，如加與公務員睇齊的百分之3.3加幅，對他們也不會是很大的開支[847]。
- 11月15日：行政長官賀一誠出席施政報告答問會，議員梁孫旭關注新城A區經濟房屋售價，賀一誠回應指預料最遲在2024年1月公布A區五個經屋項目的售價[848]。繼續有議員倡議能否再派發“電子消費卡”，特首賀一誠回應時沒有能力再發「消費卡」，指出若再發「消費卡」，2024年便是赤字預算，不能向非強制央積金個人帳戶注入7,000元[849]。澳門都市更新股份有限公司在橫琴粵澳深度合作區澳門新街坊項目蝕本發展引起關注，特首澄清該項目未有動用特區政府一分公帑，並高度評價都更公司完成有關任務[850]。社保若沒政府撥款必入不敷支，特首回應直選議員羅彩燕表示，在目前經濟剛復甦下，不宜增加中小企和居民的壓力，故政府不考慮調升社保供款金額，但長遠應要考慮[851]。
- 11月16日
  - 2023年澳門格蘭披治大賽車進入第二周賽事，包括相隔三年再度重回澳門的三級方程式大賽，其餘為澳門格蘭披治電單車第五十五屆大賽、澳門GT盃國際汽聯GT世界盃、澳門房車盃CTCC中國汽車場地職業聯賽、澳門格蘭披治大賽車70週年挑戰賽及澳門東望洋大賽 - Kumho TCR世界巡迴賽澳門站[852]。
  - 澳門立法會第二常設委員會與政府代表開會，續審《修改第3/2004號法律〈行政長官選舉法〉》法案，政府最新調整新法生效日期於2024年1月1日生效[853]。
- 11月17日
  - 第二十三屆澳門美食節開鑼，行政長官賀一誠出席開幕式並巡視美食攤位。該屆美食節以東南亞村為主題，共有一百五十間本地及東南亞地區的餐飲商號參與[854]。
  - 第6/2023號法律《預防及控制未成年人飲用酒精飲料制度》生效兩周後，截至11月17日下午共巡查場所8469間，發現2宗涉嫌違反《控酒法》向未成年人提供酒精飲料，衛生局人員已開立卷宗跟進[855]。
  - 30名澳門大學學生於11月15日中午起分別進食由提督馬路祐順工業大廈“盛世食品加工廠”所供應的食品後出現腹瀉、腹痛、嘔吐等症狀。經衛生局流行病學調查，根據進食紀錄、潛伏期和症狀，事件較大可能由細菌性病原體引起。有關調查工作仍在進行中，不排除患者人數將會進一步增加。市政署接報後已即時派員前往涉事場所進行調查，並抽取食品樣本作檢驗。現場所見，場所環境衛生情況一般，人員食品安全意識薄弱，已烹煮的備用食材未有妥善保存，食品製備流程亦存有食安風險。市政署已即時採取預防控制措施，勒令場所停止涉事食品製備區域的運作[856]。
- 11月19日
  - 第70屆澳門格蘭披治大賽車完滿落幕，大賽車組委會公佈六日有近15萬人次入場，推動透過大賽車可拉動更多經濟、體育旅遊等發展方面的效果超預期，入境旅客數字非常理想，酒店和餐飲業等也很蓬勃[857]。
  - 橫琴口岸珠方邊檢站公佈，11月18日經口岸出入境旅客約7.2萬人次，屬於該口岸有史以來單日客流量首次突破7萬人次關口，也是該年以來第8次突破歷史新高[858]。
- 11月20日
  - 澳門立法會舉行2024行政法務施政方針範疇辯論，行政法務司司長張永春表示，在官員問責上，要有「容錯機制」；否則，稍有出錯就要返回原位，便會「不作為」，很難形成「有擔當」、「有作為」的文化。他也指出2024年將會修法，官員在私人生活中的行為，若影響到部門的聲譽，令到公眾對其職業操守、個人誠信存疑，應該負起相應責任[859]。公務員中央開考方面，當局希望能設計到每一年可進行兩次，並強調政府雖行員額控制，但不代表不再請公務員[860]。政府另計劃2024年提案《家事案件調解制度》，有助以更和諧的方式促進解決家事紛爭；另一立法計劃：《不動產租賃的勒遷特別制度》法案。當局指這是為有效解決「租霸」問題，維護不動產租賃市場秩序，將對欠繳租金的情形設置更加便捷的特別勒遷程序[861]。
  - 2024年將會是澳門回歸25周年，行政法務司司長張永春回應市政方面施政時提到，市政署會因應此做好澳門和離島區的街道美化和綠化工作。對於道路質量差、不耐用，張永春承認確比不過港珠澳大橋及珠海的路面，對方的好很多，而市署已逐步改用新瀝青鋪設，各方面效果都有所提升，已計劃因應廿五週年對一些「破損得緊要」的路進行重鋪[862]。
  - 面向企業及社團的電子服務平台“商社通”預計2024年初推出，行政法務司司長張永春表示，“商社通”為網站及手機並用的模式，首階段計劃提供涉及廿七個部門約七十項服務，包括新改革的飲食及飲料場所一站式發牌平台[863]。
  - 新一代澳門居民身份證推出在即，政府預計2024年將有近13萬居民續期身份證，身份證明局將提供7個政府24小時自助服務中心便利居民換領新身份證，另計劃於2024年上半年推出智能文件櫃[864]。
- 11月21日
  - 廣東省人民政府辦公廳近日印發“數字灣區”建設三年行動方案通知，提出推動政府服務銜接融合，實現灣區居民“生活通”，包括推動三地居民統一身份認證、三地政服平台對接及研究“港澳數據特區”等[865]。
  - 交通事務局公佈，《中國大陸與澳門關於互認換領機動車駕駛證的協議》（“駕照互認”）實施半年以來，全國車管單位已為超過31,470名澳門永久性居民免試換領中華人民共和國機動車駕駛證[866]。
  - 工務局前領導及商人貪腐案，中級法院對有關上訴作出裁決，上訴人李燦烽、蕭德雄、關偉霖、吳立勝、史鐵生、吳驥年、劉寶芳、胡家儀及蕭家權分別提出關於「黑社會的罪」和「受賄作不法行為罪」、「行賄罪」和「清洗黑錢罪」（加重）部分的上訴，當中部分獲裁定成立，多人因此獲得大幅減刑[867]。
  - 澳門司警接獲多宗涉及演唱會門票的騙案，當中大部分被害人為學生。部份事主為求觀賞到一票難求的偶像表演，明知被騙風險極高仍然選擇以先付款、後取貨的方式進行私下交易[868]。
  - 由澳門貿易投資促進局及國際熱帶木材組織（ITTO）共同主辦的“2023全球合法與可持續木業高峰論壇”（GLSTF2023）一連兩天於銀河國際會議中心舉行，作為澳門首個以林木業為主題的專題會議，共700位來自36個國家和地區的嘉賓出席開幕式[869]。
- 11月22日
  - 澳門立法會舉行2024年財政年度經濟財政範疇施政辯論，經濟財政司司長李偉農籍澳門回歸25周年慶祝活動之際，將推出25份禮品，包括酒店、機票等等。至於本地居民有否優惠的問題，李偉農表示，希望企業一齊參與，形成好的氣氛和消費環境，大家同慶能夠雙贏。他也提及，明年是現屆政府的一個工作階段，亦是未來新發展的契機[870]。對於澳門賽馬會在馬季開鑼前一度傳出結業消息，李偉農回應表示，政府是嚴格按照有關專營特許合同及相關的法律去監管馬會的運作，馬會需要按有關合同訂定的要求，包括每個階段需要做甚麼，都要履行有關的責任[871]。對於澳人北上消費令社區中小企生意變差情況，李偉農指出澳人北上與旅客訪澳比例是一比一點四，還是旅客來的多，且澳人北上中很大一部份屬於兩地居住、外僱等。目前整體旅客量較當局預期好，關鍵是如何保持新鮮感，讓客常來澳，希望能做到每月每週都有活動，經濟及科技發展局將發掘澳門居民區內的「隱世美食」[872]。賭收預測方面，政府根據今年首三季的經濟復甦、旅客人數、博彩市場的變化等，推算出2024年年博彩稅收能夠達2,160億元的目標[873]。
  - 有詐騙集團於海外架設釣魚網站，假冒澳門電子支付平台MPay向本地居民發送積分兌換詐騙短訊，盜取最少十名本澳居民帳號資料，盜用帳號於本地外賣平台購買酒類和化妝品，涉款近7萬澳門元，澳門司警據報拘捕兩名受僱來澳接收貨品的中國大陸男子，司警深入追查集團主腦下落[874]。
  - 網上流傳一名中國大陸男子翻越馬場北大馬路圍網懷疑偷渡入境的信息，海關從網上知悉事件後，即時通報治安警察局啟動“反偷渡工作聯防機制”，最終於當日下午在關閘廣場近風雨廊截獲該名男子，經確認身份，證實為網上短片流傳的懷疑偷渡入境男子。海關正調查其入境目的，並已對事發地點進行排查，沒有發現其他可疑人士及可疑船隻[875]。
  - 中共中央政治局常委、國務院副總理丁薛祥於當天下午在北京人民大會堂會見“港澳青年看祖國”各界港澳青年代表交流團，同時轉達了習近平總書記和中央政府對團員們及廣大港澳青年誠摯的問候[876]。
- 11月23日
  - 最低工資調升於2024年元旦起實施，立法會第三常設委員會引述政府稱，會密注關注調升對私人大廈管理費之影響，尤其出現以此為由提出不合比例的加費情況[877]。
  - 澳門司警截獲檢舉，指騙徒冒充社會保障基金發出釣魚短訊，內容以利用澳門公共服務一戶通賬號更新個人訊息為由，要求市民點撃短訊內附帶的連結，否則將會影響社保的給付[878]。
  - 10個8年期的士准照共500部的士公開競投截標，交通事務局共收到40間公司提交標書，是次開投的士牌只接納的士公司競投，每個牌照底價250萬元，每間中標公司可申請最多50部的士，合共500部普通的士，准照由發出日起計有效期為8年[879]。
- 11月24日
  - 澳門特區政府提出修改《廉政公署組織法》，將經濟財務犯罪納入澳門廉政公署的任務及工作範圍內；亦向廉署新增為推動公私營部門的廉潔運作及管理模式進行合作等權限。未來，公共實體可以要求廉署對行政程序進行現場跟進及現場查察行為，廉署也有權接收公共實體人員的刑事違法行為及違紀行為的資訊[880]。
  - 澳門立法會舉行2024年財政年度保安領域施政辯論，司長黃少澤表示，保安範疇將全力做好安保及國安執法工作，積極防範和遏制任何危害國家安全和澳門社會穩定的活動，確保明年回歸廿五周年慶典及新一屆特首選舉圓滿進行[881]。對於胡亂違規過路的行人的「行走的廿二萬」新稱呼不脛而走，黃少澤表明，這一定要加強檢控，冀「罰一儆百」，並強調執法非針對中國大陸旅客，本地人也同樣處理；對於卡通交警在社區穿梭引起網上熱議，官方同日也「不藏」，公布證實是在拍攝交通安全宣傳片，黃少澤指事件實「新鮮熱鬧」，大部分人讚，也有人質疑做法。治安警察局局長吳錦華補充，警員戴卡通公仔頭套是為宣傳交通安全，造成網上瘋傳，也有許多市民在街上要求合照。警方目的是希望以生動活潑的宣傳去引起大眾關注交通安全，改變只強制性執法的宣導形式[882]。路環新監獄有望2024上半年完工，保安司表示已成立小組進行籌備工作[883]。
  - 十個八年期的輕型出租汽車准照舉行開標會議，交通事務局預計，評標工作可於同年12月完成，500部八年期普通的士預計2024年1月落地[884]。
  - 《公共資產監督管理局的組織及運作》及《個人資料保護局的組織及運作》行政法規草案在澳門特別行政區行政會完成討論，由2024年2月1日起，公共資產監督規劃辦公室升格為公共資產監督管理局；個人資料保護辦公室升格為個人資料保護局[885]。
  - 內港南雨水泵站箱涵渠及下水道工程繼續推進，公共建設局表示於同年12月2日展開靠近新馬路及十六浦的工程段，預期對交通的影響會達至高峰，此工程段工期預計約為五個月[886]。
- 11月25日
  - 澳門衛生局“電子健康紀錄平台（eHR）”擴展服務正式推出[887]。
  - 為創設條件使就讀該所澳人子弟學校的澳門學生享有趨同澳門免費教育的待遇，參照澳門學校加入免費教育學校系統的做法，教育及青年發展局與澳門濠江中學教育協進會簽署《“澳門新街坊”澳人子弟學校的辦學協議書》。 學校計劃於2024／2025學年正式啟用，首年計劃開辦幼兒一年級至小學二年級共五個班，其中幼兒教育階段招生將納入幼兒首次入學中央登記措施範圍[888]。
- 11月26日：金蓮花廣場內的《盛世蓮花》雕塑圍封翻新，唯仍有旅行團繼續該地標行程，遊覽看不見的金蓮花。澳門旅遊局局長文綺華對此回應說，沒理由這樣做，或業界未掌握情況，會再行提醒，呼籲調整行程安排，免影響遊澳體驗[889]。
- 11月27日
  - 澳門輕軌股份有限公司宣佈，媽閣站於12月8日啟用，標誌輕軌正式連通氹仔與澳門，並公佈由當日起調整票價至最高12澳門元，其中澳氹及琴澳跨海段在計算車站數目時需視作兩站收費[890]。
  - 交通事務局於11月24日就輕型出租汽車（下稱“的士”）客運普通准照公開競投開標，經開標委員會審議，已提交的40份投標書中有21份被接納，19份不被接納。各公司提出之競投金額介乎250萬澳門元至380萬澳門元不等[891]。
  - 《澳門特別行政區公報》的第95/2023號社會文化司司長批示核准的《照顧者津貼發放規章》，「照顧者津貼先導計劃」將於2023年12月1日起轉為恆常性措施，不設申請截止期；有關津貼的每月發放金額為2175澳門元，每兩個月給付一次[892]。
  - 社會文化司司長歐陽瑜出席2024財政年度社會文化施政範疇辯論引介時提出，將會加強盛事聯動方面，在優化既有文體節慶盛事品牌的基礎上，持續擴大盛事的效應，並透過推動在澳門舉辦高規格體育賽事及大型演出，更好聯動民間及綜合度假休閒企業，優勢互補，致力將澳門打造成為「演藝之都」及塑造「體育之城」的形象[893]。衛生局另正全面審視及修訂醫療機構牌照制度，增設介乎醫院診所之間機構類別，初步草擬名稱為日間醫院；對於塔石衛生中心空間不足問題，社文司指待澳門新中央圖書館建成後擬利用原中央圖書館建築擴大衛生中心空間[894]。
  - 行政長官賀一誠在施政報告記者會表示12月試運的澳門協和醫院首階段不設急診。不過社會文化司司長歐陽瑜回覆議員提問時又表明，現設在科大醫院的山頂醫院離島急診站，將原班人馬搬遷至新醫院投入服務，非用新人手[895]。
- 11月28日
  - 橫琴「澳門新街坊」項目正式接受公開認購[896]。首日截至下午三時，線上線下合共收到逾500份申請，市場反應相當踴躍[897]。
  - 政府公報刊登兩行政長官批示，為核准《柯維納馬路戶外公共停車場規章》及《青茂口岸公共停車場規章》，前者於公布翌日起生效，後者則是公布滿八日起生效。其中柯維納馬路戶外公共停車場設58個對外開放泊位，為41個輕型汽車泊位及17個重型汽車泊車位，同時規章訂定繳費方式，不設現金收費，只限透過出入口的自動裝置用電子方式繳付。青茂口岸停車場於同年12月7日0時起實施新收費，私家車日泊及夜泊加2元，電單車加多1元[898]。
  - 澳門特別行政區政府宣佈中國載人航天工程代表團將於12月1日至3日訪澳，代表團由團長、中國載人航天工程辦公室副主任林西強帶領，成員包括參與中國空間站建造的神舟十二號乘組航天員劉伯明、神舟十三號乘組航天員王亞平、神舟十四號乘組航天員陳冬、神舟十五號乘組航天員張陸，以及載人航天工程系統相關領域專家。訪澳期間，代表團向本澳科技界及學校師生介紹我國載人航天工程建設發展，並展開面對面互動交流[899]。
  - 澳門特別行政區政府及國家航天局共同主辦“星月交輝　海天勝覽 ──科技薈澳系列活動”，活動內容包括“澳門科學一號”衛星投入使用儀式、“逐夢蒼穹 探索深海—中國航天航海科技薈澳”科普展覽開幕式暨月壤首次入澳揭幕儀式及第二屆澳門航天發展論壇開幕式[900]。
  - 交通諮詢委員會“公共運輸服務改善工作小組”昨日在交通事務局舉行工作會議，討論近期的巴士路線調整計劃、兩項大型道路工程的進展，以及《車輛駕駛員體格及健康證明書》電子化先導計劃的執行情況等。當中為配合輕軌媽閣站啟用，將新增一條往來媽閣交通樞紐至關閘的快速路線，另外調整兩條巴士路線行程以加快疏導從輕軌媽閣站前往皇朝區及口岸區的乘客[901]。
- 11月29日
  - 運輸工務司等主要官員出席澳門立法會運輸工務範疇施政方針辯論，司長羅立文表示正在興建的澳氹東線計劃申請租用關閘一塊3,700平方米「三角地塊」，若獲批將導致工程判給超支超時，但一定研究輕軌延伸至青茂口岸的可能。至於媽閣站於下月啟用，有議員關注西灣大橋的安全，公共建設局局長林煒浩回應時指絕對安全；至於巴士與輕軌之間能否推出轉乘優惠，羅立文重申“傾唔掂”，因兩間公司前者是「私人公司」，後者是“政府公司”[902]。
  - 新一批500個的士牌日前開標，有投訴流程有問題。運輸工務司司長羅立文稱投標者可提聲明異議和上訴，認為不該動不動就叫廉政公署介入，直接提議下屆運輸司長人選應找一名法律專家做才是。交通事務局局長林衍新強調有關開標程序是依法依規進行，至於網約車的訴求，林衍新指這需要社會共識才能修法，而是次500的士牌全都會提供應用程式供叫車，加上現有有提供相關服務的300架的士，相信是足夠的[903]。
  - 2024年將有多項大工程啟動，包括已獲中央批准填海的澳門國際機場擴建工程會於下半年動工，而構想多年的大潭山隧道工程將啟動首期施工，防災項目路環西側防洪（潮）排澇項目也會分期開展。另一受人關注的原狗場改建市民運動公園，羅立文說，近期當局已與委託公司簽約，下月對方交初研方案，之後當局會確定方向。現時他無意交代項目預算，因這才剛啟動[904]。
  - 1.3萬公屋正在興建中，運輸工務司司長表示政府已經依法收回合共79萬平方米，共82幅土地，當中19幅萬平方米的土地已經預留作為施政工作之用；“夾屋”方面規劃不是完全停頓、暫緩，只是正常速度進行，沒有加快。如果大家共識社會有夾屋需求，政府具有條件隨時「開波」，加快進行[905]。有議員反對公共停車場收費加價，運工司羅立文回應時坦言，三年疫情期間，全澳車輛增加4,500架；如此增加令他懷疑，駕駛者是否沒錢支付公共停車場的加費[906]。
- 11月30日
  - 個人資料保護辦公室公佈兩宗違法收集未成年人個人資料案，首宗是透過舉辦遊學營的負責機構在各種文件中含糊其詞，以隱瞞資訊的方式收集未成年人個人資料並主辦活動；另一宗涉嫌違法者拒絕合作，曾透過社交平台的個人帳戶發佈三段涉及投訴人（前僱主）未成年子女的影像資料，其中更包括未成年人的住院情況[907]。
  - 新城AB區行車天橋設計連建造工程開標，共收到六份申請書。首輪甄審標準主要考慮候選人的綜合能力、技術經驗、人力資源等，具資格的首五名候選人可進入次輪提交標書。項目爭取2024年第二季動工，最長設計連施工期約為一千個工作天[908]。
  - 中國載人航天工程代表團即將展開為期三日訪澳行程。代表團先於晚上出席澳門特區政府於澳門君悅酒店舉行的歡迎晚宴；2日上午參加在中國與葡語國家商貿合作服務平台綜合體舉行的“中國載人航天專場報告會”；3日上午則有兩場包括在澳門科學館在內的參觀活動，行程結束後離澳[909]。

### 12月
- 12月1日
  - 噴射飛航恢復氹仔客運碼頭往返香港尖沙咀中國客運碼頭的海上客運航線，船公司每日對開兩班船往返兩地，由香港中國客運碼頭開出的時間分別為早上9時15分和下午3時，由澳門氹仔客運碼頭開出的時間為下午1時15分和下午5時[910]。
  - 第95/2023號社會文化司司長批示核准的《照顧者津貼發放規章》正式生效，照顧者津貼正式轉為恆常性措施。規章訂定了有關津貼的發放制度與相關安排，社會工作局將按照規章的規範內容，跟進有關申請、審批、發放、監察和覆查等工作[911]。
  - 京澳合作會議第一次會議在澳門舉行，行政長官賀一誠和北京市委副書記、市長殷勇分別率領兩地政府代表團出席會議。會議後，行政長官、殷勇市長等共同見證了《京澳合作會議第一次會議備忘錄》、《深化京澳科技創新合作備忘錄》等[912]。
  - 地球物理暨氣象局正式更名為地球物理氣象局。[913]
  - 雀仔園街市小販區優化工程完成，各小販於當天起陸續遷回並試業。經和小販協商，將於12月下旬正式恢復對外營業[914]。
  - 的士准照競投開標長達三天，被質疑存在問題，甚或貪腐漏洞。交通事務局形容開標是「順利完成」，並表明過程依法依規，暫時未見的士准照競投受到影響。開標結果已在交通事務局網站公開，當中有15間公司不被接納的原因涉及標書不符合第7.2款之規定。競投方案第7.2款規定，標書須以雙面列印，並須於每版編號以及於第一版標明文件的總版數。如文件多於一頁，須以防脫頁及增頁的方式裝釘[915]。
  - 澳門特區政府晚上舉行儀式歡迎中國載人航天工程代表團訪澳。行政長官賀一誠表示，這次代表團訪澳，讓澳門青年學生再次目睹國家航天英雄的風采，彰顯國家對澳門科技教育的關心和支持，意義重大。特區政府會積極為國家及特區培育具備家國情懷的科技領域人才，作出應有貢獻[916]。
- 12月2日
  - 配合輕軌媽閣站即將啟用，交通事務局於媽閣交通樞紐及周邊增加新路線、啟用新巴士站、調整行程及站點等[917]。
  - 中國載人航天工程代表團第二天訪澳行程，上午出席在中葡平台綜合體舉行的中國載人航天專場報告會，代表團成員與約四百名澳門大、中學生，澳門科技界人士、社團代表等交流互動，反應熱烈[918]。下午於訪澳下榻酒店分別被中央人民政府駐澳門特別行政區聯絡辦公室及外交部駐澳門特派員公署領導層約見[919]。
  - 2023幻彩耀濠江開幕，活動為期三個月將橫跨多個重要節慶。澳門旅遊局局長文綺華致詞表示，期望透過活動點亮各區，吸引居民、旅客入區消費，促進社區夜間經濟[920]。
  - 葡萄牙旅行社協會(APAV)宣佈澳門獲選為“2024年度推薦國際旅遊目的地”[921]。
- 12月3日
  - 中國載人航太工程代表團展開最後一天行程，到澳門科學館進行考察，先後參觀多個展廳和展覽，在參觀完畢後，近百名澳門青年科技村學員沿路歡送中國載人航太工程代表團，代表團於澳門三天行程圓滿結束[922]。
  - 澳門旅遊塔於當天下午發生罕見意外，一名50多歲的日本籍男子全球最高的「笨豬跳」，抵達地面後感到氣促，消防救護員稍後接報到場時，男子已沒有呼吸及心跳，表面沒有傷痕，由朋友陪同送往山頂醫院搶救，經搶救一小時後證實不治[923]。
  - 第42屆澳門國際馬拉松完滿舉行，馬拉松男、女子全場組別最終分別由埃塞俄比亞選手狄比尼及安比奪冠，而王坤與趙彤彤則贏得馬拉松澳門運動員男、女子組的桂冠。本屆賽事加入新元素，半程馬拉松以及迷你馬拉松的路線均途經「澳門銀河」綜合度假城及路氹金光大道[924]。
- 12月4日
  - 12月2日，珠海市香洲區錦繡檸溪社區發生一宗兇殺案，共四人死亡，初步相信兇手在殺死三人後再自殺。保安司司長黃少澤被傳媒問及證實珠海當局向澳方通報相關案件，涉及兩名澳門居民，他形容兇案是一宗悲劇，初步了解的原因是感情；兩名死者為澳門居民，分別是一名女性和其9歲的兒子，兇手和現任男友為中國大陸居民，但有一名女兒身在其他城市就讀[925]。
  - 保安司公布《澳門博彩業現狀對澳門治安形勢的影響評估報告》，涉及博彩罪案中，詐騙、盜竊及不正當據為己有等案件所佔比例明顯上升，司警已向法務部門提交關於非法兌換活動刑事化可行性的建議[926]。總體罪案數字高於2022年同期，但低於2019年同期，其中侵犯財產類犯罪的增幅最為明顯，電訊網絡詐騙與勒索案件持續增加[927]。至於一名女嬰於氹仔坊眾托兒所午睡時出現異樣且不治，警方至今仍未完成調查。澳門司警簡介，女嬰身體表面沒有任何導致死亡的傷痕，相關物質已送海外化驗，所以需時[928]。
  - 《修改〈澳門特別行政區立法會選舉法〉》法案獲澳門立法會體大會一般性全票通過。行政法務司司長張永春列席立會會議引介該法案說，為進一步在法律制度和執行機制上落實「愛國者治澳」原則，完善和優化立法會選舉的管理流程，政府經為期四十五日公開諮詢後提案[929]。《修改第2/2020號法律〈電子政務〉及相關法規》獲立法會般性通過包含該法及相關法規的修法案。法案將進一步擴展電子政務的應用範圍，落實共部門與司法機關及公共資本企業之間公文往來「無紙化」等[930]。
- 12月6日
  - 澳門輕軌股份有限公司公佈媽閣站啟用安排，調整服務時間及加密班次，從氹仔往媽閣站方向需要出站上落一轉，輕軌公司期望能夠帶動乘客進行下環及澳門歷史城區其他景點，通車首日於媽閣站安排迎客活動，該站首班車乘客將獲發的紀念品，送完即止。另同日開售限量的媽閣站開通和氹仔線開通的紀念車票套裝[931]。不過仍有諸多狀況未解決，如未有班次表、閘機電子支付工具少、未能與巴士轉乘等，輕軌公司表示相關工作按步做並評估是否調整車票價格去吸客；至於柯維納馬路交通樞紐整治改善工程已判給展開，工期約三至四個月[932]。
  - 經濟財政司司長向立法會介紹《二零二二年度財政預算執行情況報告》，其中財務投資虧損為65億4仟9佰萬元[933]。
  - 新一代澳門居民身份證即將推出，政府於當天起將七個政府24小時自助服務中心投入運作方便合資格居民全天候自助辦證領證[934]。7個政府24小時自助服務中心分佈在澳門半島4個地點、氹仔2個地點及路環石排灣社區綜合大樓，設有58台新款自助辦證機、新推出的自助領證機、提供不同範疇的多功能自助服務機，為全澳居民帶來自助申領身份證及旅行證件等的便捷體驗[935]。
  - 澳門文化局將利用高園街16至22號（即公務員宿舍位置）和相鄰的國有土地建設澳門世界遺產展示館。作為保護、宣傳、展示及弘揚澳門世界遺產的主要設施[936]。
  - 澳門立法會繼續召開全體會議，分別一般性通《修改第2/2018號法律〈取得非首個居住用途不動產的印花稅〉》法案及《保險中介業務法》法案[937]。
- 12月6日
  - 評級機構穆迪維持澳門特別行政區“Aa3”的長期發行人信貸評級。根據穆迪的評級定義，“Aa3”評級屬於第四高級別，表示違約的信用風險非常低。然而，澳門特區政府不認同穆迪將澳門特區的評級展望由“穩定”調整至“負面”[938]。
  - 塔石廣場地下停車場一部停泊的旅遊巴士車廂於下午4時許發生起火，大量濃煙沿通風槽及地下行車道湧出，士多紐拜斯大馬路路段一度滿布濃煙暫停通車，消防到場拖喉將火撲熄，肇事旅遊巴車廂嚴重焚毀，消防初步調查起火原因可疑，交由澳門司警進一步調查[939]。
  - 市政署由12月11日至28日共15個工作夜開展美副將大馬路大範圍重鋪工程，主要於指定時段夜間進行。重鋪範圍包括美副將大馬路、鮑思高圓形地及周邊道路，主要刨刮舊瀝青路面，使用新型瀝青重鋪。同時更換部分井蓋[940]。
  - 巴波沙體育中心懷疑有人游泳期間，泳道被阻擋而引起口角後動武，事件做成一名30歲男性游泳教練、五名男女童和1名58歲婦人受傷送院，案件交由治安警察局調查[941]。
  - 筷子基北灣泵站及箱涵渠工程於12月16日至2024年2月15日期間開展第二期工程，隨後開展整條船澳街的大範圍工程，期間實施路面有限度行車和巴士改道措施[942]。
  - 7個政府24小時服務中心自推出後首兩天經自助辦證機已接受573宗申請，運作暢順。同時，為保障未能使用電子方式辦理申請及有需要人士的辦證需求，身份證明局亦已實施“保障籌＂新措施，每天將保留部份預約名額為“保障籌＂，每天可提供的“保障籌＂約有360個名額，佔每天櫃檯辦證名額約四成[943]。
- 12月7日
  - 司警聯同香港警方破獲國際販毒集團，拘捕兩男一女，撿得十六枝偽裝成紅酒的液態可卡因，價值超過二千六百萬元，兩地警方繼續對案件深入追查[944]。
  - 澳門公益金百萬行於該年正式恢復“線下行”，因應媽閣周邊工程及內港南雨水泵站箱涵渠和下水道工程，預計“百萬行”當日在媽閣終點的人潮疏散及交通安排將迎來挑戰，多處道路實施臨時交通安排以配合“百萬行”舉行，除了加密巴士班次外，因應媽閣站的啟用，澳門輕軌當天視乎客流情況加密班次以疏導人流[945]。
- 12月8日

- - 澳門輕軌媽閣站正式啟用[946]。首班往來澳氹的輕軌列車於當天6:30開出，排頭首位乘客來自香港於7日晚上抵達輪候，另吸引眾多交通迷、長者及學生等乘坐；眾多市民希望儘快推出輕軌與巴士轉乘優惠，吸引眾多市民和旅客選乘輕軌往來澳氹[947][948]。位於媽閣站頂層的平台花園正式對外開放，吸引到遊人和乘客上來嚐鮮遊覽、感受一番[949]。
  - 澳門海關於12月1至6日於各口岸合共截獲90宗偷運貨物進出境個案，海關呼籲市民攜帶物品出入境應遵守相關法律規定，切勿因貪圖利益而從事不法販運活動。個案物品包括香煙、保健品及舊電池等，當中涉及步行人士及跨境車輛[950]。
  - 李燦烽貪污案，涉案商人蕭德雄和吳立勝再向中級法院提出判決無效爭議，合議庭於日前裁定二人異議理由部份成立，二人再分別獲減刑半年和兩年。其餘上訴人包括李燦烽等四人則被駁回[951]。
- 12月9日
  - 由體育局、中國澳門體育暨奧林匹克委員會及澳區省級政協委員聯誼會聯合主辦，中國澳門體育暨奧林匹克青年委員會承辦的“國家金牌運動員訪澳系列活動x政協委員進校園”舉行，政協委員及運動員“分途出發”到澳門各間高等及非高等院校與師生交流及分享運動員生涯點滴[952]。
  - 輕軌媽閣站開通首個周未，吸引眾多居民和旅客體驗和到天台花園打卡，有居民建議於天台花園增設茶座吸引眾多遊人打卡，另建議儘快完成判給商業設施[953]。
- 12月10日
  - 第40屆澳門公益金百萬行完滿舉行，本屆善款超過1,800萬元，首次創新線下線上並行，非常成功，合計逾十萬人響應善舉，廣受讚譽。起步禮於當天上午10時在觀音蓮花苑附近舉行，由行政長官賀一誠等官員及一眾嘉賓出席主禮，多名中國奧運金牌運動員乘坐開篷觀光旅遊車分別被主禮嘉賓作出致意[954]。線上行共錄得超過7萬人參與，同步步數近4萬，總步數近2億步[955]。作為百萬行終點的媽閣廟，正值內港南水道工程，澳門輕軌和兩間巴士公司安排大量人手安排參加者疏散，其中媽閣輕軌站內一度實施潮水式放行，但整體順暢[956]。
- 12月11日
  - 澳門特別行政區行政會完成討論《道路交通法》法律草案，法案建議，僅將違反執法人員命令、違反交通訊號納入「扣分制」。醉駕、毒駕、酒駕和超速駕駛等將會不被扣分；交通事務局局長林衍新表示，上述行為沒有納入「扣分制」是因為它們將由法庭作出刑事判決，阻嚇已經足夠。至於加重處罰行人亂過馬路的問題，交通局指該立法對行人過路新增一些規定，例如：若是道路不宜通過，就算距離過路設施超過五十米，行人都要使用過路設施，否則將會面臨處罰[957]。
  - 美副將大馬路重鋪工程首階段由市政狗房至俾利喇街一段工程展開，現場實施有限度通車，交通未見混亂。有附近居民對工程感到無奈，但認為選擇晚上施工，可對交通和商戶的影響減到最低，情況可以接受[958]。《打擊非法賭博犯罪法》法案，相關的犯罪行為將由刑事調查機關跟進，行政違法行為由博監管執法[959]。
  - 澳門文化局公佈「文化一基地冬日巡禮」的藝文活動，但不包括“新馬路任我行”步行區試行計劃，當局表示受內港南工程影響未能在2024年春節期間舉辦[960]。活動包括於西灣湖廣場及氹仔龍環葡韻舉行澳門除夕倒數活動、樂韻悠揚大三巴以及六大片區舉行不同類型的聖誕及元旦慶祝活動等[961]。
- 12月13日
  - 澳門立法會將開會細則審議《2024年財政年度預算案》等多項法案。2024年將有8個公共停車場投入運作，包括2023年12月投入運作的柯維納馬路露天停車場與離島醫療綜合體的停車場外，餘下六個停車場中，新城A區有四個，新城B區東側露天閒置地有一個，還有一個為東北大馬路長者公寓停車場[962]。但全澳首個戶外公共停車場“柯維納馬路戶外公共停車場”重型車位空空如也，對比強烈，引發討論；澳門立法會直選議員林宇滔直指位於柯維納馬路交通樞紐內的地下重型停車場使用率長期為0，建議當局將戶外公共停車場的重型車泊位改回私家車及電單車泊位[963]。
  - 根據政府向立法會第一常設委員會提供的資料，澳門金融管理局將於2024年包括開展「智慧城市金融項目」研究，推進多個金融會計系統項目建設升級，並翻新主大樓等十個投資項目，涉及總預算金額逾5.5億元[964]。郵電局將開展「亞婆井街十六號更改工程」，重啟設立集郵展銷館及文創展覽館計劃，有關改造工程於2025年完成[965]。澳門工會聯合總會獲資助約1,300萬元於澳門新街坊設立及協助衛生站運作，規模參照衛生中心設置，以澳門基層醫療網絡的運作模式，為澳門居民提供普通科門診和醫療保健服務[966]。
  - 澳門公共服務一戶通新增預約辦理港澳居民來往內地通行證（俗稱：回鄉證），在居民的同意下，透過數據互聯，在預約時可免除填寫大部分個人資料，免填寫內容達七成，更方便快捷地完成預約辦證服務[967]。
  - 仁伯爵綜合醫院心胸外科、血管外科和介入放射科等手術團隊順利完成1例主動脈弓上血管腔內重建手術，並取得預期成效。在手術前，手術團隊將患者電腦掃描的資料進行圖像重建，並利用最新3D列印技術為患者量身訂造與自己身體器官一模一樣的主動脈支架，同時還通過術前體外虛擬練習以增加手術安全性[968]。
  - 教育及青年發展局擬在2024學年起配合《中華人民共和國愛國主義教育法》，特區政府會汲取其中精粹，結合澳門實際情況，從課程、教材及學生活動等方面優化相關工作，同時持續發揮青少年愛國愛澳教育基地功能，並透過籌辦慶祝新中國成立七十五周年及澳門回歸廿五周年系列節慶活動，積極培養澳門青年學生的家國情懷[969]。
- 12月13日
  - 澳門立法會細則性通過《修改第5/2020號法律〈僱員的最低工資〉》法案；自2024年1月1日起生效，最低工資時薪增至34元，月薪由6,656元調升至7,012元[970]。同日細則性通過修改《澳門特別行政區警察總局》法案，金融情報辦公室自2024年2月1日起併入警察總局[971]。《2024年財政年度預算案》法案獲細則性通過，2024財政年度澳門特別行政區一般綜合預算的收入及開支分別為澳門元（下同） 107111643800元及105937535000元[972]。
  - 運輸工務司司長羅立文表示，2019經屋申請將於2025年初具條件派樓。短期將開展訂價[973]。
  - 中華人民共和國國務院網站發佈批覆《橫琴粵澳深度合作區總體發展規劃》國函，原則同意《規劃》，並要求國家發改委認眞組織實施[974]。
  - 澳門銀河綜合度假城第三期舉行開幕典禮，宣告該不涉博彩元素、欲打造文娛地標的第三期項目正式全面投運。第三期項目包括總面積達四萬平方米的銀河國際會議中心；全澳最新最大、可容納一萬六千個座位的銀河綜藝館；提供約七百間客房和套房的澳門安達仕酒店；獨在舊期建築之上的澳門銀河萊佛士則提供約四百五十間套房[975]。
  - 港珠澳大橋穿梭巴士港澳線往澳門車輛發現有床蟲，營運商指重視事件，立即組織對所有營運車輛消殺虱蟲，並加強車內的衛生清潔，保障旅客良好的乘車環境[976]。
- 12月14日
  - 修改《行政長官選舉法》法案在立法會大會獲全票細則性通過，於2024年元旦起正式生效，核心是進一步落實「愛國者治澳」，要求特首參選人、選委參選人以至選管會成員都必須擁護《基本法》和效忠特區政府[977]。《保守國家秘密法》法案獲細則性通過，將於2024年6月1日起生效，法案也規定，相關人員的職務、勞務、任務終止後，繼續履行保密義務。即使是未被確定為國家秘密的事項，公職人員洩露不會被追究犯罪責任，但不排除被追究其他責任[978]。《無線電通訊法律制度》法案獲一般性全票通過，法案交由立法會三常會跟進，新法主要規範無線電通訊網與站牌照、無線電通訊設備認可及銷售牌照、無線電操作員執照，以及訂違法處罰制度，修改重點包括放寬監管措施、歸納牌照及簡化無線電通訊業行政程序三方面[979]。
  - 新城A區至澳門半島第三連接橋開標，共收到10份標書，經開標程式後，全部標書獲接納。工程造價介乎5億2千8百多萬澳門元至6億8千7百多萬澳門元，設計連施工總工期為855工作天至885工作天[980]。
- 12月15日
  - 新一代澳門居民身份證正式推出[981]。
  - 公共建設局宣佈展開為期一個月的「澳氹第四條跨海大橋徵名活動」，邀請澳門永久及非永久居民投稿參與，給予最多三個大橋建議中文或葡文名稱，以及上限一百字的說明簡述[982]。四橋工程進度達85%，大橋竣工期推遲至2024年第二季，延誤實屬合理情況，而大橋周邊連接路網工程也會配合同步完成。不過通車時間則待政府統一公布[983]。
  - 台山一間餐廳於11日發生工作意外，一名26歲女外僱吸入硫化氫氣體中毒，經山頂醫院搶救後，延至當天傍晚不治，司警對屍體檢查後，未發現可疑或可能由刑事造成的傷痕，案件交由調查科跟進[984]。
- 12月16日
  - 配合離島醫療綜合體啟用，多條巴士路線作出調整，其中MT4路線調整路氹城一帶行程引起爭議[985]。
  - 關閘馬路傍晚發生致命車禍，一名58歲本地居民懷疑沒遵守交通燈訊號橫過馬路被一輛輕型貨車撞倒，送院搶救後證實不治[986]。
- 12月17日
  - 受強冷空氣影響，地球物理氣象局於當天凌晨錄得入冬以來最低氣溫9.1度，預計另一股強冷空氣於12月20日抵澳，屆時最低氣溫降至10度以下。隨後數日早晚寒冷及非常乾燥，日夜溫差會較大[987]。
- 12月18日
  - 行政長官賀一誠於北京向中共中央總書記習近平進行述職，賀一誠匯報澳門當前形勢和特別行政區政府工作情況，並認真聽取習近平重要講話和指示。三位中共中央政治局常委李強、蔡奇、丁薛祥亦在場聽取匯報。行政長官衷心感謝習近平和中央政府一直以來對澳門特區和澳門同胞的關心與支持[988]。

- 12月19日
  - 澳門特別行政區政府公佈澳門2023年度頒授勳章、獎章和獎狀名單[989]。
  - 澳門協和醫院運作在即，其中位於科大醫院的離島急診站將於21日遷至協和醫院[990]。
  - 立法會第一常設委員會引述政府表示，澳門旅遊學院具條件更名為「澳門旅遊大學」，會在旅院制度修法案裡一併處理[991]。
- 12月20日
  - 澳門回歸24周年，澳門特區政府於當天上午8時在金蓮花廣場舉行升旗儀式[992]；其後於上午9時30分於中國與葡語國家商貿合作服務平台綜合體舉行慶祝特區成立二十四周年招待酒會，行政長官賀一誠致辭時表示，回歸24年以來，澳門與祖國命運始終緊密相連，譜寫了具澳特色「一國兩制」成功實踐的華彩篇章。實踐證明，祖國永遠是澳戰勝一切風險挑戰、保持長治久安的堅強後盾；習近平再次為澳門發展指明方向；又指出經歷三年疫情後，過去一年政府取得的成績來之不易，應倍加珍惜今天良好的發展局面[993]。
  - 2024年澳門特別行政區行政長官選舉還有約一個多月就開始選舉程序，行政長官賀一誠被傳媒問到是否爭取連任？賀一誠簡單回應說：「呢個重未列入我地依家有關嘅安排之中」、「我到時再會考慮」，屆時他自會向外公布[994]。
  - 澳門協和醫院正式試業[995]；試營運儀式於當天上午在綜合醫院大樓內舉行，儀式由行政長官賀一誠主持並發表致辭，表示協和醫院作為公立醫療機構將優先為澳門居民提供優質的醫療服務和更多的就醫選擇；立足粵港澳大灣區並發展成為具有國際影響力的一流醫學中心；同時借助北京協和醫院頂尖醫療團隊的經驗和技術，推動本地醫療人員推動醫療人員梯隊建設，共同促進澳門醫療事業優質發展[996]。
- 12月21日
  - 受強冷空氣影響，地球物理氣象局於大潭山氣象局錄得年入冬以來的最低氣溫為7.7度，氣象局發出橙色低溫提示，又預計冬至當天氣溫趺至最低6度，緊接的聖誕節假期天氣仍然非常寒冷和乾燥，節後低溫和乾燥的情況才有所緩和[997]。
  - 行政長官賀一誠致函甘肅省委書記胡昌升及省長任振鶴，就積石山縣地震造成重大人員傷亡和財產損失表示慰問[998]。
  - 《澳門特別行政區公報》刊出運輸工務司司長批示，修改建有澳門科技大學設施的土地的批給。最新批給規定，承批人即澳門科技大學基金會不得對批給所衍生的權利設定負擔尤其是進行抵押或將之移轉[999]。
  - 澳門房屋局於特區政府公報中刊登公告延長新城A區經濟房屋申請期，由原定於2023年12月27日的申請截止期限延長3個月，至2024年3月27日，補交文件則延長至2024年4月26日，讓市民有更多時間對經濟房屋申請作出考慮[1000]。
  - 因應A2橋建造工程，友誼橋大馬路近白雲花園一段於每日夜間實施有限度通車，馬揸度博士大馬路往友誼大馬路方向的內路實施道路重整，並實施臨時交通改道措施[1001]。
  - 國家發改委正式公佈《橫琴粵澳深度合作區總體發展規劃》，規劃範圍為橫琴島“一線”和“二線”之間的海關監管區域，《規劃》包含十個章節，從奮力開啟合作區建設新征程、塑造琴澳一體化總體發展新格局、發展促進澳門經濟適度多元新產業、共建便利澳門居民生活就業新家園、建設琴澳智慧低碳共生新城市、構建與澳門一體化高水平開放新體系、打造國際一流的營商環境新高地、完善粵澳共商共建共管共享新體制、共譜區域協同發展新篇章、規劃實施保障方面編製[1002]。
  - 仁伯爵綜合醫院原設於科大醫院的離島急診站於當天10時起正式搬入澳門協和醫院綜合醫院大樓地面層，整體運作與原科大醫院時相同[1003]。
  - 交通事務局宣佈兩巴會在平安夜和新年延長部分日間路線的尾班車開出時間到凌晨1時。而101XS、25BS、26S和51X等特班車會營運。[1004][1005]
- 12月22日
  - 受強冷空氣影響，地球物理氣象局持續發出橙色低溫提示，並且在當天上午7時在大潭山總部氣象站錄得入冬最低溫6.4度，而在10個氣象站中有8站錄得的溫度為7.4度以下，屬於嚴寒級別。氣象局也表示聖誕節前後天氣仍然寒冷，直到聖誕後氣溫會緩慢上升。[1006][1007]
  - 行政長官賀一誠歡迎中央出台《橫琴粵澳深度合作區總體發展規劃》（《橫琴規劃》）和《前海深港現代服務業合作區總體發展規劃》（《前海規劃》），同時感謝中央對特區發展的大力支持和厚愛。澳門特區政府將認真把握橫琴和前海發展帶來的重大機遇，結合《澳門特別行政區經濟適度多元發展規劃（2024-2028）》、 “1+4”產業發展策略，以及澳門獨特的區位優勢，不斷推動澳門特區與粵港澳大灣區協同發展[1008]。
- 12月23日
  - 行政長官賀一誠宣布特區政府會撥款3千萬來支援甘肅省地震災區工作，並表示會全力支援抗震救災。[1009]
  - 筷子基某大廈發生一宗懷疑一氧化碳中毒事件，一名64歲本地居民現場失去呼吸及心跳，送往山頂醫院搶救。消防局於現場錄得一氧化碳的跡象。[1010]
  - 澳門司警拘捕一名換錢黨成員，並且當場起出200張面值1000元的練功卷。司警懷疑換錢黨想藉此“黑吃黑”，來騙取兩名其他換錢黨成員。司警以巨額詐騙罪，送交檢察院處理，並且追查其他在逃人士和騙款。[1011]
  - 筷子基發生一宗水管爆裂事件，歷時50分鐘。在這期間，有個別商戶和住戶受影響，而澳門自來水派員緊急處理後，設置臨時供水點，並表示經過初步評估，水管爆裂是由第三方工程造成。市政署表示起因有待調查，並表示如果跟工程承建商疏忽有關，必定追究責任。[1012][1013][1014]
  - 湖畔大廈有樓層再出現牆磚剝落，引起部分住戶困擾並冀承建商盡快與業主會達成維修方案。澳門立法會直選議員梁鴻細指出，每逢天氣轉冷，湖畔大廈不時出現牆磚剝落。至於業主會不贊成承建商的維修方案，他促請房屋局再協調小業主和承建商商討好維修計劃，解決甩磚問題。[1015]
- 12月24日
  - 治安警察局公佈平安夜錄得約60萬人次進出澳門，包括總出入境旅客人次約24.4萬，其中入境有12萬人次，出境約12.4萬人次。入境旅客以經關閘口岸入境最多，錄得約3.9萬人次；其次港珠澳大橋及橫琴口岸澳門口岸區，各錄得3.7萬人次及1.4萬人次。[1016]
  - 天主教澳門教區主教李斌生發表聖誕節文告，表示在2023年特別掛念着那些在戰爭中、在疾病中、在失業中、在失去親人的悲痛中與親人一起無法慶祝但亦要度過聖誕節的人們。他提出，基督信徒秉持接納且溫和的生活風格，表達關懷、憐憫和溫柔，在丟棄文化和冷漠文化中逆流而行，成為眾人的近人[1017]。
  - 平安夜澳門多區舉行慶祝活動，其中包括多個本地基督教團體機構合辦的「二○二三歡樂佳音平安夜」綜藝晚會繼續在大三巴牌坊前上演；另一邊廂，大炮台舉行由博企新濠與文化局呈獻的「飄雪下的大炮台」活動，當天晚上更延長開放時間與遊人歡度佳節[1018]。
  - 噴射飛航伺服器故障，引致該公司售票系統及網站服務受阻，期間一度實施了人手售票和入閘的措施，伺服器經搶修後，售票處及入閘登船服務於當天15時恢復正常，網上售票服務亦已在17:00前恢復正常[1019]。
- 12月25日
  - 澳門特區政府就關於授權澳門特別行政區對廣東省珠海市拱北口岸東南側相關陸地和海域實施管轄的決定草案，25日提請十四屆全國人大常委會審議。國務院港澳事務辦公室表示，有關地段涉及澳門輕軌澳氹東線項目，涉及一塊屬於珠海市行政區域的地塊。該地塊總面積3700.178平方米，其中陸地面積1439.130平方米、海域面積2261.048平方米。澳門特別行政區政府請求國務院提請全國人大常委會授權澳門特別行政區以租賃方式對該地塊依照澳門特別行政區法律實施管轄[1020]。
  - COVID-19疫情防控放寬後首個聖誕節，中區旅遊區繼續人流如鯽。治安警察局公佈截至當天21時，各口岸錄得55萬多人次出入境。當中旅客出入境佔19.7萬人次，入境旅客佔超過10.3萬人次，而出境旅客有9.3萬人次[1021]。
  - 國家發改委公布《大灣區國際一流營商環境建設三年行動計劃》，提出在粵港、粵澳更多口岸實施“一地兩檢”、“合作查驗、一次放行”等通關新模式，結合實際需要推動更多口岸實施“24小時通關”。計劃並提出，優化市場准入環境，研究進一步取消或放寬對港澳投資者的資質要求、持股比例、行業准入等限制，具體措施並包括在外商投資准入負面清單之外的領域，清理取消港澳企業在招標投標、政府采購、權益保護等方面存在的差別化待遇[1022]。
  - 拱北海關所屬中山海關19日公佈數據，自1999年澳門回歸至今，中山海關共監管供澳活水產超10萬噸、鮮蔬菜超28萬噸，有力地保障了澳門“菜籃子”安全[1023]。
- 12月26日
  - 原定12月27日截止的新一期的五仟個經濟房屋最後交表延長至2024年3月下旬，據房屋局的申請統計顯示，截至當天共收到近4,000份申請，個人申請佔最多為46%，其次為二人家團為26%，不管是個人或家團申請，都以23至44歲組別為主[1024]。
  - 司警近日接獲舉報指“訂貨”騙案再度出現，接獲有裝修工程公司東主檢舉，指早前收到自稱某中學老師之來電表示學校有維修項目，並與事主相約好上門「度尺」。隨後對方又借故聲稱校方有意欲訂購一批新床褥贈予老人院，要求事主代為向指定「供應商」訂購，並向事主發送偽造之銀行轉賬截圖聲稱已向事主支付「貨款」。事主當下未有核實便向「供應商」匯出了人民幣28萬元訂金。隨後事主發現上述轉賬款項一直未到賬，對方更失去聯絡，始知受騙[1025]。
  - 雀仔園街市及外圍小販區優化工程完成，攤販近日準備遷回和安裝新設備等工作。外圍熟食檔料元旦前後陸續復業，街市內攤檔則於2024年1月上旬恢復對外營業。另外，紅街市整治工程正加緊展開，計劃2024年第二季完成[1026]。
- 12月27日
  - 澳門大學澳門研究中心及經濟學系發表2024年最新宏觀經濟預測，預計2024年的經濟增長處於8.3%至21.0%之間；服務出口增長為10.3%至26.7%之間；澳門特區政府最終收入維持在953億元至1096億元左右。相關預測主要受旅遊業影響，以及沒有重大公共衛生影響正常社會運作的前設下所預測[1027]。
  - 澳門特區政府公布決定短期延長澳門電訊及MTEL電信之固網牌多九個月至2024年9月30日，以爭取澳門電信業發展政策[1028]。
  - 珠澳警方聯合破獲一個以漁船掩飾的中國大陸偷渡集團，兩地共拘捕六名包括骨幹的集團成員和兩名人蛇，兩地警方仍繼續追查集團主腦及其他成員下落。其中澳門警方拘捕三名中國大陸男子，以涉嫌犯罪集團、協助罪移送檢察院處理[1029]。
  - 澳門海關持續打擊水客活動，透過科技手段輔助執法，嚴厲打擊偷運物品進出澳門的不法活動。近日於關閘、港珠澳大橋澳門邊檢大樓及青茂口岸海關共截獲13宗以藏身方式偷運貨物進出境個案，查獲舊手機470部[1030]。
  - 澳門旅遊局公佈適逢聖誕假期（12月23日至26日），根據臨時數據顯示，四天期間共超過45.6萬旅客人次訪澳，日均約11.4萬旅客人次訪澳，較2019年同期上升1.3%。總客數方面，亦較2019年同期的45萬有所增加。12月23日至26日的酒店場所平均入住率有90.8%，較11月份（88.1%）上升2.7個百分點[1031]。
- 12月28日
  - 審計署公布《輕軌氹仔線電纜故障》衡工量值式審計報告。針對澳門輕軌氹仔線電纜事故問題，揭發已撤銷的運輸基建辦公室在選取電纜技術標準及供貨質量管理把關存明顯疏漏，對供應商三菱重工的供貨差於本已較差的合約標準與調包測試視若無睹，不合格的電纜照收貨並投用[1032]。報告亦披露只包建成和在建的五個走線項目下，當局最新對輕軌總投資估算總金額增至451.8億元，另累計判給總開支則達約246億元[1033]。公共建設局回應報告指「高度尊重」，但重申當時採納電纜標準屬當時通用的，另外四條新建的路線對電纜的技術要求亦有所提高[1034]。
  - 國務院新聞辦公室舉行的粵港澳大灣區建設情況新聞發佈會，行政法務司司長張永春出席，他表示《橫琴粵澳深度合作區總體發展規劃》的出台體現了國家和習近平對澳門的關懷和厚愛，也將為澳門產業多元和長遠發展注入強大動力，對推動澳門長期繁榮穩定和融入國家發展大局具有非常重要的意義[1035]。
  - 澳門特區政府就《海洋功能區劃》、《海域規劃》及《海域使用法》展開為期50天的公開諮詢，《海域使用法》諮詢文本建議，政府可以透過「專用批給」、「臨時佔用許可」批准私人實體使用海域；《海洋功能區劃》諮詢文本列出一至三級類功能區。三級功能區涉及十八區，包括「風景旅遊用海區」（開發利用濱海和海上旅遊資源的海域）及「文體休閒用海區」（旅遊景區開發和海上文體娛樂活動場建設的海域）[1036]。《海域規劃》則是在明確海洋功能區劃的基礎上，對海域的使用、開發和保護所制定的規劃，並與《城市總體規劃》互相配合，規劃涵蓋宜居城市建設、生態保護與污染防治、提升海洋防災減災能力、海洋旅遊、海上體育、海洋文化、區域合作等方面的海域利用與發展[1037]。
  - 澳門中聯辦公佈截至12月28日17時，共收到澳門各界對2023年積石山縣地震捐款為9,287萬澳門元、132萬港元，分別轉往青海省和甘肅省受災地區[1038]。
- 12月29日
  - 全國人大常委會審議通過授權澳門特別行政區對廣東省珠海市拱北口岸東南側相關陸地和海域實施管轄的決定。行政長官賀一誠衷心感謝中央對特區發展的大力支持。他表示，澳門特區政府將加快基礎設施建設，更好發揮澳門輕軌澳氹東線項目的經濟社會效益，加強澳門與內地基礎設施互聯互通[1039]。
  - 政府跨部門協調小組公佈2024年度道路工程計劃有60宗，其中屬大型工程的有28宗，兩者分別較2023年減約70%及30%[1040]。首十一個月全澳開展道路工程總宗數達491宗，當中屬年度計劃內的佔約18%、有89宗，執行率約44%，而非年度計劃工程則有402宗，同比大增超過四成[1041]。除內港南雨水泵站及下水道工程、筷子基北灣泵站箱涵渠工程等較影響交通的道路工程跨年進行外，2024年也將有多項涉交通主幹道的大型道路工程啟動，如路氹連貫公路重鋪、東北大馬路空中走廊建造工程等。其他工程方面，市政署開展司打口休憩區及周邊優化工程，同時將完成氹仔海濱休憩區單車徑及蓮花單車徑連接段工程，以及澳門半島南岸海濱綠廊工程；公共建設局將開展友誼圓形地行車天橋B匝道、A3橋、A區至B區行車天橋及大潭山隧道一期工程等[1042]。
  - 市政署早前以即刨即鋪，夜間施工日間通車模式，分階段對美副將大馬路重鋪新型瀝青，工程如期竣工並恢復正常通車[1043]。
  - 特區政府於2024年延續社屋租戶租金豁免措施，不超出收入上限的租戶獲豁免每月租金上限2000元（澳門元，下同），約13600戶，佔95%租戶可獲豁免租金，預計2024年豁免租金金額約8200萬元。超出收入上限的租戶則不獲豁免租金[1044]。
- 12月30日：環保局公佈《澳門長期減碳策略》，作為澳門減碳工作的藍圖。報告指出，應對氣候變化刻不容緩，政府近年一直從清潔能源替代、綠色交通、節能減排、減廢回收等推行各項減碳措施[1045]。《澳門長期減碳策略》介紹，本地發電方面，近年通過提高天然氣及降低燃油發電比例以減少碳排放。發電廠的燃油發電量已由一二年的百分之百縮減至去年的百分之六點六，約佔全年總耗電量的百分之〇點五[1046]。在“源頭減廢，轉廢為能”方面，政府將繼續採取多層面的措施促進源頭減廢及分類回收，包括在《限制提供塑膠袋》、《建築廢料管理制度》的基礎上，按污染者自付原則，分階段有序落實其他各類廢物的污染者自付及生產者責任計劃。下一步將推出《特殊和危險廢物處理站的收費制度》，並硏究廢舊電子電器產品生產者責任制；進一步研究其他一次性塑膠產品的限制措施；持續完善包括環保Fun回收站點、環保加Fun站、環保Fun乾淨回收街站、流動回收車等的回收網絡，提高實踐的便利性，並結合各類減廢回收活動，提高公衆的回收意識和行為實踐[1047]。
- 12月31日
  - 在中國大陸三天元旦連假下，大批旅客訪澳，治安警察局於當天晚上9時錄得16.8萬多人次旅客入境澳門；早上在關閘口岸的發財巴及的士站已出現排隊等車的長龍。中區旅遊區人山人海，附近的民生區也大批自由行旅客穿梭，絡繹不絕。稍有名氣的食店均生意火紅，部分大排長龍，而街上走動的旅客可謂多過本地居民。治安警察局因應大三巴行人流擠擁，於下午一度實施近3.5小時的人潮管制措施[1048]。
  - 隨著冷空氣緩和，澳門氣溫回升。地球物理氣象局於大潭山氣象站錄得最高溫24.6°C，是自 1952年有記錄以來，除夕第三高氣溫。另外氣象局發表2023年本澳天氣回顧，指該年澳門年平均氣溫為23.3℃，較氣候平均值高0.5度，很大機會成為自1952年以來，第三最熱的年份[1049]。

## 逝世
- 林樂培：原名林巒培，1926年於澳門出生，12歲曾在澳門聖若瑟修院學習小提琴並加入修院的合唱團和弦樂團，惟之後綴學。他在1940年代移居香港，參與組建中英樂團並擔任小提琴手。1990年代移民至加拿大[1050]。
- 戴明揚：澳門著名大律師，第一至第五屆行政長官選委會委員，曾任立法會議員、澳門基本法諮委會委員、澳門土生葡人教育協進會理事長、土生葡人美食聯誼會理事長、澳門葡文學校基金會第一副主席、澳門管理專業協會執委會副主席，戴顯揚之父親，享年70歲[1051]。
- 歐平：澳門攝影家、澳門日報前財務課主任，1950代加入該報，從事新聞工作近五十載，2015年獲澳門特區政府頒授文化功績勳章，表彰他對澳門文化界的貢獻。[1052]
- 趙紹之：澳門美術協會榮譽會長、前監事長、前秘書長，著名美術家。1934年出生於上海市，祖籍浙江蘭溪，自幼跟隨外祖父學習中國畫；1952年起於上海從事中小學美術教育工作，期間曾跟隨薄彩油畫大師任微音先生學習油畫，深得任先生在油畫中運用中國畫的點、線技法真傳。1980年移居澳門，1987年至2010年期間曾任澳門海事博物館職畫師和美術顧問：1987年加入澳門美術協會，1995年成為理事，2005年起任秘書長一職，2012年起任監事長，2018年退休並改任榮譽會長[1053]。
- 劉靜儀（阿晶、Jane）：澳門 YouTube 影片創作公司「微辣Manner」前經理人，警方於2023年7月26日下午接報一名女子在澳門群隊街附近一住宅單位內，懷疑燒炭自殺，送院時昏迷，其後證實死亡。司警經調查死者在自己睡房內以鐵罐燒碳自殺，房內發現留有遺書，現場沒有打鬥或有被撬毁等可疑痕跡[1054]。消息傳出後從而揭發其受到多名微辣成員集體欺凌而備受港澳關注。
- 唐志堅：前澳門特別行政區行政會委員兼發言人、前澳門立法會議員及前澳門勞工子弟學校校長[1055]。
- 吳小毅：澳門傳媒工作者協會創會主席、論盡媒體創辦人之一及時任社長、資深本地政治新聞記者，於1980年代起於澳門從事新聞工作，先後為多個傳媒機構包括《大眾報》、《華僑報》及《訊報》，進行採訪及撰寫專欄。2023年8月5日凌晨因病離世[1056][1057]。
- 盧景昭：澳門賭王盧華紹曾孫，任職包括中國澳門體育暨奧林匹克委員會主席、澳門高爾夫球總會主席、中國-澳門汽車總會會長、澳門格蘭披治大賽車組織委員、以及亞奧理事會代表大會媒體委員會主席，於2023年10月7日逝世，享年79歲，並於同年11月21日在香港出殯[1058]；11月25日下午於澳門綜藝館舉行“永遠懷念盧景昭先生”追悼會，多位政府主要官員出席[1059]。
- 山禮度（Arnaldo Ernesto dos Santos）：於2016年1月1日起在任澳門房屋局局長，最後一次會見傳媒在2023年9月27日經濟房屋申請新聞發布會，於2023年11月16日上午逝世，終年63歲[1060]。
- 張文：於2023年12月31日在北京市逝世，中國共產黨優秀黨員、著名法學家、法學教育家、北京大學法學院教授、博士生導師；曾於2004年至2005年任職澳門科技大學法學院院長[1061]。

## 其他資訊

### 活動
- 澳門國際帆船賽：2023年1月6日至8日
- 澳門農曆春節年宵市場：2023年1月14日至1月21日
- “新馬路任我行”步行區試行計劃：2023年1月22日至24日／2月4日至5日[1062][1063][1064]。
- 澳門旅遊局新春慶祝活動：澳門農曆新年花車巡遊匯演、澳門農曆新年煙花表演：1月12日公佈活動安排，總預算合共約2,900萬澳門元，預計農曆新年期間日均訪澳旅客超過4萬人次[1065]。
- 賀歲盃足球賽：2023年2月5日
- 澳門綠化週：2023年3月18日至26日[1066][1067]
- 澳門國際十公里長跑賽：2023年3月19日[1068]
- WTT澳門冠軍賽：2023年4月17日至23日
- 澳門藝術節：2023年4月28日至5月23日，以「藝行致遠」為主題，呈獻20套精選節目，涵蓋戲劇、戲曲、舞路、音樂及視覺藝術等，廣邀觀眾與藝術同行[1069]。
- 澳門國際龍舟賽：2023年6月17日、18日至22日[1070]
- 澳門國際旅遊(產業)博覽會：2023年6月30日至7月2日[1071]
- 藝文薈澳：澳門國際藝術雙年展2023年7月至10月
- 2023粤澳名優商品展：2023年7月27日至30日[1072]
- 2023澳門國際環保合作發展論壇及展覽：2023年8月17日至20日[1073]
- 澳門國際煙花比賽匯演：2023年9月11日、16日、23日；10月1日及7日[1074]
- 澳門國際音樂節：2023年9月30日至10月30日[1075]
- 澳門國際貿易投資展覽會：2023年10月19日至22日
- 「澳門之味巡禮——五都薈萃」：2023年10月19日至29日[1076]
- 葡韻嘉年華：2023年10月27日至29日
- 第七十屆澳門格蘭披治大賽車：2023年11月11日至12日、16日至19日[1077]
- 澳門美食節：2023年11月17日至12月3日[1078]
- 澳門國際馬拉松：2023年12月3日[1079]
- 澳門公益金百萬行：2023年12月10日；自放寬防疫措施後首次恢復線下行活動，與線上方式同步舉行[1080]
- 2023幻彩耀濠江：2023年12月2日至2024年2月25日[1081]

### 頒獎典禮
- 2023年7月8日至9日：第四屆騰訊音樂娛樂盛典
- 2023年7月22日：第二十屆澳廣視至愛新聽力頒獎音樂會

### 公眾假期
二零二三年度公眾假期及公共行政工作人員補假日的日期表 （页面存档备份，存于）
- 1月1日（星期日）：元旦（強制性假日）
- 1月2日（星期一）：元旦的補假（補1月1日）
- 1月22日（星期日）：農曆正月初一（強制性假日）
- 1月23日（星期一）：農曆正月初二（強制性假日）
- 1月24日（星期二）：農曆正月初三（強制性假日）
- 1月25日（星期三）：農曆正月初一的補假（補1月22日）
- 4月5日（星期三）：清明節（強制性假日）
- 4月7日（星期五）：耶穌受難日
- 4月8日（星期六）：復活節前日
- 4月10日（星期一）：復活節前日的補假（補4月8日）
- 5月1日（星期一）：勞動節（強制性假日）
- 5月26日（星期五）：佛誕節
- 6月22日（星期四）：端午節
- 9月30日（星期六）：中秋節翌日（強制性假日）
- 10月1日（星期日）：中華人民共和國國慶日（強制性假日）
- 10月2日（星期一）：中華人民共和國國慶日翌日
- 10月3日（星期二）：中秋節翌日的補假（補9月30日）
- 10月4日（星期三）：中華人民共和國國慶日的補假（補10月1日）
- 10月23日（星期一）：重陽節（強制性假日）
- 11月2日（星期四）：追思節
- 12月8日（星期五）：聖母無原罪瞻禮
- 12月20日（星期三）：澳門特別行政區成立紀念日（強制性假日）
- 12月22日（星期五）：冬至
- 12月24日（星期日）：聖誕節前日
- 12月25日（星期一）：聖誕節
- 12月26日（星期二）：聖誕節前日的補假（補12月24日）